# الزراعة في الصين

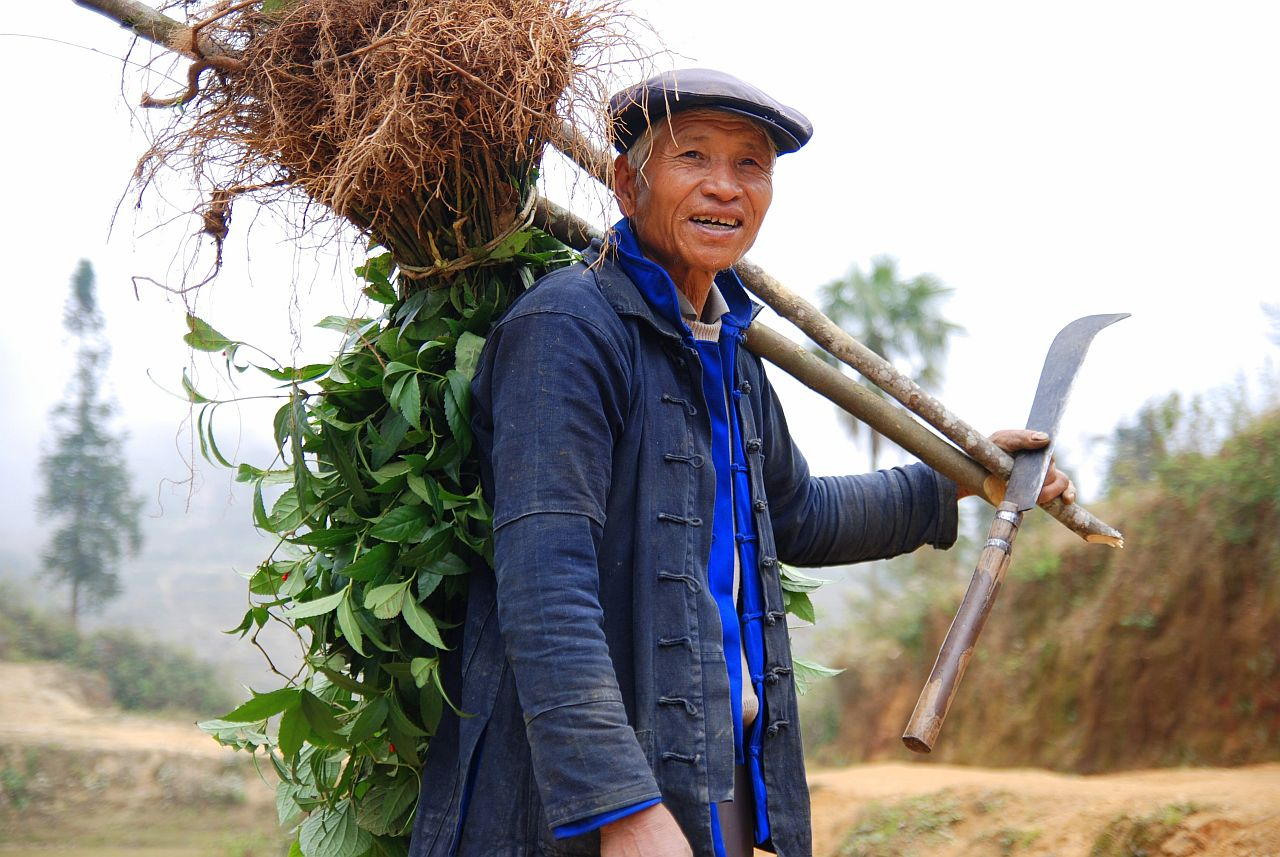
مزارع من أقلية هاني ، يشتهرون بمدرجاتهم الزراعية الذي يزرعون فيه الأرز في مقاطعة يوانيانغ ، يونان

الزراعة في الصين، هي القطاع الاقتصادي الهام في الصين، توظف أكثر من 300 مليون مزارع. وتحتل الصين المرتبة الأولى في الإنتاج الزراعي في جميع أنحاء العالم، وتنتج أساسا الأرز، والقمح، والذرة البيضاء، وفول الصويا، والشاي، والدخن، والشعير، والقطن، والزيت النباتي. البطاطس والطماطم والذرة الرفيعة والفول السوداني والبذور الزيتية والذرة.[بحاجة لمصدر]

## التاريخ

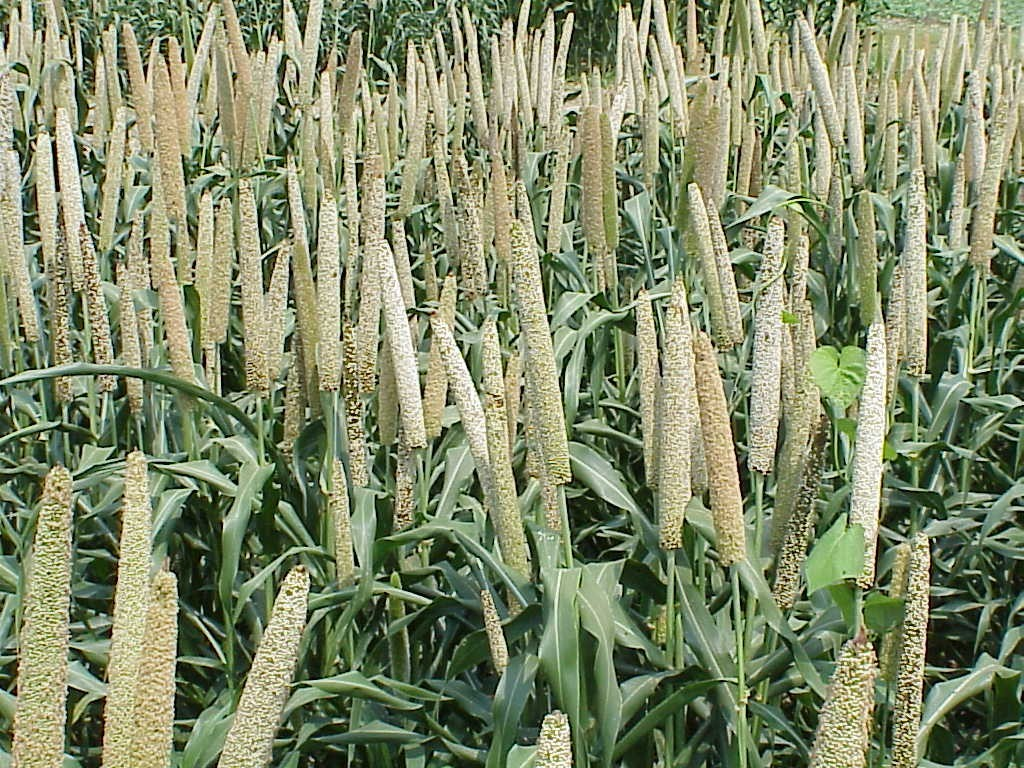

لعب تطور الزراعة على مدار تاريخ الصين دورًا رئيسيًا في دعم نمو أكبر عدد من السكان في العالم الآن.

### علم الآثار
أظهر تحليل الأدوات الحجرية التي أجراها البروفيسور ليو لي وآخرون أن الصيادين - الجامعين قبل 23000 - 19500 سنة كانوا يطحنون النباتات البرية بنفس الأدوات التي ستُستخدم لاحقًا في الدخن والأرز.
قد تكون أصناف الدخن المستأنسة Panicum miliaceum و Setaria italica قد نشأت في شمال الصين. بقايا المستأنسة الدخن تم العثور عليها في شمال الصين في Xinglonggou ، Yuezhang ، Dadiwan ، Cishan ، والعديد من Peiligang المواقع. تغطي هذه المواقع فترة تزيد عن 7250-6050 قبل الميلاد. كانت كمية الدخن المستأنسة التي يتم تناولها في هذه المواقع منخفضة نسبيًا مقارنة بالنباتات الأخرى. في Xinglonggou ، كان الدخن يشكل 15٪ فقط من بقايا النباتات حوالي 7200-6400 قبل الميلاد؛ وهي نسبة تغيرت إلى 99٪ بحلول 2050-1550 قبل الميلاد. أظهرت التجارب أن الدخن يتطلب القليل جدًا من التدخل البشري لينمو، مما يعني أن التغييرات الواضحة في السجل الأثري التي يمكن أن تثبت أن الدخن كان يُزرع غير موجود.
وثقت الحفريات في كواهوتشياو، أقدم موقع معروف من العصر الحجري الحديث لزراعة الأرز في شرق الصين يعود لـ 7700 عام. ما يقرب من نصف بقايا النبات تنتمي إلى أنواع الجابونيكا المستأنسة، بينما كان النصف الآخر من أنواع الأرز البرية. من الممكن أن الناس في Kuahuqiao قاموا أيضًا بزراعة النوع البري. تشمل الاكتشافات في مواقع حضارة Hemudu ق. 5500-3300 قبل الميلاد) في Yuyao وBanpo بالقرب من Xi'an أدوات الدخن والأدوات المصنوعة من الحجر والعظام. تم العثور على أدلة على زراعة الأرز المستقرة في موقع Hemudu في Tianluoshan (5000-4500 قبل الميلاد)، ومع كون الأرز العمود الفقري للاقتصاد الزراعي من قبل حضارة Majiabang في جنوب الصين. وطبقاً لسجلات المؤرخ الكبير ، فقد عوقبت بعض السجينات في الأزمنة التاريخية بأن تكن «من دقاقات الحبوب اليدوية» (刑舂 بالصينية) كبديل للعقوبة الجسدية الأشد مثل الوشم أو قطع القدم. يعتقد بعض العلماء أنه بحدود أربع أو خمس سنوات من أحكام الأشغال الشاقة هذه بدأت مع الإصلاحات القانونية للإمبراطور وين. 
هناك أيضًا تقليد طويل يشمل الزراعة في الأساطير الصينية. وصف البروفيسور فرانكلين هيرام كينغ في كتابه الزراعة الدائمة: المزارعون في أربعين قرنًا (1911) قيم ممارسات الزراعة التقليدية في الصين وأثنى عليها.

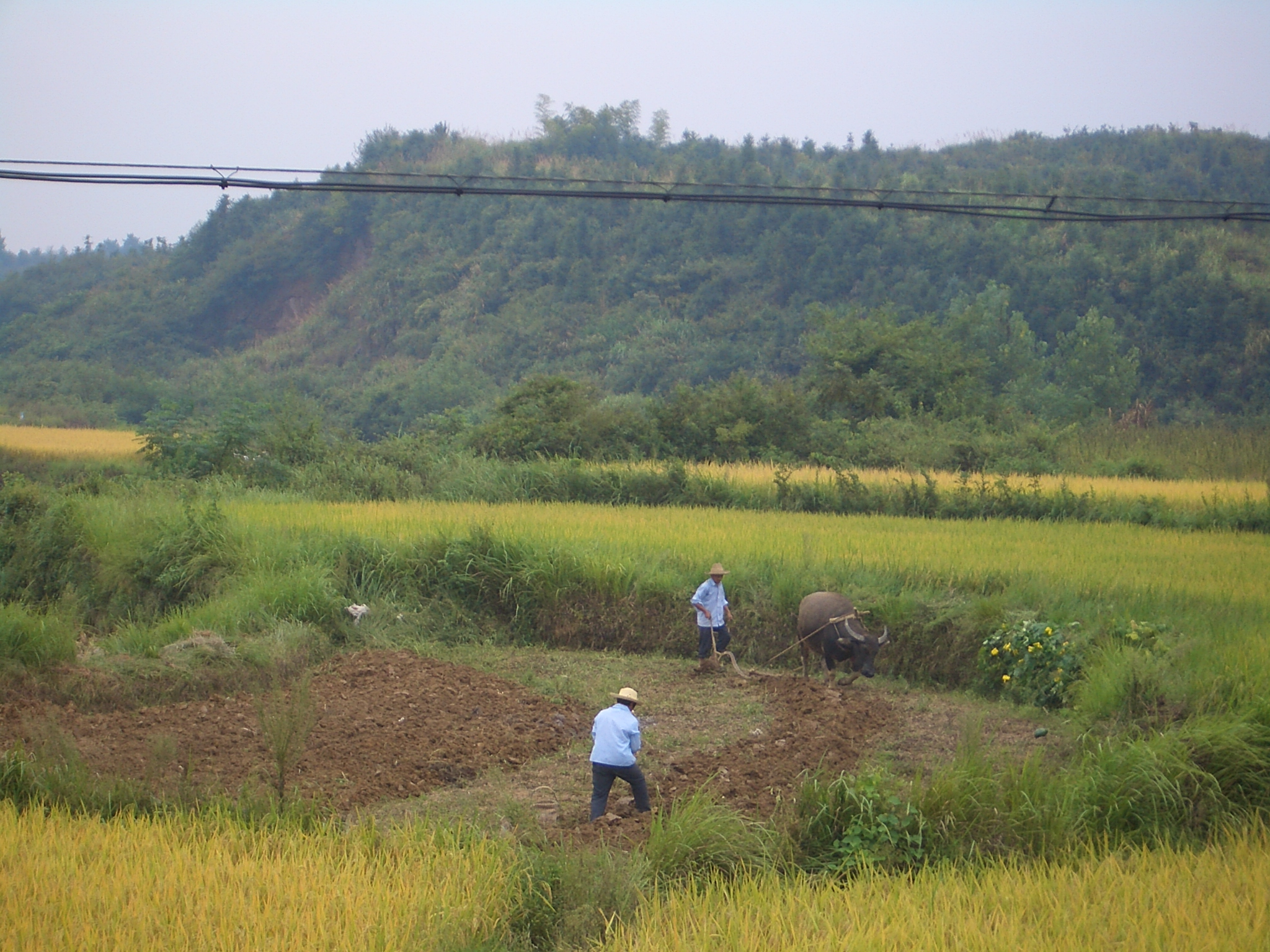
الحرث مع جاموس هوبي

### تحسينات طريقة الزراعة
نظرًا لوضع الصين كدولة نامية ونقصها الحاد في الأراضي الصالحة للزراعة، كانت الزراعة في الصين دائمًا كثيفة العمالة. ومع ذلك، عبر تاريخها، تم تطوير أو استيراد طرق مختلفة مكنت من زيادة الإنتاج الزراعي وكفاءته. كما استخدموا مثقاب البذور للمساعدة في تحسين الزراعة الصفية.
خلال فترة الربيع والخريف (722-481 قبل الميلاد)، حدث تحسينان ثوريان في تكنولوجيا الزراعة. كان أحدهما استخدام أدوات الحديد الزهر و بهائم الحمل لسحب المحاريث، والآخر كان استخدام الأنهار على نطاق واسع وتطوير مشاريع الحفاظ على المياه. المهندس Sunshu Ao من القرن السادس قبل الميلاد والمهندس Ximen Bao من القرن الخامس قبل الميلاد هما من أقدم المهندسين الهيدروليكيين في الصين، وتركزت أعمالهم على تحسين أنظمة الري.  انتشرت هذه التطورات على نطاق واسع خلال فترة الدول المتحاربة التي تلت ذلك (403 - 221 قبل الميلاد)، وبلغت ذروتها في نظام Du Jiang Yan للري الهائل الذي صممه Li Bing بحلول 256 قبل الميلاد لدولة Qin في سيتشوان القديمة.

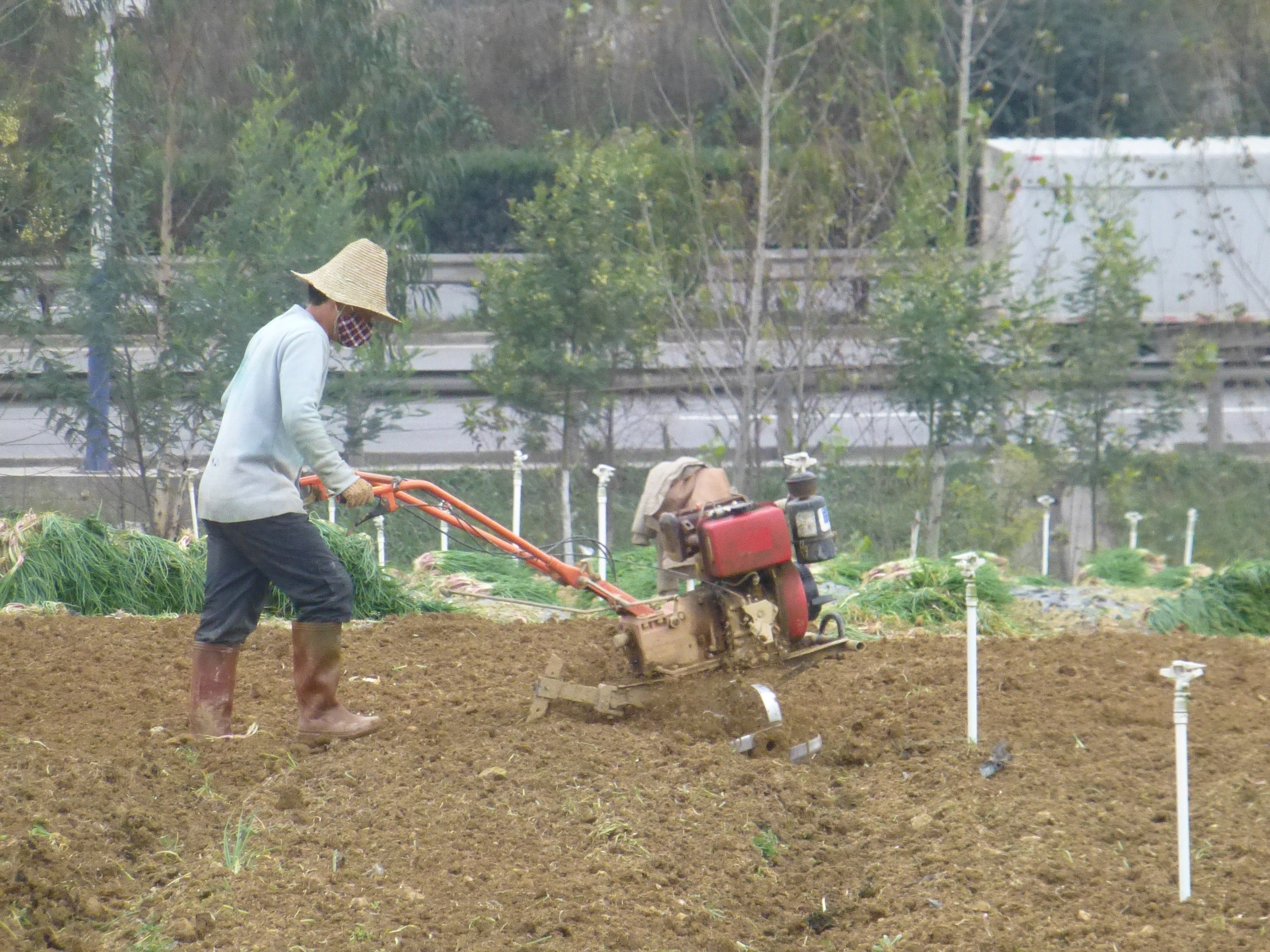
الحرث بمحرك ، يوكسي ، يونان

بحلول القرن الأول قبل الميلاد وخلال عهد أسرة هان القديمة (202 قبل الميلاد - 220 بعد الميلاد). اخترع الصينيون مطرقة الرحلة التي تعمل بالطاقة الهيدروليكية للأغراض الزراعية، وعلى الرغم من اكتشاف استعمالات أخرى لهذه الآلة، إلا أن وظيفتها الرئيسية كانت دق، وتقشير، وتلميع الحبوب التي كان من الممكن القيام بها يدويًا. بحلول القرن الأول الميلادي ابتكر الصينيون أيضًا مضخة السلسلة مربعة الشكل بمنصة متنقلة، تعمل بواسطة عجلة مائية أو ثيران تسحب نظامًا من العجلات الميكانيكية. على الرغم من أن مضخة السلسلة اسست لاستخدامها في الأشغال العامة لتوفير المياه للمناطق الحضرية وأنظمة الأنابيب الضخمة،  كان يستخدم إلى حد كبير في رفع المياه من أدنى إلى أعلى ارتفاع في ملء قنوات الري وقنوات الأراضي الزراعية.
تستوفي المحاريث الصينية هذه من عصر هان جميع شروط الكفاءة بشكل جيد، وهذا هو السبب المفترض في أن فريق محراث هان القياسي يتكون من حيوانين فقط، وفرق لاحقة عادةً من حيوان واحد، بدلاً من حيوانات الجر الأربعة أو الستة أو الثمانية الشائعة في أوروبا قبل إدخال لوحة القالب المنحنية ومبادئ التصميم الجديدة الأخرى في القرن الثامن عشر. على الرغم من ظهور محراث لوح القوالب لأول مرة في أوروبا في أوائل العصور الوسطى، إن لم يكن في أواخر العصر الروماني، إلا أن ألواح القوالب التي تعود إلى القرن الثامن عشر كانت عادةً خشبية ومستقيمة (الشكل 59). استلزم العمل الهائل الذي ينطوي عليه سحب مثل هذا البناء الخرقاء فرقًا كبيرة للحرث، وهذا يعني أنه كان لابد من حجز مساحات كبيرة من الأرض كمرعى. في الصين، حيث كانت هناك حاجة إلى طاقة حيوانية أقل بكثير، لم يكن من الضروري الحفاظ على اقتصاد المراعي المختلطة الصالحة للزراعة النموذجي في أوروبا: يمكن تقليل الأراضي البور وتوسيع المساحة الصالحة للزراعة، ويمكن دعم عدد أكبر بكثير من السكان من نفس الكمية من الأرض في أوروبا. - فرانشيسكا براي
أثناء عصر جين الشرقية (317-420) والأسرات الشمالية والجنوبية (420-589)، أدى طريق الحرير وطرق التجارة الدولية الأخرى إلى زيادة انتشار تكنولوجيا الزراعة في جميع أنحاء الصين. أدى الاستقرار السياسي وتزايد القوى العاملة إلى النمو الاقتصادي، وفتح الناس مساحات شاسعة من الأراضي القاحلة وأقاموا أعمال الري للاستخدام الزراعي الموسع. نظرًا لأن استخدام الأراضي أصبح أكثر كثافة وكفاءة، كان الأرز يُزرع مرتين في السنة وبدأ استخدام الماشية في الحرث والتسميد.
بواسطة سلالة تانغ الحاكمة (618-907)، عادت الصين إلى مجتمع زراعي إقطاعي موحد مرة أخرى. تضمنت التحسينات في الآلات الزراعية خلال هذه الحقبة محراث ذات شفرات معدنية منحنية والطاحونة المائية. في وقت لاحق خلال عهد سلالة يوان (1271-1368)، تم تبني تقنيات زراعة القطن والنسيج على نطاق واسع وتحسينها. شهدت سلالات يوان ومينغ وتشينغ ظهور منظمات المساعدة الجماعية بين المزارعين.

في عام 1909 قام أستاذ الزراعة في الولايات المتحدة فرانكلين هيرام كينغ بجولة مكثفة في الصين (بالإضافة إلى اليابان وكوريا لفترة وجيزة) ووصف الممارسات الزراعية المعاصرة. لقد وصف الزراعة في الصين بشكل إيجابي بأنها «الزراعة الدائمة»، وأصبح كتابه «مزارعون من أربعين قرنًا»، الذي نُشر بعد وفاته في عام 1911 ، من الكلاسيكيات الزراعية وكان مصدرًا مرجعيًا مفضلًا لدعاة الزراعة العضوية. ألهم الكتاب العديد من المزارعين المدعومين من المجتمع في الصين لإجراء الزراعة البيئية.

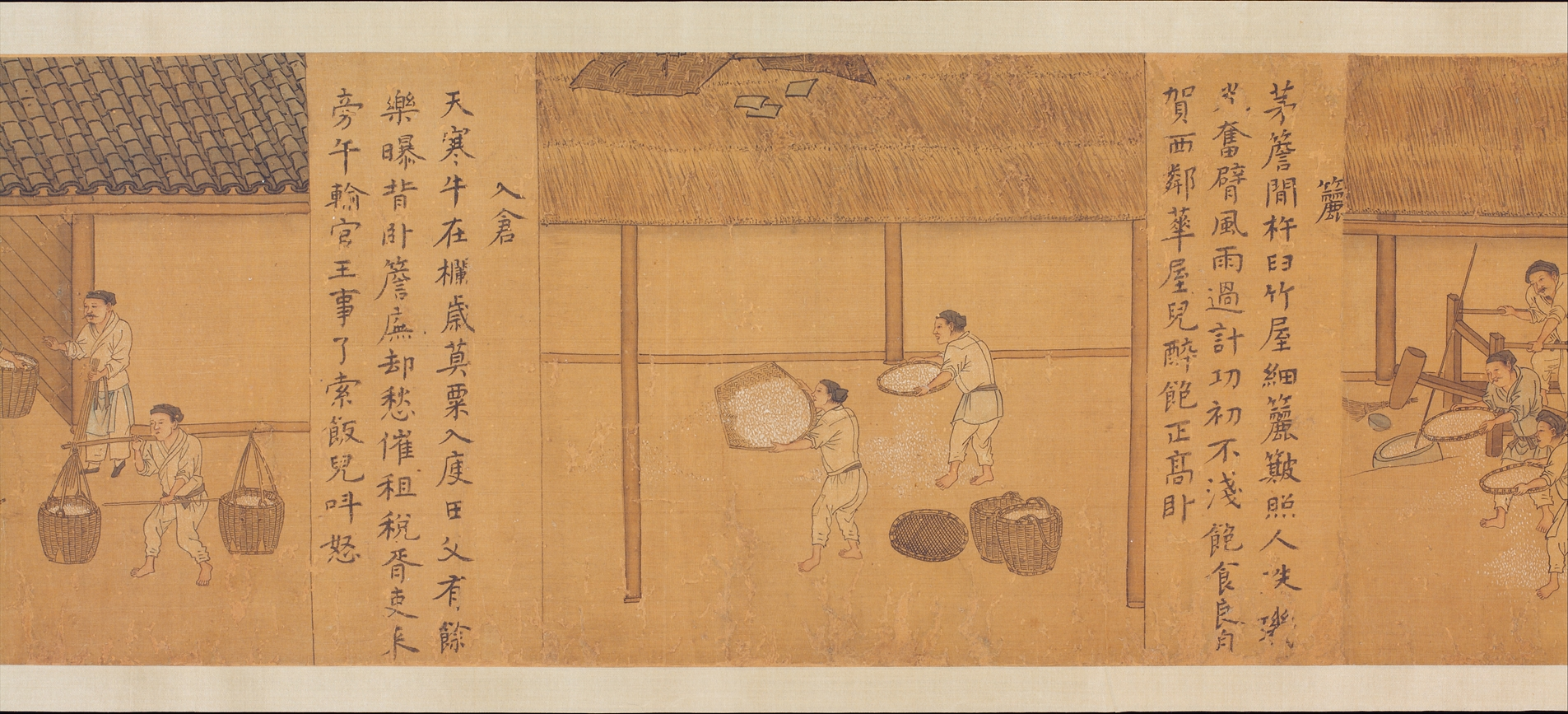
طومار أو الطامور "رسالة ملفوفة" يصور انتاج الارز في عهد سلالة يوان
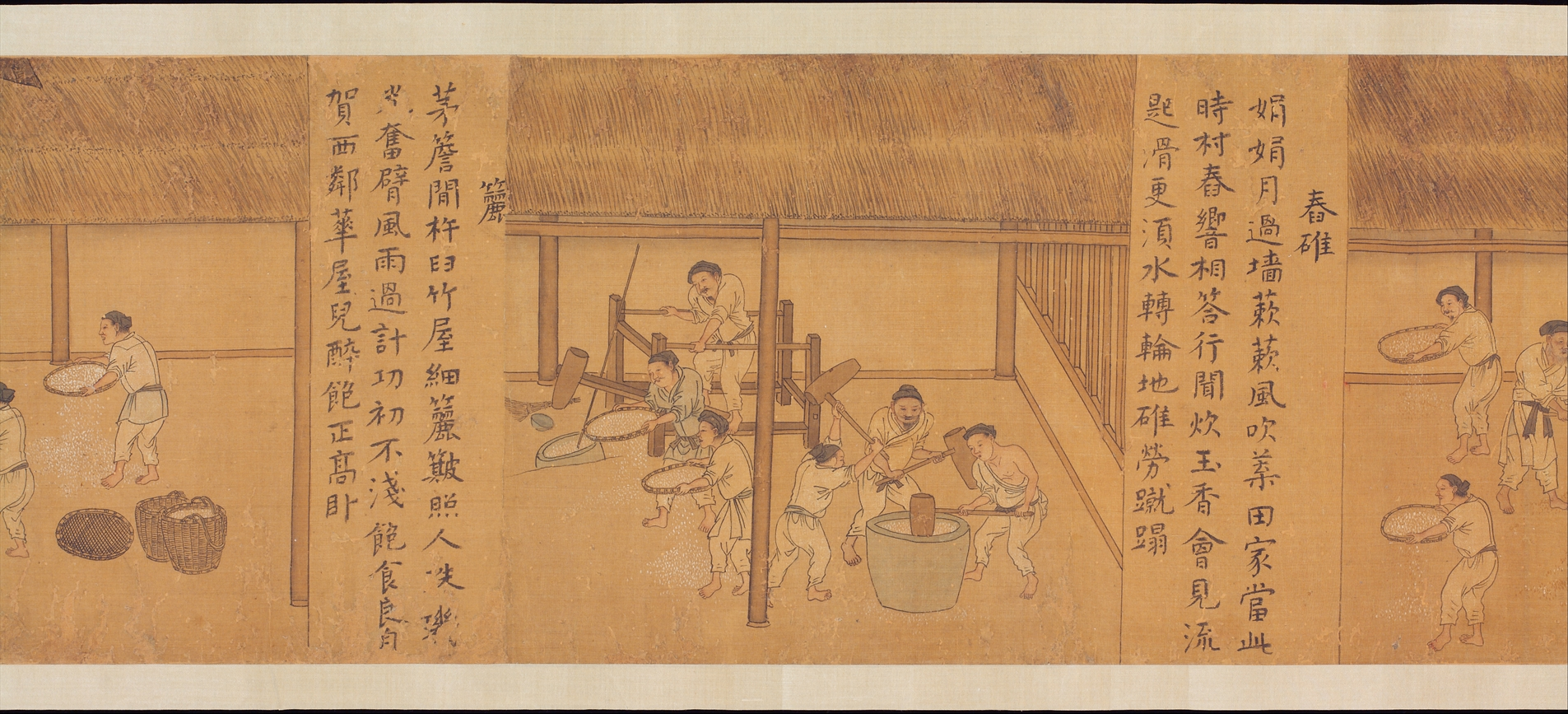
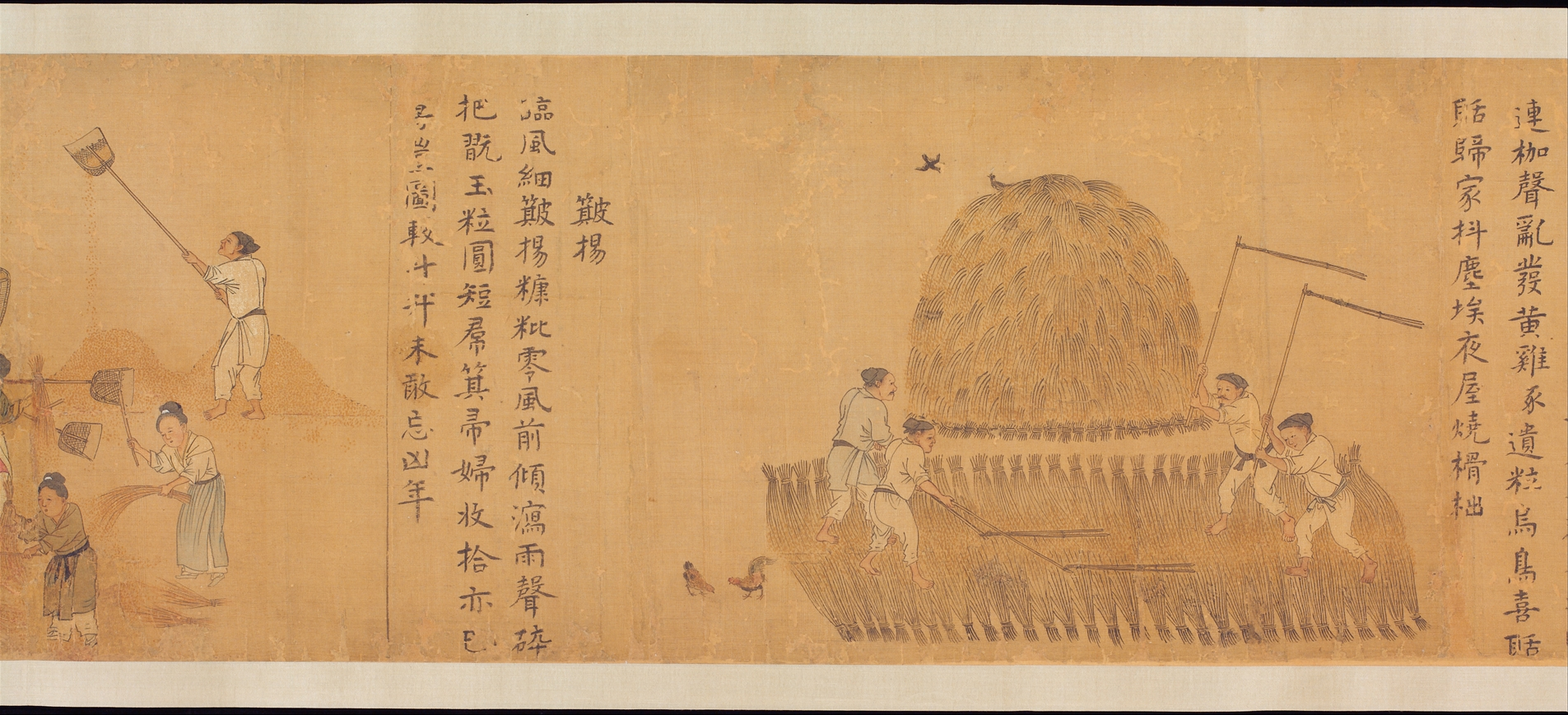
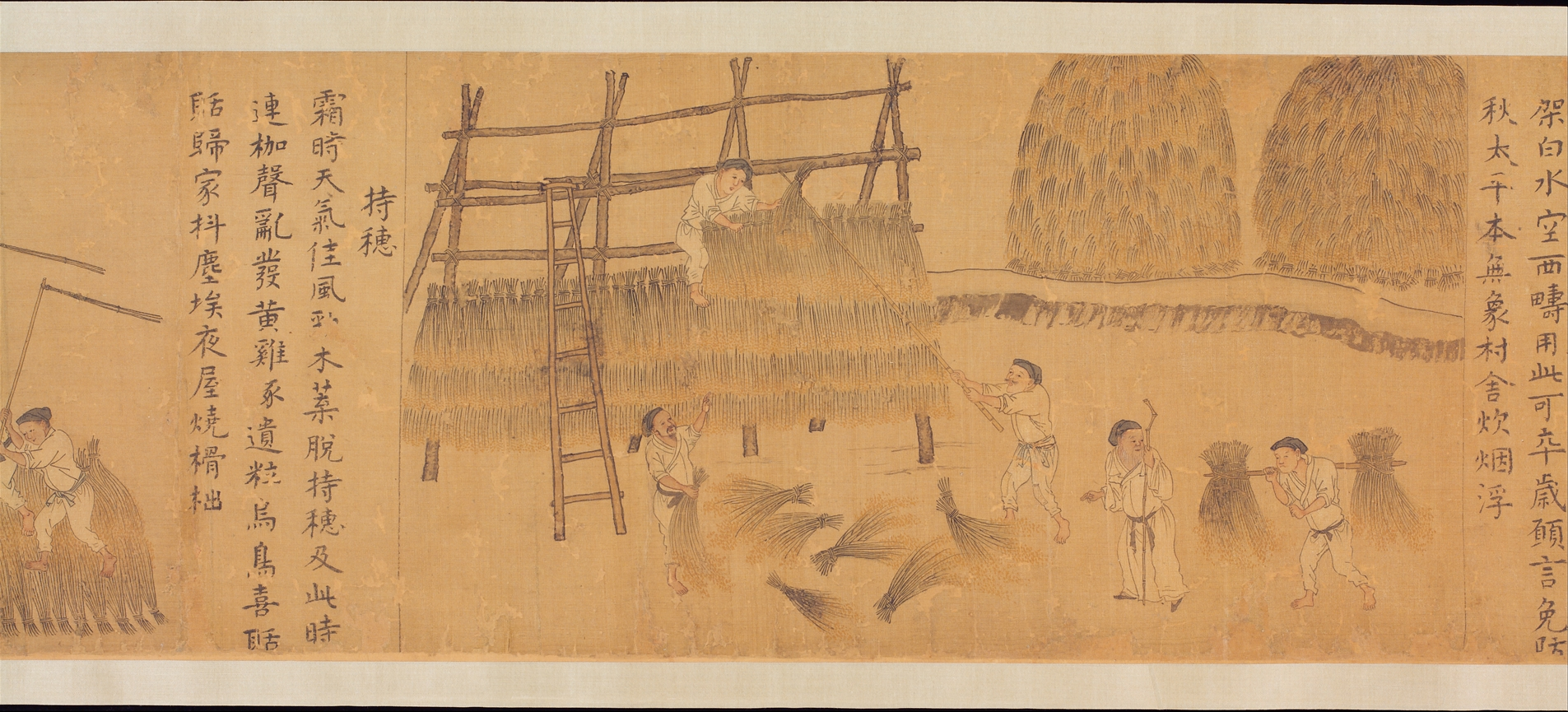
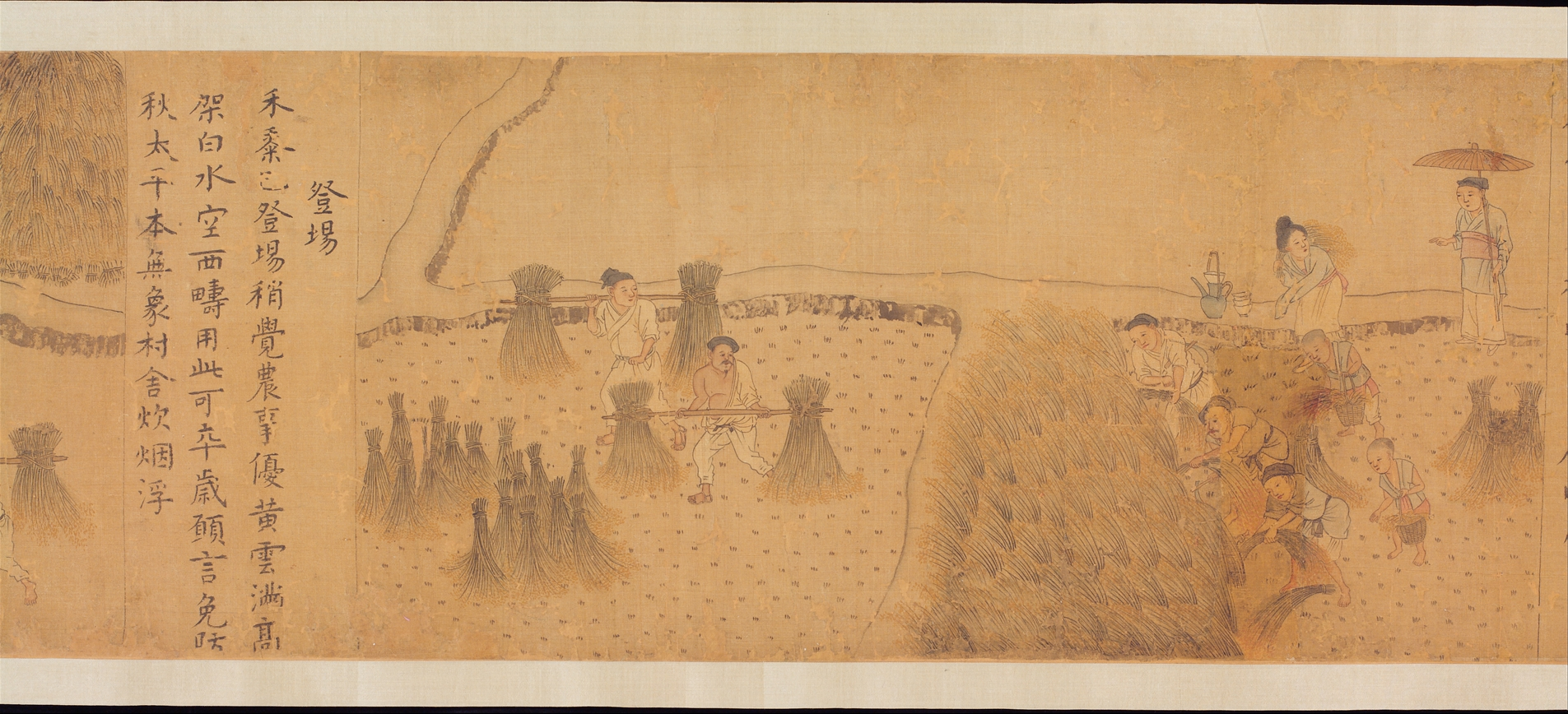
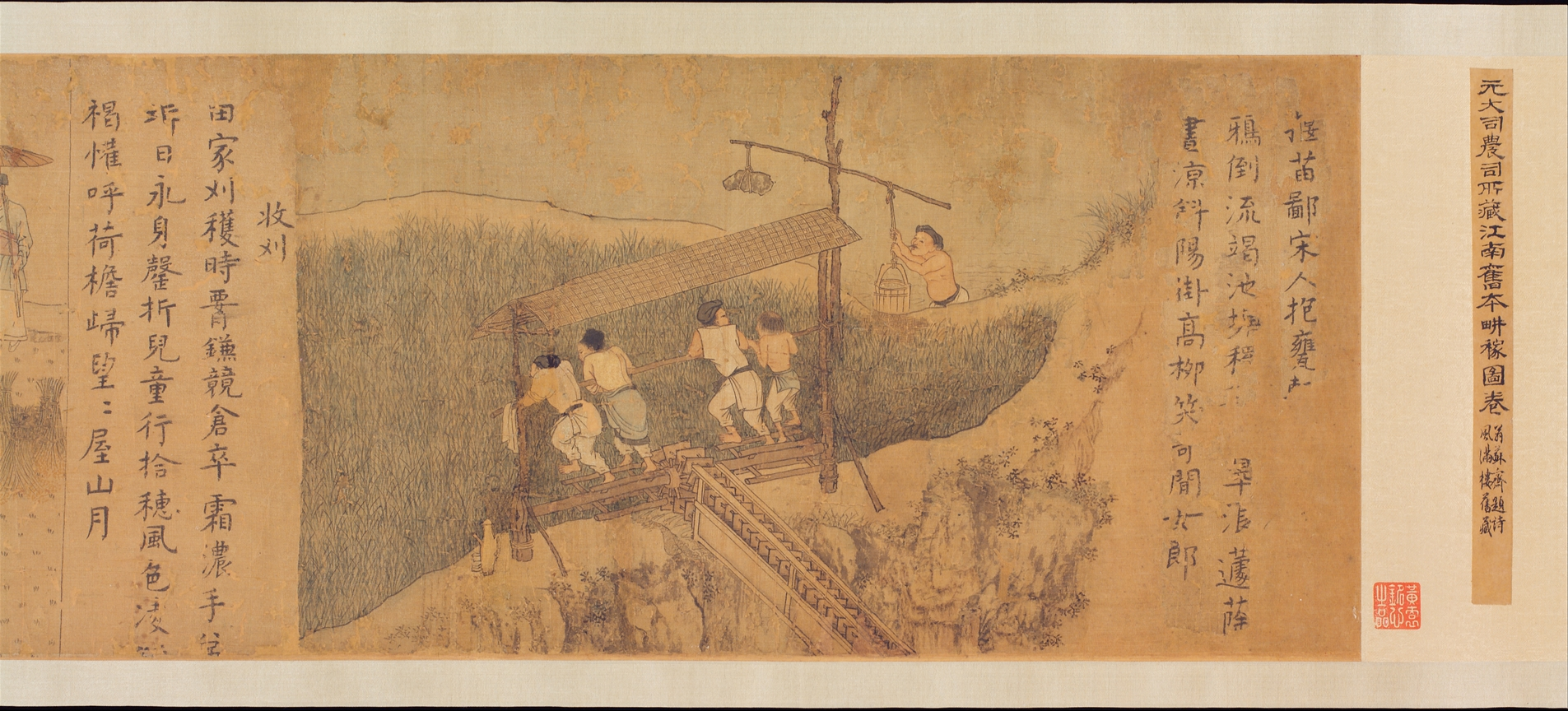

## تطور الزراعة في الصين
تعد الصين أكبر منتج زراعي في العالم، حيث تنتج ما يكفي لخُمس سكان العالم من نحو 10% من أراضيها الصالحة للزراعة. وعلى الرغم من تطور الصين على مدى العقود الماضية، لا تزال الزراعة تلعب دورا رئيسيا في الاقتصاد.
بعد انتصار الحزب الشيوعي الصيني في الحرب الأهلية الصينية، انتزعت السيطرة على الأراضي الزراعية من الملاك وأعيد توزيعها على 300 مليون فلاح،  بما في ذلك القتل الجماعي لأصحاب الأراضي تحت حكم ماو تسي تونغ.
في عام 1950، بعد عام واحد من تأسيس جمهورية الصين الشعبية، وبعد سنوات من الصراع وانعدام الأمن، بدأت البلاد في استعادة اقتصادها. من أجل زيادة الإنتاج الزراعي، أطلقت الصين إصلاح الأراضي.
صادر الإصلاح الأراضي من ملاك الأراضي ووزعها على المزارعين، وهي خطوة حطمت النظام الإقطاعي القديم في الريف. واعتبر الإصلاح بمثابة دفعة قوية للقطاع الزراعي ومساهمة مهمة في زيادة الإنتاجية.
دفع التطور التدريجي للقطاع الزراعي قيادة الصين إلى إطلاق جولة أخرى من الإصلاح الريفي. خلال الخمسينيات من القرن الماضي، سيطرت على مواد الإنتاج في البلاد، وبالتالي إدراك الملكية العامة لمواد الإنتاج—أحد المبادئ الرئيسية للشيوعية.
كانت المجتمعات الريفية تدير في جميع أنحاء البلاد النظام المسمى «مجتمع الشعب»، الذي كان يدير جميع الأنشطة الزراعية نيابة عن الدولة. انقسم المزارعون إلى فرق إنتاج صغيرة، حيث حصلوا على «نقاط العمل» من خدماتهم اليومية.
مع ذلك، كان للنظام عيوبه. لم تكن هناك حوافز للعمل الجدي والتفكير الإبداعي، وبدأ المزارعون يفقدون الدافع. أدرك مصممو الإصلاح والانفتاح في الصين هذه المشكلة وقدموا شكلا جديدا من أشكال الإنتاج في عام 1978، ويتمثل في «متعاقد بالكامل مع الأسر».
بموجب النظام الجديد، تم تأجير الأراضي للمزارعين من خلال عقد خاص، وكان للمزارعين حرية إدارة حيازتهم بالطرق التي يريدونها. وأثبت هذا النظام نجاحا فوريا، كما أنه حسن جودة وكمية المنتجات الزراعية.
شهدت السنوات التالية توسعا حضريا سريعا. من أجل تلبية طلب المستهلكين المتزايد على الغذاء، أطلقت الصين حملة باسم «مشروع سلة الخضروات» في عام 1988.
كان الهدف من المشروع هو زيادة إنتاج الخضروات، وتحسين استقرار أسعار المواد الغذائية. تم إنشاء قواعد الخضار والفواكه في جميع أنحاء البلاد في إطار المشروع، مما مكن الناس من ملء أطباقهم بالخضروات الطازجة على مدار السنة.
تطور الاقتصاد الصيني بسرعة فائقة خلال العقود التالية. مع فرص أفضل في المناطق الحضرية بالبلاد، انتقل المزيد والمزيد من الناس من المناطق الريفية إلى العمل والعيش في المدن. أصبح هذا الاتجاه قويا للغاية في السنوات الأخيرة حتى أن الحكومة تبحث الآن عن طرق لإبقائهم في مسقط رؤوسهم.
من خلال مختلف مبادرات «النهوض بالمناطق الريفية»، تحاول السلطات الآن تطوير التجارة الريفية، وخلق بيئات معيشية ممتعة، وتعزيز الكياسة والحكم الفعال، وتحسين مستويات المعيشة في الريف.
على مدى العقود السبعة الماضية، كان القطاع الزراعي الصيني يسير على طريق ثابت نحو التحديث. إنها رحلة تعد بخلق المزيد من الفرص والتنمية المستدامة في الريف.

### التقدم العلمي والتكنولوجي مفتاح التنمية الزراعية في الصين
في ديسمبر 2020، ظهر نوع جديد من التفاح، يُدعى «التفاح الفائق الجودة»، في محلات السوبر ماركت في جميع أنحاء الصين. قبل الوصول إلى الأسواق، خضع هذا المنتج لأكثر من 500 اختبار من قبل شركة "SGS" وهي شركة متعددة الجنسيات لخدمات الفحص والتحقق والاختبار والاعتماد، تتخذ من جنيف مقرا لها، ولم تظهر أي علامات لبقايا مبيدات آفات حشرية زراعية، على المنتج. يُنتج هذا النوع من التفاح في لوتشوان بمقاطعة شنشي في شمالي غرب الصين، وهي إحدى مناطق إنتاج التفاح الأولى في البلاد، وهو أحلى مذاقا من التفاح العادي. يتم ضمان جودة التفاح من خلال التغذية المستهدفة وخطط تحسين الجودة الأخرى، والتي تستند إلى تحليل حالة زراعة التفاح، بما في ذلك صحة وسلامة التربة. يتم تطبيق تقنية سلسلة الكتل في توثيق عمليات المزارعين لتجنب الاستخدام غير القياسي لمبيدات الآفات. تسهل تقنية الفرز الرقمية للفاكهة في مستودع تخزين التفاح، تصنيفه لضمان ثبات جودته. جميع أنواع التفاح التي يتم طرحها في السوق حلوة المذاق وريانة.سانغ يان هاي، مزارع تفاح يبلغ من العمر 42 عاما في لوتشوان، شهد زيادة في محصول التفاح وارتفاعا في الدخل. قال سانغ: «كنت أشعر بنوع من الغيرة عندما أرى التفاح المستورد الذي يحمل ملصقات بسعر أعلى في محلات السوبر ماركت، لكنني الآن أعتقد أن التفاح الذي نزرعه جيد بنفس الدرجة.» مفتاح هذه الجودة المتميزة هو العلم والتكنولوجيا. أوضح هوانغ جي كون، مدير المركز الصيني للسياسات الزراعية بجامعة بكين، أن «مستقبل الزراعة يكمن في التكنولوجيا الحديثة».

#### تحقيق تقدم
في المؤتمر المركزي للعمل الريفي في الصين، الذي عقد في بكين في الفترة من 28 إلى 29 ديسمبر 2020، أكد الرئيس شي جين بينغ أنه مع دخول الصين المنعطف التاريخي للسير نحو هدفها للمئوية الثانية، وهو بناء دولة اشتراكية حديثة، فإن هناك عددا من المهام الضرورية حاليا، تستحق الاهتمام الكامل من الحزب الشيوعي الصيني؛ وهي مهام تعزيز وتوسيع إنجزات التخفيف من الفقر في الصين، ودفع التنمية الريفية الشاملة، وتسريع تحديث القطاع الزراعي والمناطق الريفية. وقال شي إنه يجب بذل الجهود لزيادة كفاءة وجودة القطاع الزراعي، وجعل المناطق الريفية أماكن مرغوبة للعيش والعمل فيها، وضمان رفاه المزارعين. وأكد شي أيضا على أهمية تسريع التقدم في التقنيات الزراعية الأساسية والرئيسية. قال سونغ هونغ يوان، الرئيس السابق لمركز بحوث الاقتصاد الريفي في وزارة الزراعة والشؤون الريفية، إن الزراعة الصينية دخلت مرحلة التنمية العالية الجودة، حيث تلبي البلاد الطلب المتزايد على المنتجات الزراعية العالية الجودة. ومع ذلك، هناك نقص في المنتجات العالية الجودة حاليا، في حين أن المعروض من المنتجات الزراعية الأساسية والكبيرة يفوق الطلب. أثناء حضوره منتدى حول تنشيط الريف عقدته جامعة بكين في بكين في ديسمبر 2020، قال سونغ: «وفقا لذلك، يجب أن تتحول الزراعة إلى التكنولوجيا».

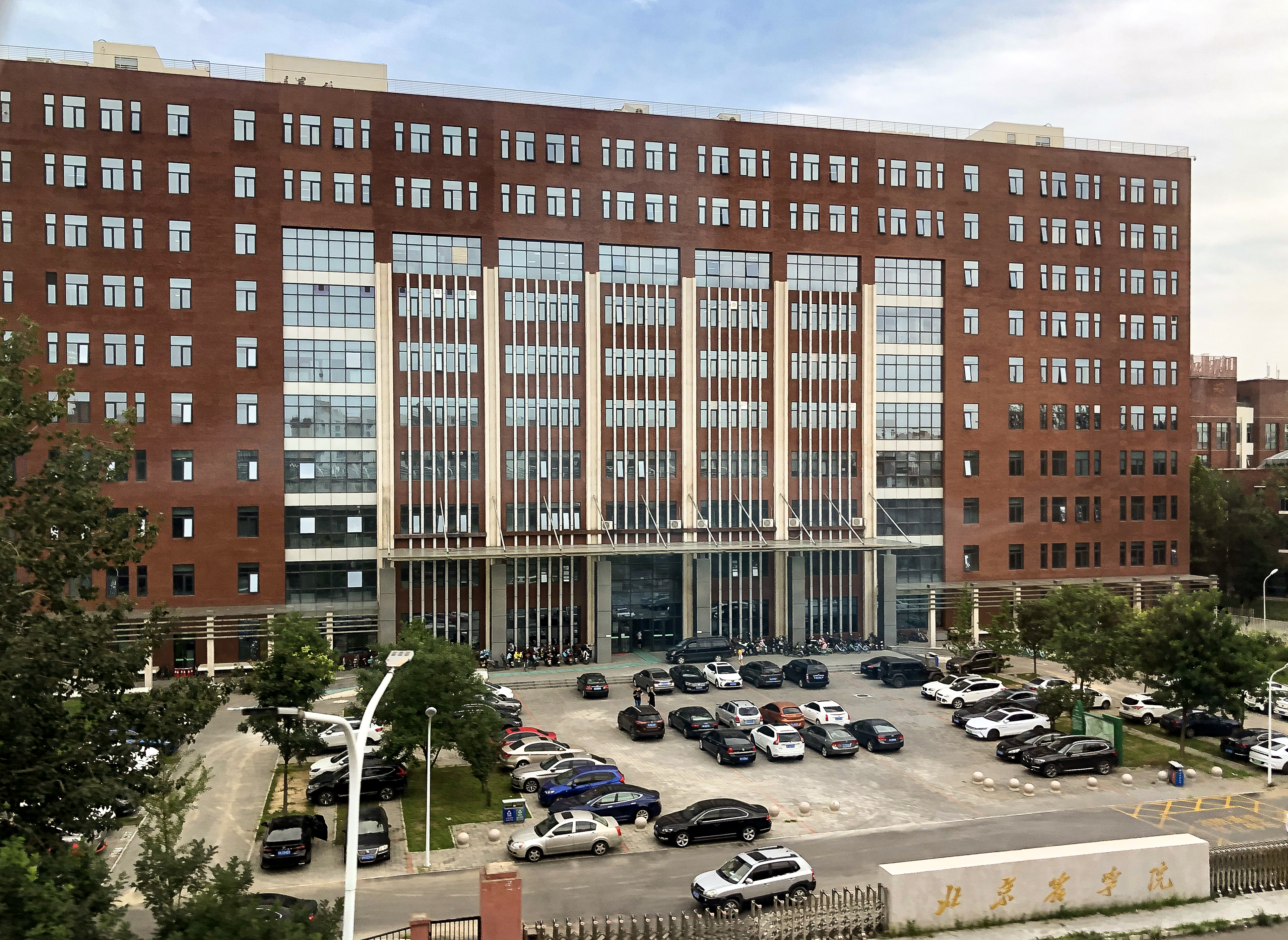
جامعة بكين للزراعة

قبل ثلاث سنوات، قاد يوان لونغ بينغ "أبو الأرز الهجين" في الصين، برنامجا تجريبيا لزراعة الأرز في تربة مالحة قلوية في مناطق تشمل منطقة شينجيانغ ومقاطعة هيلونغجيانغ. من خلال تقنية التسلسل الجيني، تمكن العلماء في فريق يوان لونغ بينغ المشهور عالميا من تربية ورعاية أنواع محسنة من الأرز يمكن أن تنمو في التربة المالحة والقلوية مثل تلك التربة الموجودة في كاشغر. لقد توسع حجم هذه التجربة الميدانية على مدى السنوات الثلاث الماضية، وتتحسن أصناف الأرز باستمرار. على الحافة الجنوبية لصحراء تكلامكان في كاشغر، بمنطقة شينجيانغ الويغورية الذاتية الحكم في شمال غربي الصين، توجد قطعة أرض مساحتها عشرون هكتارا من الأراضي المالحة والقلوية. كانت الأرض، التي تقع بالقرب من أبعد نقطة عن المحيط، في العالم، فقيرة جدا بحيث لا تدعم حتى نمو الغطاء النباتي، بسبب ملوحتها الشديدة. قال يوان إنه يأمل في أن تتمكن الصين قريبا من استثمار 67ر6 ملايين هكتار من التربة المالحة القلوية في إنتاج الأرز، وهو ما عزز إجمالي محصول الأرز في البلاد بنحو 30 مليون طن. أوضح يوان، الذي أتم التسعين عاما من عمره في سبتمبر 2020: "هذا يساوي إنتاج الحبوب السنوي لمقاطعة هونان بوسط الصين، ويمكن أن يساعد في إطعام أكثر من 80 مليون شخص، وهو ما يعتبر مساهمة كبير للأمن الغذائي للبلاد." بالإضافة إلى ذلك، فإن الأرز الجيد من التربة القلوية المالحة مليء بالمغذيات الدقيقة، ومحتواه من الكالسيوم والحديد والبروتين والبوتاسيوم أعلى بكثير من الأرز العادي. أيضا، ونظرا لأن الأرز ينمو في الظروف القاسية للتربة الملحية والقلوية، فإنه نادرا ما يتعرض للأمراض الشائعة وآفات الحشرات التي تسبب مشكلات في إنتاج الأرز العادي. لذلك، لا يتطلب هذا النوع من الأرز بشكل عام مبيدات الحشرات، مما يلبي طلب الناس على الأطعمة المغذية والصحية."
لقد ساعدت الميكنة الكاملة المزارعين في جيانيانغ، وهي مدينة في مقاطعة سيتشوان بجنوب غربي الصين. تشنغ هوا مينغ، مدير قاعدة الإنتاج المحلية لميكنة زراعة الخضراوات، يأخذ إنتاج الفجل كمثال، قائلا: "يمكن إكمال عملية الإنتاج الكاملة لمساحة 30 هكتارا من الأرض، من البذر إلى جني المحصول، بأقل من عشرة أشخاص. بالإضافة إلى ذلك، بينما تسمح تقنيات الإنتاج القياسية بجني الفجل مرتين في السنة، تسمح ميكنة العملية الكاملة لمزارعي جيانيانغ بحصاده ثلاث مرات سنويا. قال تشنغ: "بدون ماكينات، يتطلب التنظيف وتحميل عشرة أطنان من الفجل بالشاحنات أن يعمل 50 مزارعا ليوم كامل، بينما لا يتطلب الأمر الآن سوى ثمانية مزارعين يعملون لأقل من نصف يوم." تم الترويج للزراعة الذكية في جميع أنحاء الريف في الصين. مثال آخر هو آلاف أنظمة التسميد الذكية التي طورتها شركة "Join Hope" الصينية الحديثة للتكنولوجيا الزراعية في شينجيانغ. يمكن للمزارعين استخدام تطبيق الهاتف الذكي لضبط أوقات تطبيق الأسمدة عن بُعد والكميات والإعدادات الأخرى للآلات المثبتة على أراضيهم. وفقا لإحصاءات الشركة، فإن النظام الذكي لا يوفر العمالة والوقت فحسب، وإنما أيضا يساعد في الحفاظ على المياه والأسمدة، وزيادة العائد.
وبالمثل، نادرا ما يرى المرء مزارعين يعملون في أي حقل في لوشوي بمقاطعة يوننان في جنوب غربي الصين؛ حيث يتم إكمال جميع المهام العادية، بما في ذلك الري واستخدام الأسمدة والمراقبة البيئية، ومراقبة الأرصاد الجوية السطحية ومكافحة الآفات الحشرية تلقائيا. والبيانات التي يجمعها النظام يتم تحليلها لتحسين الإنتاج في المستقبل. قال تشن تشي قانغ، العميد الدولي للأكاديمية الصينية للتنمية الريفية بجامعة تشجيانغ: «إن مزايا الزراعة الخالية من الاتصال (المباشر)، والتكنولوجيا الرقمية تتضح بشكل متزايد، خاصة خلال جائحة فيروس كورونا الجديد.»

#### السياسات والأكفاء
تم الكشف عن خطة لدفع رقمنة التنمية الزراعية والحوكمة الريفية بشكل مشترك من قبل مركز بحوث الاقتصاد الريفي ومكتب اللجنة المركزية لشؤون الفضاء الإلكتروني، في يناير 2020. ووفقا للخطة، ستشهد التكنولوجيا الرقمية تكاملا أسرع مع صناعة الزراعة مع زيادة نسبة صناعة الزراعة المشاركة في الاقتصاد الرقمي. بحلول عام 2025، يتعين أن يمثل الاقتصاد الرقمي الزراعي 15% من القيمة المضافة داخل القطاع الزراعي في الصين. تم بناء مئات القواعد التجريبية للتكنولوجيا الزراعية الحديثة في جميع أنحاء البلاد. وفقا لـمركز بحوث الاقتصاد الريفي، يتم تشجيع التقنيات المتقدمة والأكفاء التقنيين الرفيعي المستوى والآليات المستدامة على التجمع في هذه القواعد لإجراء التجارب. سيتم تلخيص العمليات والخبرات الناجحة كنماذج يمكن للقرى الأخرى التعلم منها. قال هان فو جيون، نائب كبير المهندسين لمركز معلومات وزارة الزراعة والشؤون الريفية في كلمة ألقاها بمنتدى في جامعة بكين: «بناء البنية التحتية هو المهمة الأساسية في تطوير التكنولوجيا الزراعية. يجب إنشاء مراكز بحث وتطوير المعلومات الزراعية الوطنية والإقليمية، بحيث يمكن تحسين البيانات الأساسية والبيانات الكبرى، ويمكن تطبيق تقنيات مثل الجيل الخامس ونظام بيدو للملاحة عبر الأقمار الاصطناعية في هذا المجال.» يعتقد هان أنه من الأهمية بمكان رعاية أكفاء التقنيات الزراعية الذين يمكنهم تطوير تقنيات يسهل على المزارعين استخدامها.
منذ عام 2010، تنفذ الحكومة الصينية سياسات لتحديد أكفاء التقنيات الزراعية ودعمهم. يمكن للأفراد والفرق المتميزين تلقي الأموال والمساعدات لعدة سنوات متتالية لعلمية الكبرى. كما تم وضع الألقاب والجوائز الفخرية كحوافز ومكافآت على إنجازاتهم، وتنظيم التبادل التكنولوجي والتدريب وجولات التفقد الميدانية والأنشطة الأخرى من أجل فهم أفضل للحالات المحددة لكل منطقة ريفية. كما يسهم تطبيق التكنولوجيا الزراعية أيضا في خلق أشكال جديدة من العمالة، مثل مشغلي الطائرات بدون طيار لرش مبيدات الآفات، والمديرين المهنيين الزراعيين الذين يقدمون خدمات الدعم التنظيمي والتشغيلي والفني للمزارعين. يوان نينغ مزارع يشغل طائرة بدون طيار. قال إنه بالمقارنة مع الحماية التقليدية للنباتات، يمكن أن يؤدي رش المبيدات باستخدام الطائرة بدون طيار إلى تحسين كفاءة مبيدات الحشرات ومنع الاستخدام المفرط العرضي الذي يحدث من وقت لآخر في الزراعة التقليدية. وقال يوان لصحيفة ((الشعب اليومية)): «أحتاج إلى أن أكون ماهرا في كل من تقنيات الطائرات بدون طيار والمعرفة الزراعية. أي خطأ في ارتفاع وسرعة الطائرات بدون طيار، أو اختيار مبيدات الحشرات ونسبتها، سيؤثر على نتائج معالجة الآفات.»

#### الإمكانيات
قال هوانغ جي كون، إن بعض الشركات تواجه صعوبات في حماية حقوق الملكية الفكرية لابتكاراتها العلمية الزراعية. وأضاف: «التكنولوجيا التي تكرس الشركات الكبرى جهودها وأعمالها الشاقة عليها قد يتم نسخها من قبل بعض الشركات الأصغر، مما يقلل من حماسة البحث والتطوير على المدى الطويل.» وأضاف: «على الحكومة أن تضع آليات وسياسات إضافية لحماية حقوق الملكية الفكرية للشركات. كما يجب أن يتم دعم البحث الأساسي وخلق بيئة لتبادل المعلومات. يمكن للشركات أن تلعب دورا أكبر في التكنولوجيا الحيوية وتكنولوجيا المعلومات وتكنولوجيا المعدات وغيرها من التقنيات المتطورة. مع حساسيتهم للسوق، يمكنهم التعرف على احتياجات المزارعين وتطوير منتجات أكثر عملية لتحسين الإنتاجية وجودة المنتجات، مما يؤدي في النهاية إلى زيادة دخل المزارعين.» قال تشن إن تطبيق التكنولوجيا الرقمية في الزراعة يتخلف كثيرا عما في الصناعات الأخرى. يتمتع تطبيق التكنولوجيا الرقمية بإمكانيات كبيرة في الزراعة، ولكن لزيادة تعزيز تطورها وتنميتها، لا تزال هناك بعض القضايا التي يجب حلها، مثل التنمية الإقليمية غير المتوازنة. وأضاف: «قد تستبعد التكنولوجيا أيضا مجموعات معينة من الناس، لذا، فإن جعل النتائج التكنولوجية متاحة وسهلة الوصول للجميع، هي أمور يجب أن نهتم بها.» يعتقد فان شنغ قن، الأستاذ في جامعة الصين الزراعية، أنه بسبب الوباء، بدأت الشركات في إعادة التفكير في استدامة النموذج الزراعي الحالي، حيث يرغب عدد متزايد من الناس في تناول أطعمة صحية ومغذية أكثر. وقال: «على سبيل المثال، قد يرغبون في تناول كميات أقل من اللحوم والمزيد من الأغذية العضوية والأغذية المحلية والمنتجات الطبيعية والشاملة، بالإضافة إلى تعزيز الزراعة المتجددة»، مضيفا أن هذا التغيّر سيعطي العلم والتكنولوجيا مجالا أكبر لمزيد من التطوير.

#### زراعة بدون فلاح
طريق جديد اتخذته بكين لإبهار أصدقائها وخصومها حول العالم على حد سواء، في إطار سعيها نحو الاعتماد على التكنولوجيا، حيث ابتكرت مؤخرا جرارا زراعيا يعمل بدون سائق لحرث الأرض والقيام بعملية الحصاد، لتستكمل طريقها نحو تحقيق ما يسمى بـ«الزراعة الآلية»، والتي تقوم على استخدام المعدات دون الحاجة للفلاحين، في كافة مراحل الزراعة، سواء وضع البذور أو الرى حتى الحصاد، في كل المحاصيل الأساسية التي تعتمد عليها بكين، وعلى رأسها الأرز والقمح والذرة.ولعل التحول الصينى نحو الاعتماد على التكنولوجيا في زراعة الأراضى، يأتى نظرا للأعمار الكبيرة للغالبية العظمى من الفلاحين، بينما يبقى الشباب غير مستعد لتحمل المتاعب المرتبطة بالعمل في هذا المجال، بالإضافة إلى عدم ارتباطهم بالأرض على غرار أجدادهم، في حين تبقى الحاجة الصينية ملحة لتحقيق إنتاج وفير من المحاصيل الزراعية.إلا أن التجربة الجديدة ربما تواجه عدد من التحديات أهمها ارتفاع تكاليف الاعتماد على التكنولوجيا الحديثة، بالإضافة إلى التباين الكبير في مساحات الأراضى الزراعية أو المزارع في أنحاء البلاد، خاصة وأن الجرارات الجديدة لا يمكنها العمل إلا في الأراضى ذات المساحات الواسعة.ويصل سعر الجرار الزراعى الذي أطلقته الصين مؤخرا إلى أكثر من 90 ألف دولار أمريكى، وهو ما يعنى أنها ستكون بعيدا عن متناول الكثيرين، كما أن حوالى 90% من المزارع في الصين لا تزيد مساحتها عن هكتار واحد، على عكس الوضع في الولايات المتحدة، والتي لا تقل مساحة المزرعة فيها عن 5 هكتارات.وتتمتع المعدات التي نجحت الصين في استحداثها في الآونة الأخير لتطوير القطاع الحيوى بوجود أجهزة استشعار على درجة عالية من الكفاءة يمكن من خلالها قياس جودة المحصول، ومراقبة الظروف التي يواجهها وتداعياتها المحتملة على مختلف المحاصيل الزراعية، كما أنها تمتلك تقنيات من شأنها تسجيل البيانات حول تفاصيل مثل أحجام الأسمدة أو المواد الأخرى المستخدمة في إنتاج المحاصيل ، مما يساعد المزارعين على الأرجح في استهداف المستهلكين الذين يطالبون بمنتجات ذات جودة أعلى ، حيث يمكن تضمين بعض هذه المعلومات في ملصقات الأغذية.

#### ذكاء اصطناعي
وفي غرب البلاد، يتعاون علماء في يونان مع Pinduoduo Inc، وهي أبرز منصة تقنية تركّز على الزراعة في الصين، لاستخدام الذكاء الاصطناعي لأتمتة زراعة الفراولة.وقالت ليو يو، وهي محللة في شركة EqualOcean لأبحاث السوق: «الزراعة مجال حرج تدعمه الحكومة الصينية». وأضافت أن عمالقة التكنولوجيا في البلاد حريصون على مساعدة السلطات، مع انتقال شباب الريف إلى المدن، بحثاً عن وظائف أفضل، وتعرّض سلامة الغذاء لتهديد متزايد من مبيدات الحشرات، إضافة إلى أساليب زراعية قديمة. وتشكّل الطفرة في متاجر البقالة عبر الإنترنت، القوة الدافعة التي تقود منصات التجارة الإلكترونية إلى الزراعة الذكية، علماً أن ثمة توقعات بأن تتضاعف تلك الطفرة إلى نحو 820 مليار يوان (127 مليار دولار) بحلول عام 2023، عن العام الماضي.

#### تمويل ابتكارات زراعية
وفي مقاطعة شاندونغ، زاد مزارعو الخوخ عائداتهم بنسبة 50% العام الماضي، بعد استخدام تقنية خاصة بشركة JD.com Inc لتشفير كل خطوة في عملية الزراعة، وزيادة الثقة والشفافية، مجتذبين مستهلكين سئموا من فضائح الطعام، من الحليب الملوّث إلى البيض المقلّد، وفق «بلومبرغ». وقال تشارلي تشين، مسؤول قسم أبحاث المستهلك في مؤسسة China Renaissance بهونغ كونغ: «الكفاءة المحسّنة ووفورات الحجم ستخفض التكاليف، فيما ستؤدي المنتجات عالية الجودة إلى أسعار أفضل». واعتبر أن ذلك سيفيد المزارعين والعاملين في التجارة الإلكترونية. وتعتمد Pinduoduo، التي جمعت 6.1 مليار دولار في نوفمبر الماضي، جزئياً لتمويل ابتكاراتها الزراعية، على هذه الجهود لمساعدتها في زيادة مبيعات المنتجات الزراعية 4 مرات، لتبلغ تريليون يوان بحلول عام 2025. وتتوقع الشركة أن تساعدها هذه المبادرات، في التنويع بما يتجاوز البيع بالتجزئة عبر الإنترنت، إذ تستهدف نيل ترخيص لأحدث التقنيات الزراعية في المستقبل. ولا يزال الكثير من هذه المبادرات في مهده، وسيستغرق توسيع نطاقه وقتاً، إذ بدأ المزارعون أخيراً في جمع البيانات، بما في ذلك تشغيل الذكاء الاصطناعي، واختبار أدوات جديدة للنموّ. لكن الدوافع المزدوجة، للطلب المتزايد على المنتجات عبر الإنترنت، ومساعي بكين للاكتفاء الذاتي في الإمدادات الغذائية، تعني أن دور عمالقة التكنولوجيا في تحديث المزارع الصينية بدأ لتوّه. وقال المزارع لي جينرونغ: «الزراعة الذكية هي الطريق للمضيّ قدماً. علينا جميعاً أن نبتكر».

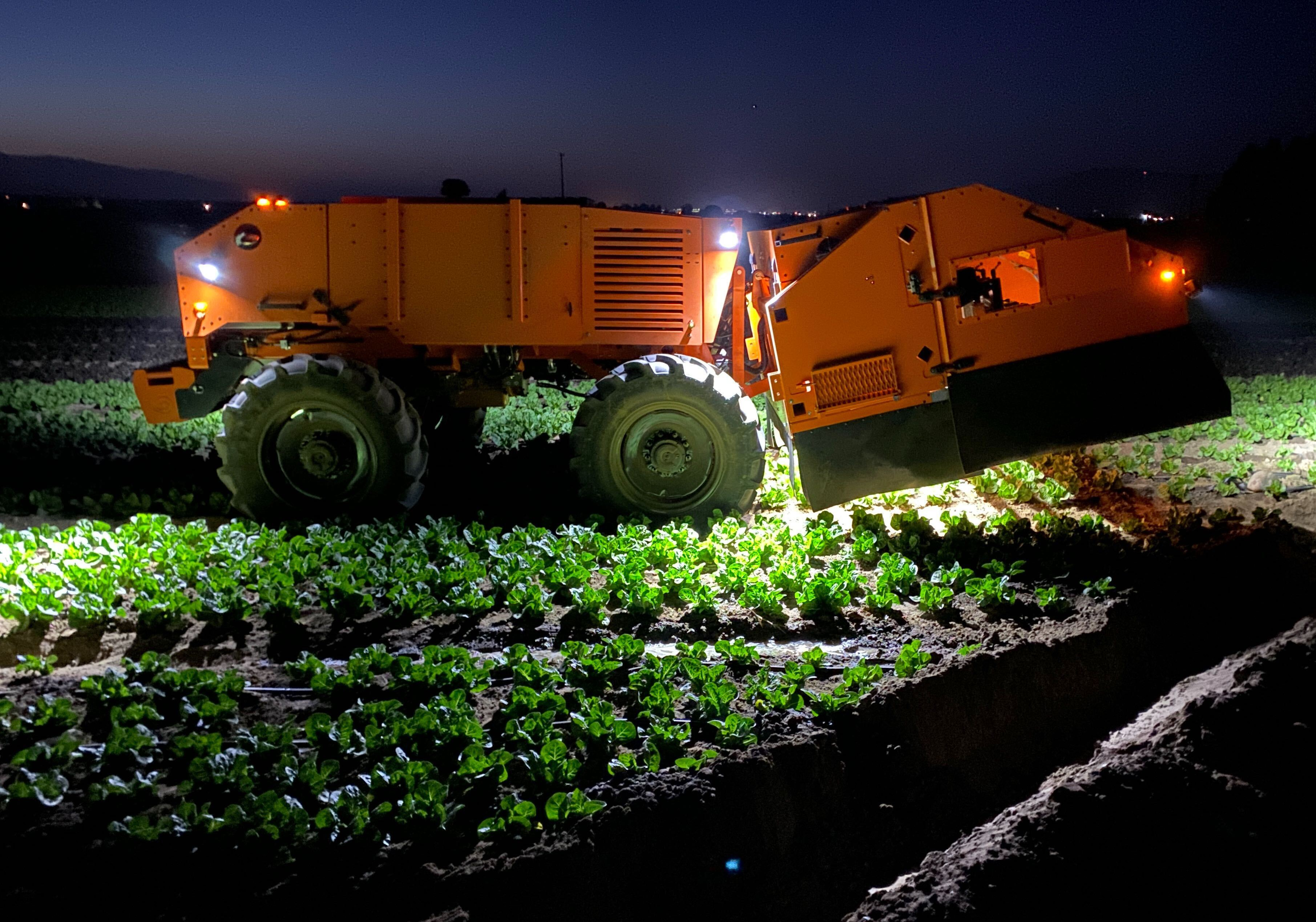
صورة روبوت تعمل على قلع الاعشاب الضارة من حقل الخس.

#### التطور الزراعي الصيني يسهم في عملية بناء التحديث الزراعي
سيصبح الإسراع في بناء التحديث الزراعى مهمة رئيسية للصين في التطور الزراعى بالمستقبل تماشيا مع التغيرات العميقة التي طرأت على وضع العرض والطلب على المنتجات الزراعية مع التطور السريع في مجالات التصنيع والمعلوماتية والمدننة والسوقية والعولمة. واوضحت احصاءات وزارة الزراعة انه في خلال 1978 / 2007 ازداد إنتاج الحبوب الغذائية من 304.75 مليار كيلوغرام إلى 501.6 مليار كيلوغرام ما ساهم في حل مشكلة الغذاء ل1.3 مليار صينى مع تسجيل معجزة تتمثل بتغذية حوالى 20 بالمئة من سكان العالم بالطعام باستخدام حوالى 9 بالمئة من الاراضى الزراعية العالمية. وفى نفس الوقت احتلت الصين المركز الأول في العالم من حيث إنتاج الحبوب الغذائية وزيوت الطعام والخضروات والفواكه واللحوم والبيض والمنتجات المائية في عدة سنوات متتابع مع الارتفاع المستقر لمستوى سلامة جودة المنتجات الزراعية والارتفاع المستمر لنسبة سوق هذه المنتجات.
وعلى اساس سد حاجة الناس إلى كمية المنتجات الزراعية شهدت البلاد تحسنا كبيرا في أنواع هذه المنتجات وهيكل جودتها ما سد الاحتياج المتزايد في هذا المجال. كما يتمثل تعزيز قدرة الإنتاج الزراعي الشامل في الزيادة المستقرة لقدرة منافسة بعض المنتجات الزراعية ذات المزايا مع وجود مزايا صادراتها اذ بلغت قيمة صادرات الخضروات والفواكه ومنتجات المواشى والمنتجات المائية 6.21 مليار و3.75 مليار و4.05 مليار و9.74 مليار دولار امريكى على التوالى في السنة الماضية بينما شهدت الصين تزايدا في قوة المنافسة في الاسواق الدولية بالنسبة إلى الخضروات والفواكه والمنتجات المائية اذ سادت اسواق الواردات الرئيسية في اليابان وكوريا الجنوبية وغيرهما من دول جنوب شرق آسيا من ناحية الخضروات وسمك الاتجويلا بينما لقى التفاح الطازج وعصيره وعلب البرتقال وسمك الروفى رواجا شديدا في اسواق أوروبا وامريكا اللاتينية فاصبحت منتجات زراعية تحقق الصين من تصديرها عملات اجنبية.

## المنتجات الزراعية الرئيسية

### توزيع المحاصيل

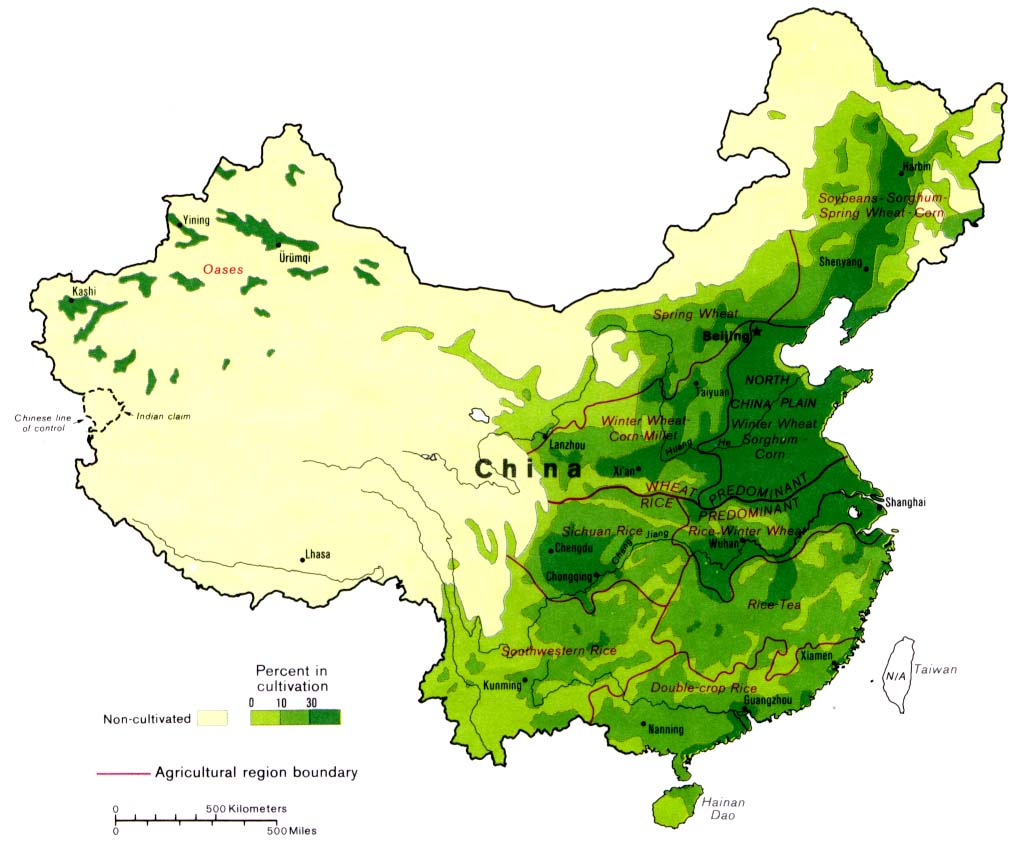
المناطق الزراعية في البر الرئيسي للصين في عام 1986

على الرغم من أن الإنتاج الزراعي للصين هو الأكبر في العالم ، إلا أنه يمكن زراعة 10٪ فقط من إجمالي مساحة أراضيها. الأراضي الصالحة للزراعة في الصين، والتي تمثل 10٪ من إجمالي الأراضي الصالحة للزراعة في العالم ، يدعم أكثر من 20٪ من سكان العالم. من هذه الأراضي الصالحة للزراعة التي تبلغ مساحتها حوالي 1.4 مليون كيلومتر مربع ، يوجد حوالي 1.2٪ فقط (116.580 كيلومترًا مربعًا) تدعم المحاصيل بشكل دائم و 525.800 كيلومتر مربع تُروى.  الأرض مقسمة تقريباً إلى 200 مليون أسرة ، بمتوسط تخصيص للأرض يبلغ 0.65 هكتار فقط (1.6 فدان).
كانت المساحة المحدودة للزراعة في الصين مشكلة طوال تاريخها ، مما أدى إلى نقص الغذاء المزمن والمجاعة. في حين أن كفاءة إنتاج الأراضي الزراعية قد نمت بمرور الوقت ، إلا أن الجهود المبذولة للتوسع في الغرب والشمال لاقت نجاحًا محدودًا ، حيث أن هذه الأراضي بشكل عام أكثر برودة وجفافًا من الأراضي الزراعية التقليدية في الشرق. منذ الخمسينيات من القرن الماضي ، تعرضت المساحات الزراعية لضغوط بسبب الاحتياجات المتزايدة للأراضي للصناعة والمدن.

### الزراعة شبه الحضرية

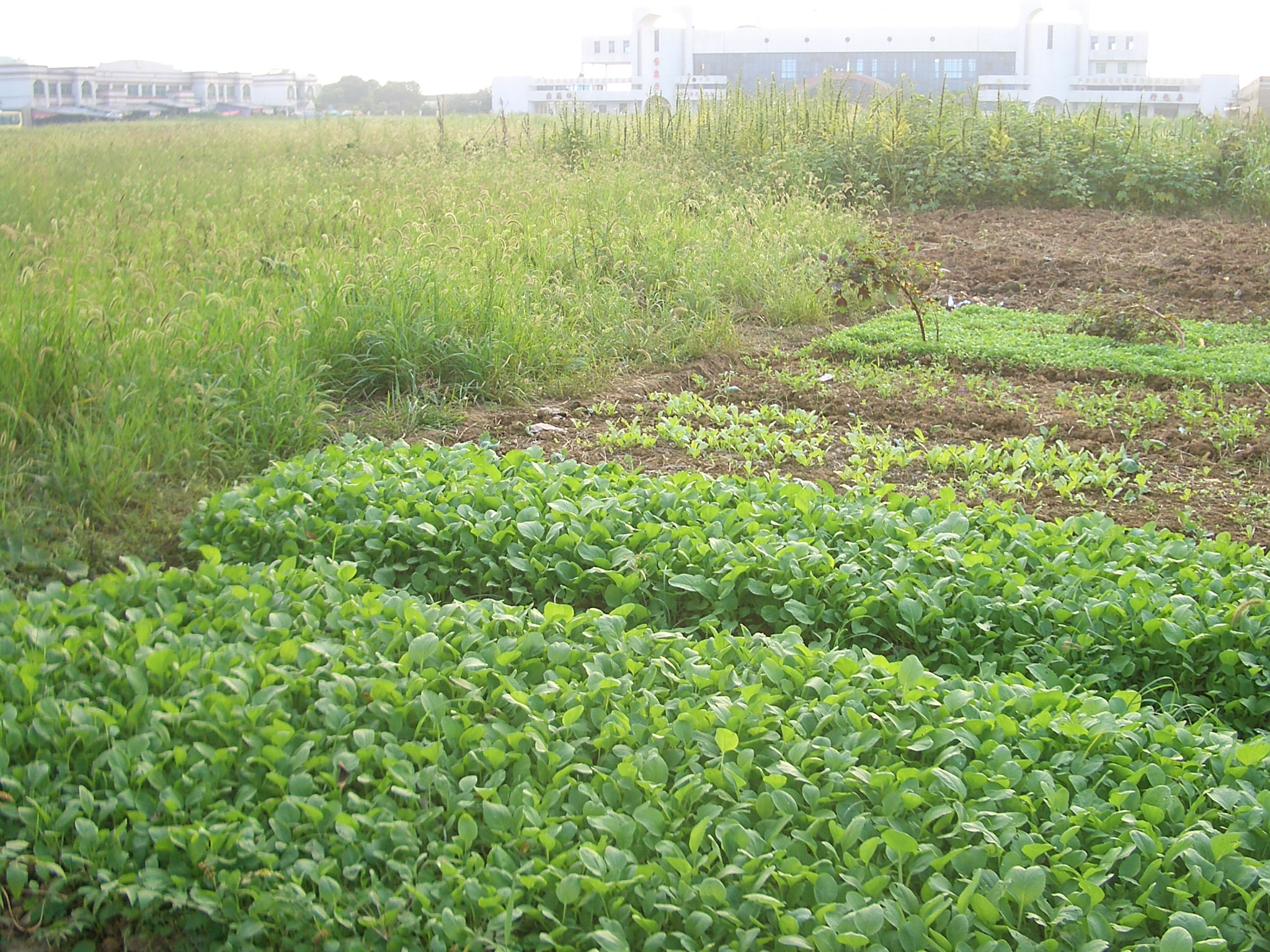
نباتات تشبه بوك تشوي تنمو في ميدان خارج محطات سكة حديد إيجو

هذه الزيادات في أحجام المدن ، مثل المنطقة الإدارية في بكين زيادة من 4,822 كيلومتر مربع (1,862 ميل2) في عام 1956 إلى 16,808 كيلومتر مربع (6,490 ميل2) في عام 1958، إلى زيادة اعتماد الزراعة شبه الحضرية. أدت هذه «الزراعة في الضواحي» إلى إنتاج أكثر من 70٪ من المواد الغذائية غير الأساسية في بكين ، والتي تتكون أساسًا من الخضروات والحليب ، في المدينة نفسها في الستينيات والسبعينيات من القرن الماضي. في الآونة الأخيرة ، مع الأمن الغذائي النسبي في الصين ، أدت الزراعة في المناطق المحيطة بالمدن إلى تحسين جودة الأغذية المتاحة ، على عكس الكمية. واحدة من أحدث التجارب في الزراعة الحضرية هي حديقة عرض العلوم الزراعية الحديثة في Xiaotangshan .

### المحاصيل الغذائية

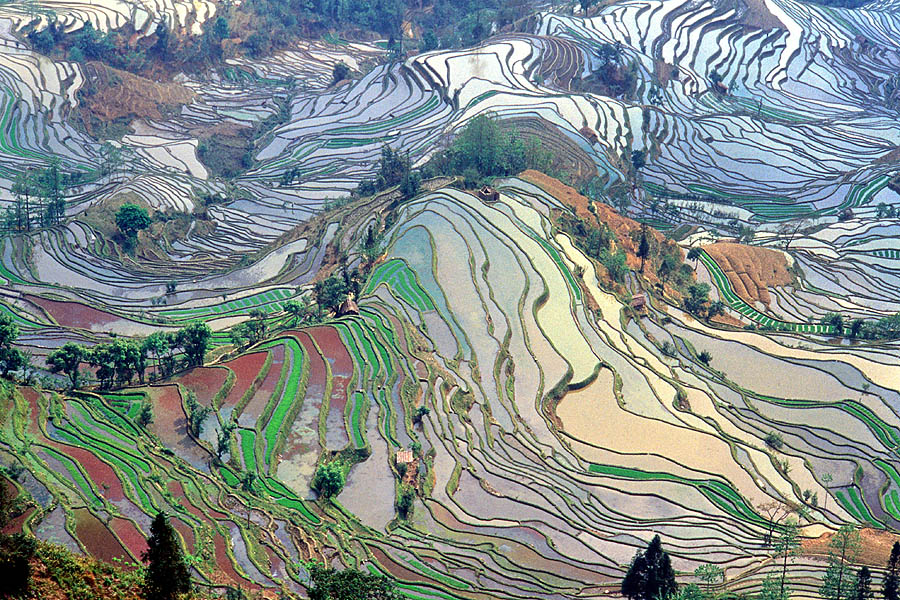
مدرجات حقول الأرز القديمة في مقاطعة Yuanyang ، يونان

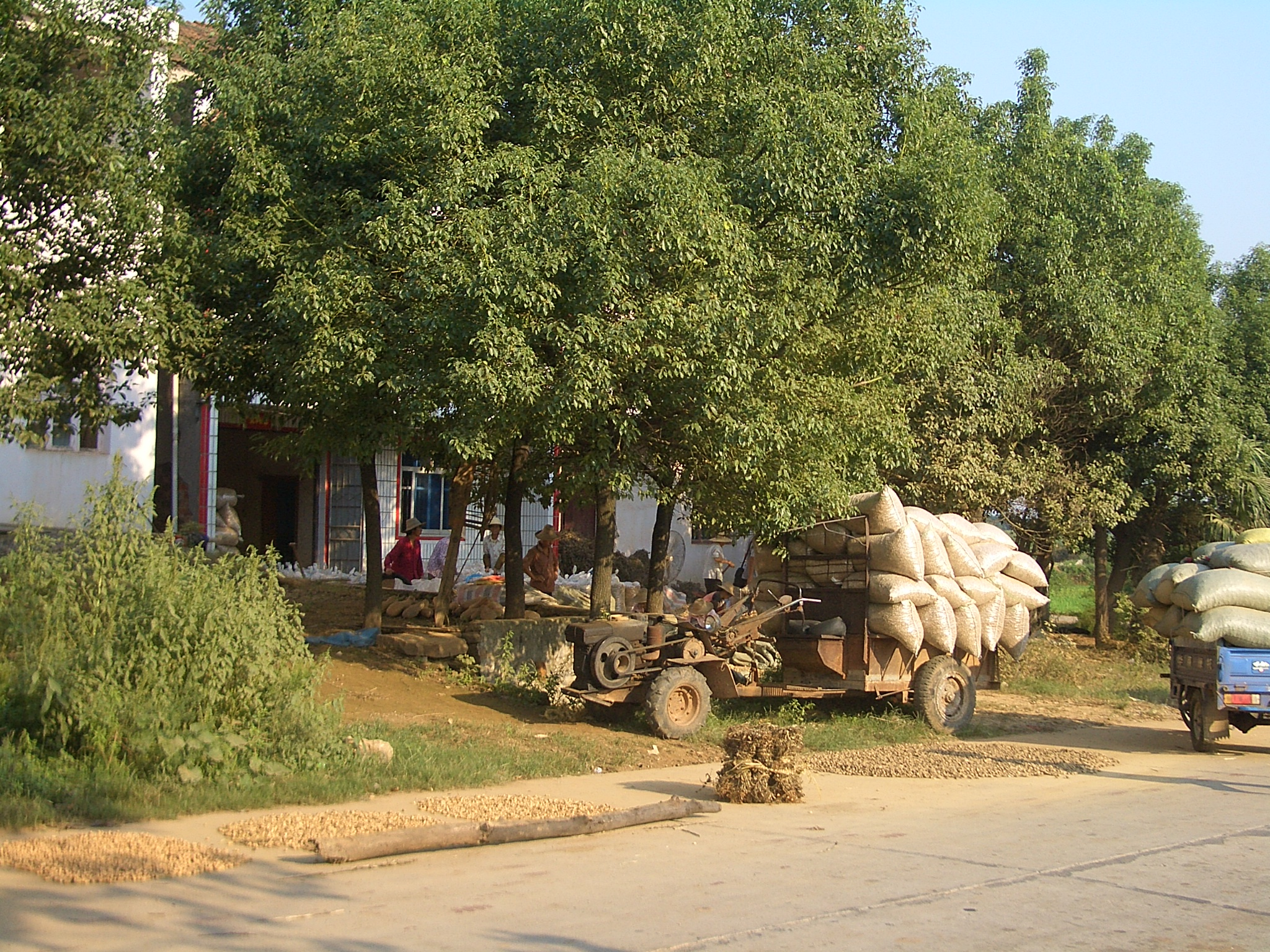
حصاد الفول السوداني في جيانغشيا ، هوبي

يتم استخدام حوالي 75٪ من المساحة المزروعة في الصين لزراعة المحاصيل الغذائية. يعتبر الأرز أهم محصول في الصين ، تُشكل حوالي 25٪ من المساحة المزروعة. يُزرع معظم الأرز جنوب نهر هواي، في دلتا زو جيانغ، وفي مقاطعات يونان وقويتشو وسيشوان. القمح هو ثاني أكثر محاصيل الحبوب انتشارًا ، وينمو في معظم أنحاء البلاد ولكن بشكل خاص في سهل شمال الصين، ووديان نهر وي وفين على هضبة اللوس، وفي مقاطعات جيانغسو وهوبي وسيشوان. يُزرع الذرة والدخن في شمال وشمال شرق الصين ، والشوفان مهم في منغوليا الداخلية والتبت. تشمل المحاصيل الأخرى البطاطا الحلوة في الجنوب ، والبطاطا البيضاء في الشمال (الصين هي أكبر منتج للبطاطا في العالم)، والعديد من الفواكه والخضروات الأخرى. تزرع الفاكهة الاستوائية في جزيرة هاينان، ويزرع التفاح والكمثرى في شمال لياونينغ وشاندونغ.
تشمل المحاصيل الأخرى البطاطا الحلوة في الجنوب ، والبطاطا البيضاء في الشمال (الصين هي أكبر منتج للبطاطا في العالم)، والعديد من الفواكه والخضروات الأخرى. تزرع الفاكهة الاستوائية في جزيرة هاينان، ويزرع التفاح والكمثرى في شمال لياونينغ وشاندونغ.تعتبر البذور الزيتية مهمة في الزراعة الصينية ، حيث توفر الزيوت الصالحة للأكل والصناعية وتشكل حصة كبيرة من الصادرات الزراعية. في شمال وشمال شرق الصين ، يُزرع فول الصويا الصيني لاستخدامه في التوفو وزيت الطهي. تعد الصين أيضًا منتجًا رئيسيًا للفول السوداني ، الذي يزرع في مقاطعتي شاندونغ وخبي. محاصيل البذور الزيتية الأخرى هي بذور السمسم وبذور عباد الشمس وبذور اللفت وبذور شجرة التونغ.
الحمضيات هي محصول نقدي رئيسي في جنوب الصين ، حيث ينتشر الإنتاج على طول وادي نهر اليانغتسي وجنوبه. الماندرين هي أشهر الحمضيات في الصين ، حيث يبلغ إنتاجها ضعف إنتاج البرتقال تقريبًا. تشمل المحاصيل الغذائية المهمة الأخرى للصين الشاي الأخضر والياسمين (المشهورين بين سكان الصين)، والشاي الأسود (كتصدير)، وقصب السكر، وبنجر السكر. تقع مزارع الشاي على سفوح تلال وادي اليانغتسي الأوسط وفي مقاطعتي فوجيان وتشجيانغ الجنوبية الشرقية. يُزرع قصب السكر في قوانغدونغ وسيشوان ، بينما يُربى بنجر السكر في مقاطعة هيلونغجيانغ وفي الأراضي المروية في منغوليا الداخلية. يزرع اللوتس على نطاق واسع في جميع أنحاء جنوب الصين.تزرع قهوة أرابيكا في مقاطعة يونان الجنوبية الغربية. توجد مزارع أصغر بكثير أيضًا في هاينان وفوجيان.

### محاصيل الألياف

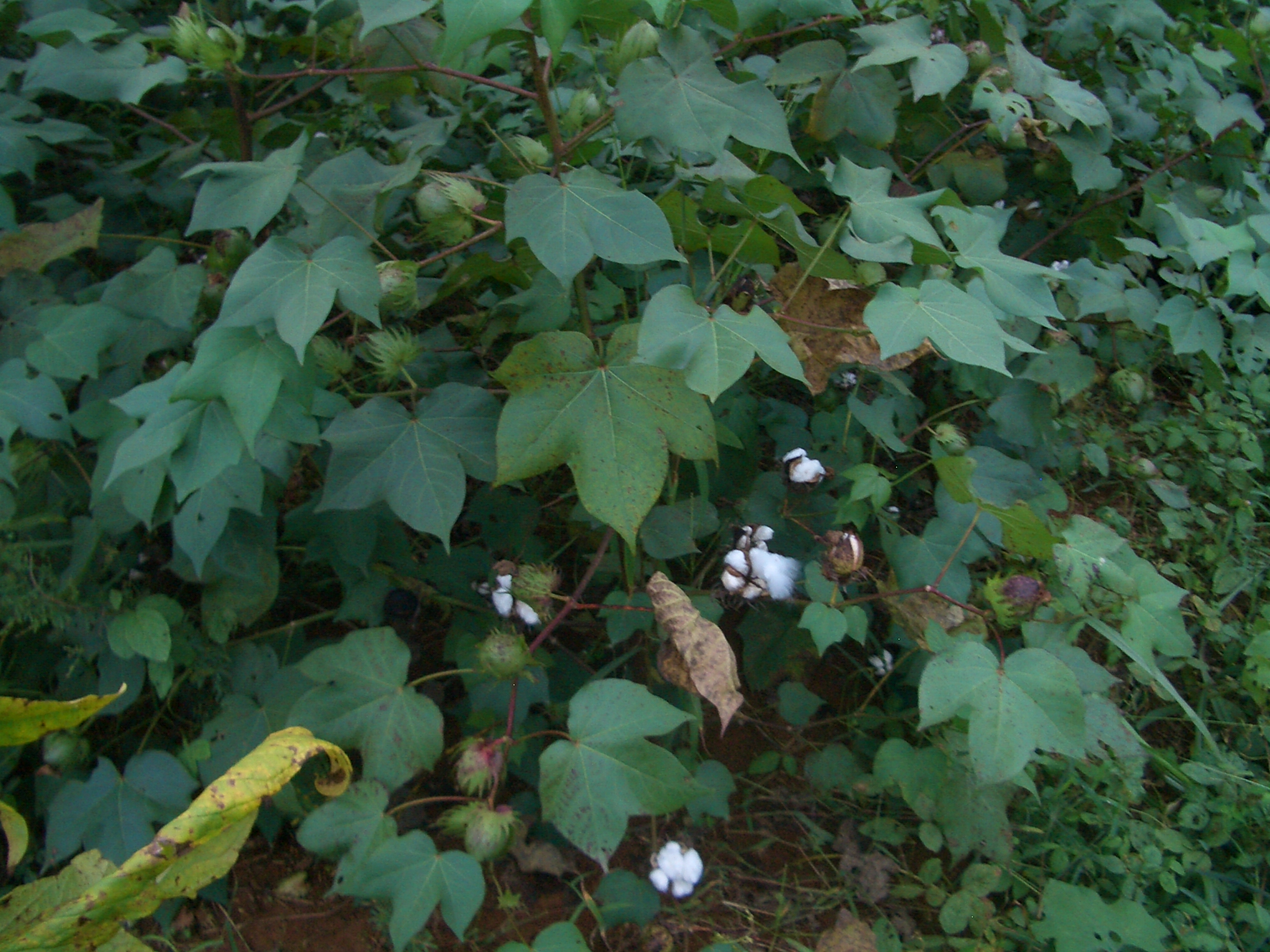
زراعة القطن في مقاطعة يانغشين ، هوبى

الصين هي المنتج الرئيسي للقطن، الذي يزرع في جميع أنحاء البلاد ، ولكن بشكل خاص في مناطق سهول شمال الصين ، ودلتا نهر اليانغتسي، ووادي اليانغتسي الأوسط ، ومنطقة شينجيانغ الويغورية ذاتية الحكم. تشمل محاصيل الألياف الأخرى الرامي والكتان والجوت والقنب. كما تُمارس تربية دودة القز، في وسط وجنوب الصين.

### الماشية
يوجد في الصين عدد كبير من الماشية ، مع كون الخنازير والطيور هي الأكثر شيوعًا. تقع قطعان الخنازير وإنتاج لحومها في الصين بشكل أساسي على طول نهر اليانغتسي. في عام 2011، كان لدى مقاطعة سيتشوان 51 مليون خنزير (11٪ من إجمالي المعروض في الصين). في المناطق الريفية بغرب الصين ، يقوم الرعاة الرحل بتربية الأغنام والماعز والإبل. في التبت ، تربى الياك كمصدر للغذاء والوقود والمأوى. كما تتم تربية الماشية وجاموس الماء والخيول والبغال والحمير في الصين ، وقد شجعت الحكومة مؤخرًا منتجات الألبان، على الرغم من أن ما يقرب من 92.3 ٪ من السكان البالغين يتأثرون بمستوى معين من حساسية اللاكتوز.
مع نمو الطلب على الأطعمة الذواقة ، يزداد أيضًا إنتاج المزيد من اللحوم الغريبة. استنادًا إلى دراسة استقصائية من 684 مزرعة سلاحف صينية (أقل من نصف إجمالي 1499 مزرعة سلاحف مسجلة رسميًا في عام الدراسة 2002)، باعت أكثر من 92000 طن من السلاحف (حوالي 128 مليون حيوان) سنويًا ؛ يُعتقد أن هذا يتوافق مع المجموع الصناعي لأكثر من 300 مليون سلحفاة سنويًا.
أدت زيادة الدخل والطلب المتزايد على اللحوم ، وخاصة لحم الخنزير ، إلى الطلب على سلالات محسّنة من الماشية ، وتربية المواشي مستوردة خاصة من الولايات المتحدة. بعض هذه السلالات يتم تكييفها مع الزراعة في المصانع.

### صيد السمك
تمثل إنتاج الصين من الاسماك حوالي ثلث إجمالي إنتاج الأسماك في العالم. كما تمثل تربية الأحياء المائية، وهي تربية الأسماك في الأحواض والبحيرات ، أكثر من نصف إنتاجها. المناطق الرئيسية المنتجة للاستزراع المائي قريبة من الأسواق الحضرية في وادي اليانغتسي الأوسط والأسفل ودلتا تشو جيانغ.

## إنتاج
في الخمسين سنة الأولى من عمرها ، زادت جمهورية الصين الشعبية الإنتاج الزراعي بشكل كبير من خلال التحسينات التنظيمية والتكنولوجية.
|     | المحاصيل         | 1949 الناتج (طن) | انتاج 1978 (طن) | انتاج 1999 (طن) |
| 1.  | قمح              | 113.180.000      | 304.770.000     | 508.390.000     |
| 2.  | قطن              | 444000           | 2,167,000       | 3831000         |
| 3.  | المحاصيل الزيتية | 2564000          | 5218000         | 26.012.000      |
| 4.  | قصب السكر        | 2642000          | 21116000        | 74.700.000      |
| 5.  | شمندر سكري       | 191000           | 2,702,000       | 8640.000        |
| 6.  | التبغ المملح     | 43000            | 1,052,000       | 2,185,000       |
| 7.  | شاي              | 41000            | 268000          | 676000          |
| 8.  | فاكهة            | 1200000          | 6570.000        | 62376000        |
| 9.  | لحمة             | 2,200,000        | 8.563000        | 59609000        |
| 10. | المنتجات المائية | 450.000          | 4,660,000       | 41.220.000      |

ومع ذلك ، منذ عام 2000، أدى نضوب طبقات المياه الجوفية الرئيسية في الصين إلى انخفاض إجمالي في إنتاج الحبوب ، مما جعل الصين مستوردًا صافًا. من المتوقع أن يتسارع اتجاه الاعتماد الصيني على الغذاء المستورد مع تفاقم نقص المياه. على الرغم من إمكاناتها ، لا تجد محطات تحلية المياه سوى عدد قليل من العملاء لأنها لا تزال أرخص بالمقارنة مع الإفراط في استخدام الأنهار والبحيرات ومستودعات المياه الجوفية ، حتى مع نضوبها.
اعتبارًا من عام 2011، كانت الصين أكبر منتج ومستهلك للمنتجات الزراعية في العالم. ومع ذلك ، ذكر الباحث لين إردا حدوث انخفاض متوقع بنسبة 14٪ إلى 23٪ بحلول عام 2050 بسبب نقص المياه والتأثيرات الأخرى لتغير المناخ ؛ زادت الصين من ميزانية الزراعة بنسبة 20٪ في عام 2009، وتواصل دعم تدابير كفاءة الطاقة ، والتكنولوجيا المتجددة ، والجهود الأخرى مع الاستثمارات ، مثل العنصر الأخضر الذي يزيد عن 30٪ من حزمة التحفيز المالي البالغة 586 مليار دولار التي تم الإعلان عنها في نوفمبر 2008.
في 2018:
- كانت ثاني أكبر منتج للذرة (257.1 مليون طن)، في المرتبة الثانية بعد الولايات المتحدة ؛
- كانت أكبر منتج للأرز (212.1 مليون طن).
- كانت أكبر منتج للقمح (131.4 مليون طن).
- كانت ثالث أكبر منتج لقصب السكر (108 مليون طن)، في المرتبة الثانية بعد البرازيل والهند.
- كانت أكبر منتج للبطاطس (90.2 مليون طن).
- كانت أكبر منتج للبطيخ (62.8 مليون طن).
- كانت أكبر منتج للطماطم (61.5 مليون طن).
- كانت أكبر منتج للخيار / المخللات (56.2 مليون طن).
- كانت أكبر منتج للبطاطا الحلوة (53.0 مليون طن).
- كانت أكبر منتج للتفاح (39.2 مليون طن).
- كانت أكبر منتج للباذنجان (34.1 مليون طن).
- وكانت أكبر منتج للملفوف (33.1 مليون طن).
- كانت أكبر منتج للبصل (24.7 مليون طن).
- كانت أكبر منتج للسبانخ (23.8 مليون طن).
- كانت أكبر منتج للثوم (22.2 مليون طن).
- كانت أكبر منتج للفاصوليا الخضراء (19.9 مليون طن).
- كانت أكبر منتج لليوسفي (19.0 مليون طن)؛
- كانت أكبر منتج للجزر (17.9 مليون طن).
- كانت ثالث أكبر منتج للقطن (17.7 مليون طن)، والثانية بعد الهند والولايات المتحدة.
- كانت أكبر منتج للفول السوداني (17.3 مليون طن).
- كانت أكبر منتج للكمثرى (16.0 مليون طن).
- كانت رابع أكبر منتج لفول الصويا (14.1 مليون طن)، وخسرت أمام الولايات المتحدة والبرازيل والأرجنتين.
- كانت أكبر منتج للعنب (13.3 مليون طن).
- كانت ثاني أكبر منتج لبذور اللفت (13.2 مليون طن)، في المرتبة الثانية بعد كندا ؛
- كانت أكبر منتج للبازلاء (12.9 مليون طن)؛
- وكانت أكبر منتج للبطيخ (12.7 مليون طن).
- احتلت المرتبة الثامنة بين أكبر منتجي بنجر السكر (12 مليون طن) التي تنتج السكر والإيثانول.
- كانت ثاني أكبر منتج للموز (11.2 مليون طن)، والثانية بعد الهند ؛
- كانت أكبر منتج للقرنبيط والبروكلي (10.6 مليون طن).
- كانت ثاني أكبر منتج للبرتقال (9.1 مليون طن)، في المرتبة الثانية بعد البرازيل.
- كانت أكبر منتج لليقطين (8.1 مليون طن).
- كانت أكبر منتج للهليون (7.9 مليون طن).
- كانت أكبر منتج للخوخ (6.7 مليون طن).
- وكانت أكبر منتج للفطر والكمأة (6.6 مليون طن).
- كانت أكبر منتج للجريب فروت (4.9 مليون طن).
- كانت خامس عشر أكبر منتج للكسافا (4.9 مليون طن).
- كانت ثاني أكبر منتج للمانجو (بما في ذلك المانجوستين والجوافة) (4.8 مليون طن)، في المرتبة الثانية بعد الهند ؛
- كانت أكبر منتج للبرسيمون (3.0 مليون طن)؛
- كانت أكبر منتج للفراولة (2.9 مليون طن).
- كانت أكبر منتج للشاي (2.6 مليون طن).
- أنتجت 2.5 مليون طن من بذور عباد الشمس.
- كانت ثالث أكبر منتج للليمون (2.4 مليون طن)، في المرتبة الثانية بعد الهند والمكسيك ؛
- كانت أكبر منتج للتبغ (2.2 مليون طن).
- كانت ثامن أكبر منتج للذرة الرفيعة (2.1 مليون طن).
- كانت أكبر منتج للكيوي (2.0 مليون طن).
- كانت أكبر منتج للكستناء (1.9 مليون طن).
- أنتجت 1.9 مليون طن من القلقاس.
- أنتجت 1.8 مليون طن من الفول.
- كانت ثالث أكبر منتج للدخن (1.5 مليون طن)، في المرتبة الثانية بعد الهند والنيجر.
- كانت ثامن أكبر منتج للأناناس (1.5 مليون طن).
- أنتجت 1.4 مليون طن من الشعير.
- كانت أكبر منتج للحنطة السوداء (1.1 مليون طن).
- كانت سادس أكبر منتج للشوفان (مليون طن)؛
- كانت رابع أكبر منتج للجاودار (مليون طن)، في المرتبة الثانية بعد ألمانيا وبولندا وروسيا ؛
- أنتجت مليون طن من الشحم النباتي.

بالإضافة إلى إنتاج أصغر من المنتجات الزراعية الأخرى.

## التحديات

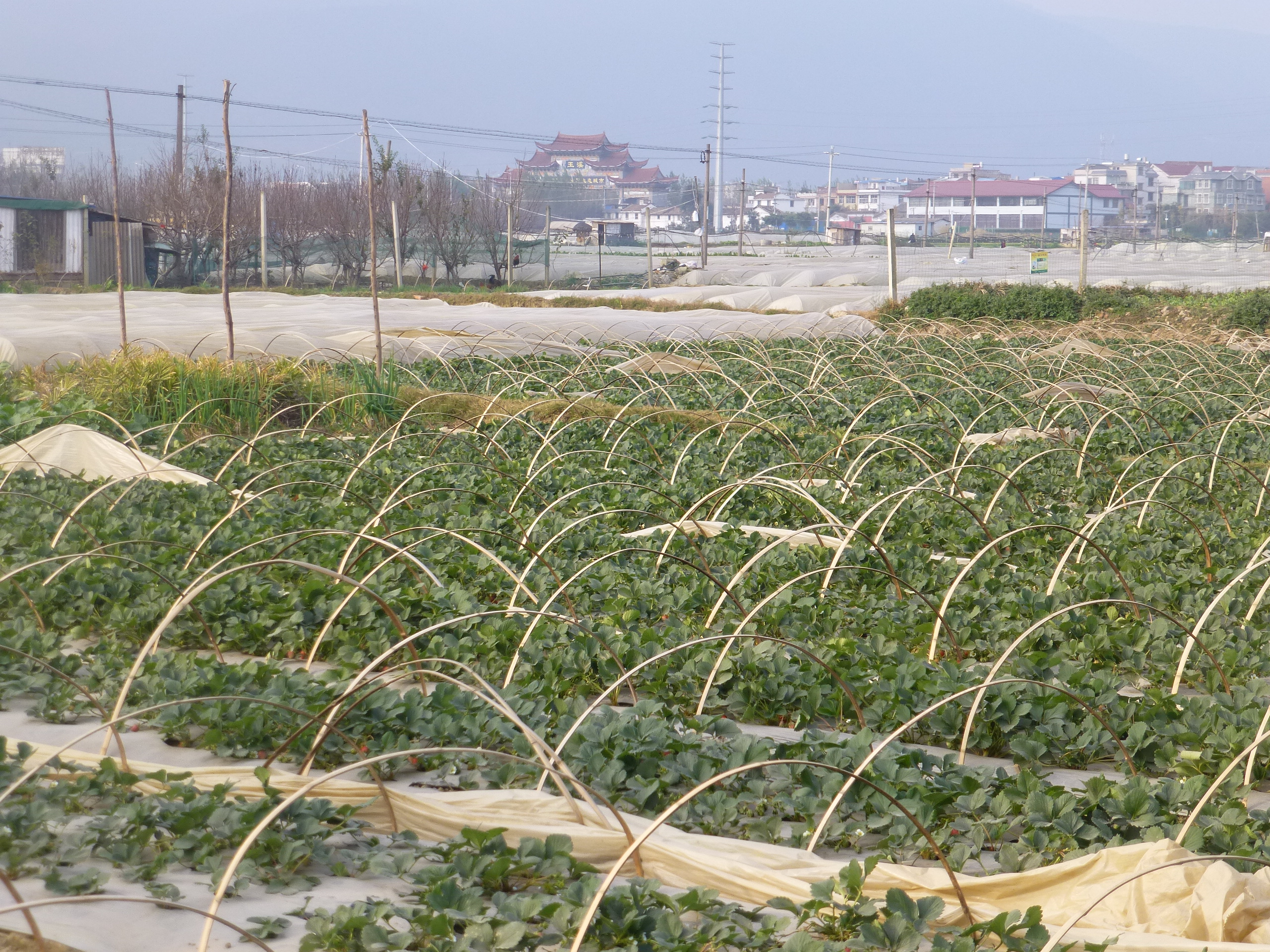
حقول الفراولة في يوكسي ، يونان

### عدم الكفاءة في السوق الزراعية
على الرغم من النمو السريع في الإنتاج ، لا يزال القطاع الزراعي الصيني يواجه العديد من التحديات. غالبًا ما يواجه المزارعون في العديد من المقاطعات ، مثل شاندونغ وتشجيانغ وآنهوي ولياونينغ وشينجيانغ ، صعوبة في بيع منتجاتهم الزراعية للعملاء بسبب نقص المعلومات حول الظروف الحالية.
بين المزارع المنتج في الريف والمستهلك النهائي في المدن هناك سلسلة من الوسطاء. بسبب نقص المعلومات التي تتدفق من خلالها ، يجد المزارعون صعوبة في التنبؤ بالطلب على أنواع مختلفة من الفواكه والخضروات. من أجل زيادة أرباحهم إلى الحد الأقصى ، اختاروا إنتاج تلك الفاكهة والخضروات التي حققت أعلى إيرادات للمزارعين في المنطقة في العام السابق. ومع ذلك ، إذا فعل معظم المزارعين ذلك ، فإن هذا يتسبب في تقلب المعروض من المنتجات الطازجة بشكل كبير على أساس سنوي. يتم إنتاج المنتجات النادرة نسبيًا في عام واحد بشكل زائد في العام التالي بسبب ارتفاع هوامش الربح المتوقعة. ومع ذلك ، فإن فائض العرض الناتج يجبر المزارعين على خفض أسعارهم والبيع بخسارة. المنتجات النادرة التي تدر عائدات لمدة عام واحد تصبح المنتجات الزائدة عن الحد وتؤدي إلى خسارة في المنتجات التالية ، والعكس صحيح.
يتم إضعاف الكفاءة في نقل المنتجات الزراعية من المزارع إلى الأسواق الفعلية. وفقًا للأرقام الصادرة عن وزارة التجارة ، فإن ما يصل إلى 25٪ من الفواكه والخضروات تتعفن قبل بيعها ، مقارنة بحوالي 5٪ في دولة متقدمة نموذجية. نظرًا لأن الوسطاء لا يمكنهم بيع هذه الفاكهة المتعفنة ، فإنهم يدفعون للمزارعين أقل مما قد يدفعونه إذا كانوا قادرين على بيع كل أو معظم الفواكه والخضروات. ويقلل هذا من عائدات المزارعين على الرغم من أن المشكلة ناتجة عن أوجه القصور في مرحلة ما بعد الإنتاج، والتي لم يكونوا هم أنفسهم على دراية بها أثناء مفاوضات الأسعار مع الوسطاء.
تسلط مشاكل المعلومات والنقل هذه الضوء على أوجه القصور في آليات السوق بين المزارعين والمستهلكين النهائيين ، مما يعوق المزارعين من الاستفادة من التطور السريع لبقية الاقتصاد الصيني. هامش الربح الصغير الناتج لا يسمح لهم بالاستثمار في المدخلات الزراعية الضرورية (الآلات ، البذور ، الأسمدة ، إلخ) لرفع إنتاجيتهم وتحسين مستويات معيشتهم ، والتي سيستفيد منها الاقتصاد الصيني بأكمله. وهذا بدوره يزيد من نزوح الناس من الريف إلى المدن التي تعاني بالفعل من مشاكل التحضر.
في خطاب ألقاه في سبتمبر 2020، وجه الرئيس شي جين بينغ العلماء الصينيين للبحث في زراعة البذور. وأشار إلى أن الدولة تعتمد على استيراد البذور، وقال إن علماءها يجب أن يساعدوا في علاج هذا الوضع.

## التجارة العالمية
الصين هي أكبر مستورد في العالم لفول الصويا والمحاصيل الغذائية الأخرى ،  ومن المتوقع أن تصبح أكبر مستورد للمنتجات الزراعية خلال العقد القادم. في خطاب ألقاه في سبتمبر 2020، أعرب الرئيس شي عن أسفه لاعتماد البلاد على البذور المستوردة.

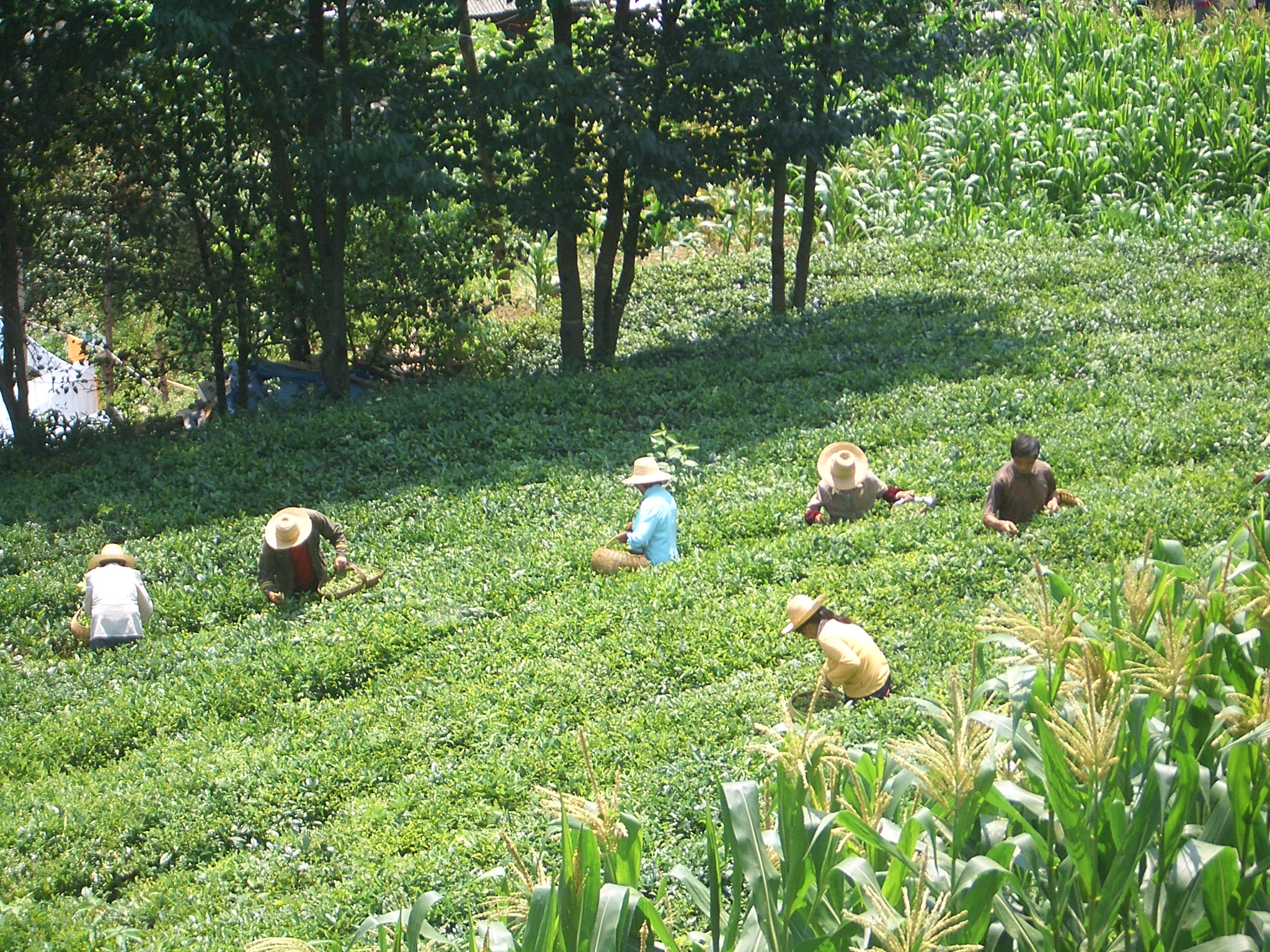
حصاد أوراق الشاي في مويو ، منطقة غابات شينونغجيا ، هوبي

في حين أن الإنتاج الزراعي في الصين يكفي لإطعام البلاد في معظم السنوات ، يتعين على الصين في سنوات الهبوط أن تستورد الحبوب. بسبب النقص في الأراضي الزراعية المتاحة ووفرة العمالة ، قد يكون من المنطقي استيراد محاصيل واسعة النطاق (مثل القمح والأرز) وحفظ الأراضي الزراعية النادرة في الصين لمنتجات التصدير عالية القيمة، مثل الفواكه والمكسرات ، أو الخضار. من أجل الحفاظ على استقلالية الحبوب وضمان الأمن الغذائي، مع ذلك ، طبقت الحكومة الصينية سياسات تشجع إنتاج الحبوب على حساب المحاصيل الأكثر ربحية. على الرغم من القيود الشديدة المفروضة على إنتاج المحاصيل ، فقد زادت الصادرات الزراعية الصينية بشكل كبير في السنوات الأخيرة.

### النفوذ الحكومي
كان أحد الدوافع الهامة لزيادة التجارة الدولية هو انضمام الصين إلى منظمة التجارة العالمية (WTO) في 11 ديسمبر 2001، مما أدى إلى خفض أو إلغاء التعريفات الجمركية على الكثير من الصادرات الزراعية للصين. نتيجة لفتح الأسواق الدولية للزراعة الصينية ، بحلول عام 2004، تجاوزت قيمة الصادرات الزراعية الصينية 17.3 مليار دولار (الولايات المتحدة). منذ انضمام الصين إلى منظمة التجارة العالمية ، لم يتم تحرير تجارتها الزراعية بنفس القدر مثل تجارة السلع المصنعة. لا تزال الأسواق داخل الصين مغلقة نسبيًا أمام الشركات الأجنبية. نظرًا لوجود عدد كبير ومتزايد من سكانها ، فمن المتوقع أنه إذا تم فتح أسواقها الزراعية ، ستصبح الصين مستوردًا صافًا ثابتًا للغذاء ، مما قد يؤدي إلى زعزعة استقرار سوق الغذاء العالمي. الحواجز التي تفرضها الحكومة الصينية على الحبوب ليست شفافة لأن تجارة الدولة الصينية في الحبوب تتم من خلال شركة استيراد وتصدير الحبوب والنفط والمواد الغذائية (COFCO).

### سلامة الغذاء
أدت مخلفات المبيدات الحشرية المفرطة ، وقلة النظافة الغذائية ، والإضافات غير الآمنة ، والتلوث بالمعادن الثقيلة وغيرها من الملوثات ، وإساءة استخدام العقاقير البيطرية ، إلى فرض قيود تجارية مع بعض الدول مثل اليابان والولايات المتحدة والاتحاد الأوروبي. أدت هذه المشاكل أيضًا إلى احتجاج عام ، كما هو الحال في مخاوف طعام الكلاب الملوثة بالميلامين وتقييد استيراد المأكولات البحرية الملوثة بالسرطان ، مما أدى إلى اتخاذ تدابير مثل ملصق «خالية من الصين».
حوالي عُشر الأراضي الزراعية في الصين ملوثة بالمعادن الثقيلة، وفقًا لوزارة حماية البيئة في جمهورية الصين الشعبية.

### منتجات غذائية عضوية
طورت الصين برنامجًا للأغذية الخضراء حيث يتم اعتماد المنتجات كمدخلات منخفضة من مبيدات الآفات. تم التعبير عن ذلك في طعام أخضر من الدرجة A ودرجة AA. تم مواءمة معيار Green Food AA هذا مع معايير IFOAM الدولية للزراعة العضوية وشكل أساس التوسع السريع للزراعة العضوية في الصين.
شهد إنتاج الأغذية العضوية في الصين توسعًا سريعًا في عام 2010، ويعزى ذلك إلى حد كبير إلى ازدهار السوق المحلي بسبب مشكلة سلامة الأغذية المتزايدة. في كثير من الحالات ، يتم تنظيم إنتاج الأغذية العضوية من قبل شركات الأغذية العضوية التي تستأجر الأراضي من صغار المزارعين. كما تم العثور على تعاونيات المزارعين والزراعة التعاقدية من الهياكل التنظيمية المشتركة للزراعة العضوية في الصين. قدمت الحكومة الصينية العديد من السياسات والدعم المالي لتنمية قطاع المنتجات العضوية. في السنوات الأخيرة ، بدأ الإنتاج العضوي غير المعتمد في أشكال متنوعة مثل الزراعة المستديمة والزراعة الطبيعية في الظهور أيضًا في الصين ، وغالبًا ما بدأه رواد الأعمال أو منظمات المجتمع المدني.

## دور التنمية الخضراء في تعزيز مكانة الصين الزراعية
عندما ينتشر مفهوم التنمية الخضراء في كل ركن من أركان العالم، فلدينا الثقة في ضمان حياة أكثر خضرة للأجيال المقبلة.. عبارة لطالما كانت لسان حال قادة بالصين خلال السنوات الأخيرة، تحديدا، الرئيس الصيني شي جين بينغ والذي يقود قاطرة التنمية الخضراء في بلاده. وفي أحد المؤتمرات الخاصة بالتنمية الخضراء، والتي حضرها «شي»، فقد طرح الرئيس الصيني آنذاك، مبادرة من خمس نقاط: السعي لتحقيق التناغم بين الإنسان والطبيعة، والرخاء القائم على التنمية الخضراء، وتنشئة وجدان من أجل أسلوب حياة يعتني بالطبيعة، والروح العلمية في الحوكمة الإيكولوجية، والجهود المشتركة لمواجهة التحديات البيئية. ومنذ أن قاد الحزب الشيوعي الصيني قاطرة التنمية الزراعية، عززت الحكومة الصينية باستمرار الاستثمار، والدعم العلمي والتكنولوجي في الزراعة، والإصلاح الريفي المتطور، ووضعت سياسات تفضيلية للتنمية الزراعية والريفية، وطرحت الإستراتيجية الوطنية للأمن الغذائي في العصر الجديد، وقادت الشعب الصيني بذلك في شق طريق للأمن الغذائي ذي خصائص صينية.
ومنذ تأسيس جمهورية الصين الشعبية في عام 1949، حققت التنمية الزراعية في البلاد إنجازات تاريخية هائلة، لم تتغلب الصين فقط على تحديات إطعام أكثر من مليار شخص، بل إنها ساهمت أيضا بالتجربة الصينية في معالجة الأمن الغذائي، والقضاء على الفقر المدقع، والتنمية المستدامة للزراعة في العالم، ولقد تم وضع أساس لضمان الحبوب في الصين التي تولي أهمية لإنتاج الحبوب في كل الأوقات، مما يدل على رؤية الصين الإستراتيجية نحو الأمن الغذائي. ومنذ عقود، ارتفع إنتاج الحبوب في الصين إلى مستوى جديد، حيث تحول من نقص شامل في العرض إلى توازن في العرض والطلب، ففي الأعوام الأخيرة تجاوز إجمالي إنتاج الحبوب في الصين 65 مليون كيلوجرام، أي أعلى 8ر4 مرات من حجم الإنتاج في عام 1949. وتشير هذه الأرقام إلى النمو المطرد لإجمالي إنتاج الحبوب في الصين في الماضي، كان 800 مليون شخص يعانون من نقص الغذاء، في حين يتمتع اليوم 4ر1مليار شخص بفائض في إنتاج الغذاء. وتعيل الصين ما يقرب من 20% من سكان العالم بـ7% من الأرض الصالحة للزراعة في العالم، فالصين لا توفر إمدادات كافية من الغذاء لعدد سكانها الكبير فحسب، وإنما أصبحت مائدة طعام الصينيين أكثر ثراء وتنوعا، وتتحسن جودتها يوما فيوما.

### إستراتيجية الأمن الغذائي
وسعى الحزب الشيوعي الصيني، بقيادة الرئيس شي جين بينغ، وضع إستراتيجية جديدة للأمن الغذائي الوطني، تتمثل في «التركيز على الاكتفاء الذاتي، وتعزيز القدرة على إنتاج الحبوب، والاستيراد المناسب، والدعم بالعلوم والتكنولوجيا» بناء على تقييم الوضع العالمي الحالي والظروف الوطنية والظروف الزراعية.

### بكين تتصدر زيادة موارد الغابات
وأضاف حينها، أن الصين، على مدى السنوات العشر الماضية، تصدرت دول العالم في زيادة موارد الغابات عبر تشجير أكثر من 70 مليون هكتار من الأراضي، متعهدا بأن تتبنى الصين سياسات وإجراءات أكثر قوة بشأن حماية البيئة، مع تأكيد هدف البلاد نحو الوصول إلى ذروة انبعاثات غاز ثانى أكسيد الكربون قبل 2030، وتحقيق الحياد الكربونى قبل 2060. وبالرجوع إلى أهمية التنمية الزراعية في جمهورية الصين الشعبية، فسنجد أنه على مر العصور، ظل الأمن الغذائي أولوية قصوى لضمان استقرار وازدهار الصين، ومن ثم كان "الغذاء" الأولوية القصوى للحكومات الصينية بحثا عن الاكتفاء الذاتي من المواد الغذائية. الرئيس الصيني والذي حرص دائما في تصريحاته بدعم التنمية الخضراء، والدعوة إلى مواجهة التحديات البيئية، حرص على تنمية الحضارة الإيكولوجية، قائلا: سيعيش الشعب في بيئة أفضل بسماء زرقاء وجبال خضراء ومياه نظيفة، ويتعين علينا حماية البيئة الإيكولوجية مثلما نحمي أعيننا، والتعامل مع بيئتنا الإيكولوجية مثلما نتعامل مع حياتنا الخاصة." ولمرات عديدة قال شي، إن على البشرية إطلاق "ثورة خضراء" تتحرك بشكل أسرع لإيجاد طريقة صديقة للبيئة للتنمية والحياة وجعل "أمّنا الأرض" مكانا أفضل للجميع.

### خطط صينية
وبالنسبة لإنتاج الغذاء، فإن الأساس يكمن في الأرض الصالحة للزراعة، وشريان الحياة في الحفاظ على المياه، والمخرج في العلوم والتكنولوجيا، والقوة المحفزة في السياسات، وعلى مدار العقود الماضية، عملت الصين على تحسين إنتاجية أراضيها باستمرار من خلال بناء مشروعات الري، والحفاظ على مناطق الأرض الصالحة للزراعة وتشجيع الميكنة الزراعية، وبالتالي تغيير الوضع الأصلي «بالاعتماد على السماء في العيش». ووفق إحصاءات معلوماتية، فإنه منذ المؤتمر الوطني الثامن عشر للحزب الشيوعي الصيني، شجعت الصين الإصلاح الهيكلي لجانب العرض الزراعي وتحسين القدرة التنافسية الزراعية الشاملة، بدعم من العلوم والتكنولوجيا، سلكت الصين طريق التنمية الزراعية الحديثة الكثيفة. فكانت البذور الصينية ضرورية للأمن الغذائي، لذلك حققت الصين اختراقات في مجال تربية البذور، وأنشأت أنظمة فعالة لتكنولوجيا التربية تشمل الأرز الفائق الممتاز، والقمح القزم العقيم والذرة الهجينة. تم إنتاج آلاف الأصناف الجديدة من المحاصيل العالية الغلة والعالية الجودة بنجاح، والتي تغطي جميع المحاصيل الرئيسية في الصين، ومن ثم تحقيق اعتماد إنتاج الحبوب في الصين على بذور صينية.

### إنتاج الحبوب
أيضا، وفيما يتعلق بالتحديث الزراعي، على مدى السنوات الماضية، تم تعزيز قدرة الصين في مجال العلوم والتكنولوجيا والابتكار وتطبيق إنجازات البحث العلمي وتعميم التكنولوجا بشكل ملحوظ، في الوقت الحالي، وتجاوز معدل الميكنة الشاملة لزراعة المحاصيل والحصاد 68%، وتمت ميكنة عملية إنتاج القمح بشكل عام، يتجاوز معدل زراعة وحصاد الذرة والأرز 80%، كما تؤكد الأرقام بوضوح مدى تقدم الصين في مساعي التحديث الزراعي. أيضا وبدعم من العلوم والتكنولوجيا، عززت الصين بثبات الإصلاح الهيكلي لجانب العرض الزراعي مع ضمان إنتاج الحبوب، تم التركيز بشكل أكبر على السلامة الخضراء لإنتاج الحبوب، أصبحت التنمية الخضراء الموضوع السائد للزراعة الصينية. إن السعي للحصول على غذاء عالي الجودة هو اتجاه جديد في إنتاج الحبوب في الصين من خلال الاستكشاف المستمر والابتكار المؤسسي. وقبل عامين، تحديدا في العام 2019، كانت عُقدت الدورة الحادية والأربعون للمؤتمر العام لمنظمة الأغذية والزراعة (الفاو) التابعة للأمم المتحدة في العاصمة الإيطالية روما، وتم انتخاب تشيوي دونغ يوي، نائب وزير الزراعة والشؤون الريفية في الصين، مديرا لمنظمة الفاو بأغلبية الأصوات في الجولة الأولى من الانتخابات، ليصبح أول مدير عام صيني في تاريخ المنظمة.
وعكست هذه الانتخابات التقدير العالي من جميع الأطراف لدعم الصين القوي للتعددية وتشجيعها للتنمية الغذائية والزراعية العالمية، فضلا عن اعتراف المجتمع الدولي بإنجازات الأمن الغذائي والتنمية الريفية للصين. بالإضافة إلى ذلك، في الوقت الذي نجحت فيه الصين في إطعام أكثر من خُمس سكان العالم، فإنها لم تهمل أبدا مشكلات الغذاء للعالم، فالصين دائما قوة إيجابية في حماية الأمن الغذائي العالمي. وفي الوقت نفسه، بفضل خبرتها في زراعة المحاصيل والري وتربية الأحياء المائية، والميكنة الزراعية وغيرها من التقنيات، تساعد الصين البلدان التي تعاني من نقص الحبوب على امتداد طرق مبادرة «الحزام والطريق» لإنتاج المزيد من الحبوب. ووفق إحصاءات سابقة، فقد نجحت بكين، في إنشاء ما مجموعه 11.8 ألف محمية طبيعية في جميع أنحاء البلاد، تبلغ مساحتها الإجمالية 1.72 مليون كيلومتر مربع، وتمثل أكثر من 18% من مساحة أراضي البلاد. وفي السنوات العشر الماضية، زادت مساحة الغابات في الصين بأكثر من 70 مليون هكتار، لتحتل بذلك المرتبة الأولى في العالم. وفي الوقت الحالي، تبلغ مساحة الغابات في البلاد 220 مليون هكتار، وتبلغ نسبة الغطاء الغابي 22.96%. وفق إحصاءات سابقة.

## الصين: الاقتصاد الزراعي الأكبر في العالم
«تلبي الصين، التي يعيش فيها خمس عدد سكان العالم، لوحدها ربع الإنتاج الغذائي العالمي. وتُعد الصين المنتج الزراعي الأكير في العالم من ناحية الكميات. بالإضافة لذلك، هي ثاني أكثر دولة في العالم استيراداً لمنتجات الحبوب من ناحية القيمة المالية. الصين الرائدة عالمياً في إنتاج القمح والأرز، تأتي في مقدمة الدول كذلك في إنتاج الذرة، والشعير، والبذور الزيتية. إن الصين، التي غيّرت من سياستها الزراعية بعد الحروب التجارية مع الولايات المتحدة، تنتج المزيد من فول الصويا، وتهدف إلى الاستمرار في إستراتيجية الاكتفاء الذاتي في إنتاج القمح والأرز.

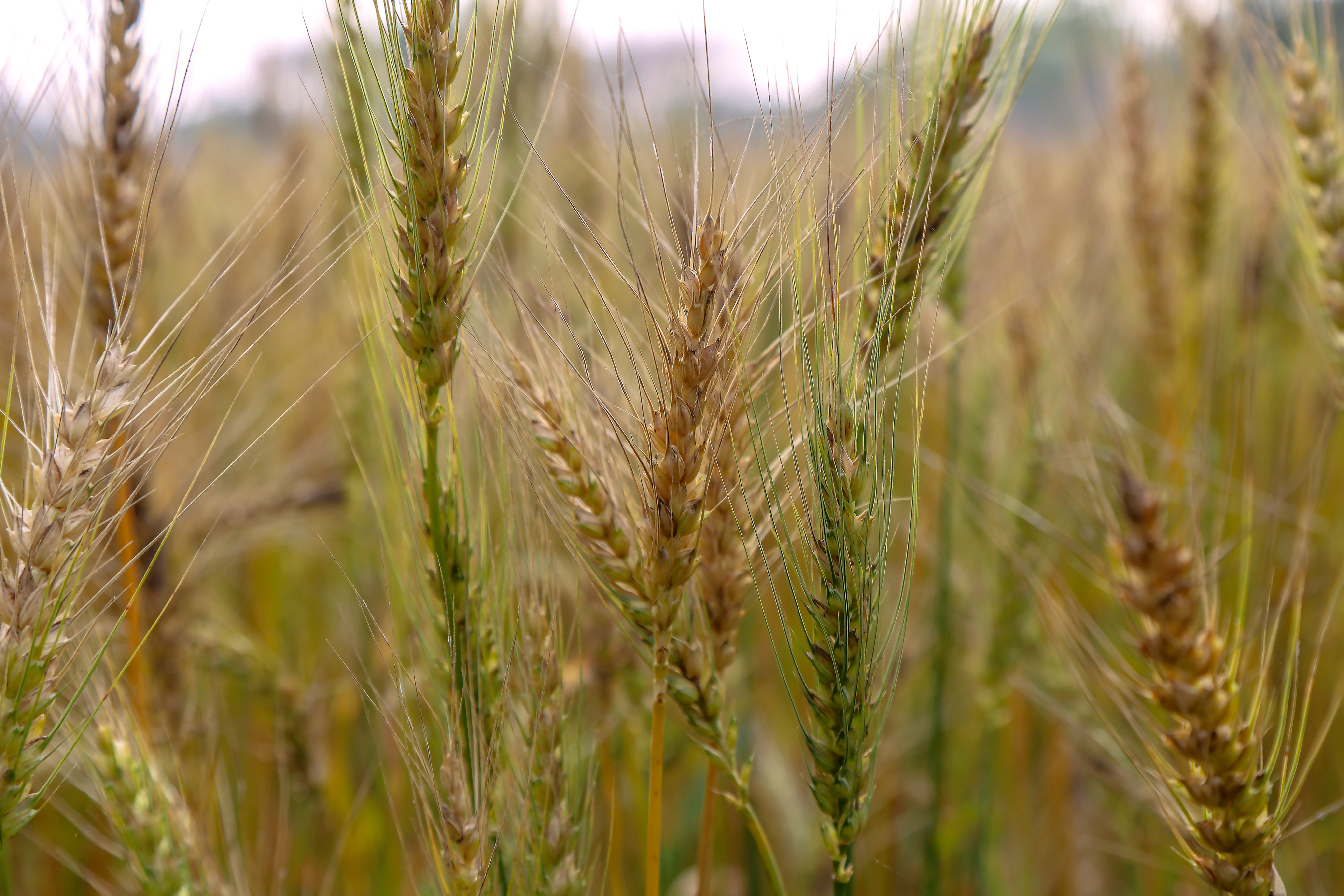
شكل يبين القمح

تمتلك الصين أكبر عدد سكان في العالم، حيث يعيش فيها 1.3 مليار نسمة. وتبلغ مساحتها 9.6 مليون كيلومتر مربع تقريباً، وبالتالي تعتبر ثالث أكبر دولة في العالم من هذه الناحية. منذ 1978، العام الذي بدأت فيه اقتصادها الانفتاح على العالم وإجراءها للإصلاحات، وحتى اليوم، ارتفع الناتج القومي للبلاد بنسبة 10 في المائة. والصين، التي تعتبر ثاني أكبر اقتصاد في العالم، هي أيضاً أكبر بلد مصدّر ورائدة في احتياطات النقد الأجنبي.
الصين هي أكبر منتج زراعي في العالم من حيث الكم. أيضاً هي ثانية أكبر دولة تستورد المنتجات الزراعية من حيث القيمة النقدية. ويشكل قطاع الزراعة الصيني الذي يوظف ثلث السكان العاملين في عموم البلاد 10 بالمائة من الناتج القومي الإجمالي. تعتبر الصين واحدة من المنتجين الأساسيين في العالم للعديد من المنتجات مثل، الأرز، القطن، السمك، القمح، الشاي، البطاطا، الفول السوداني، الدخن القمحي، الشعير، التفاح، البذور الزيتية. تشكل الثروة الحيوانية والسمكية وتربية المنتجات المائية في الصين جزءاً هاماً من اقتصادها.
تغطي الصين، التي يعيش فيها خمس عدد سكان العالم، لوحدها ربع الإنتاج العالمي من المواد الغذائية. وشهدت الصين في الآونة الأخيرة حصادات متتالية جيدة. تطبق الحكومة الصينية إستراتيجية أمن غذائي وطنية على أساس الاكتفاء الذاتي المعتمد على الإنتاج المحلي للحبوب، والاستيراد الأقل، والدعم التكنولوجي. وبفضل الإصلاحات الهيكلية في جانب التوريد والابتكار المؤسساتي في الزراعة، نجحت الصين في زيادة الإنتاجية، وتحديث دورة الحبوب، وتحسين بنية توريد المواد الغذائية، وتحقيق تطور مستقر في قطاع الحبوب. ارتفع إنتاج الحبوب، الذي لم يكن كافياً في الصين قبل 70 عاماً، إلى مستوى جديد عن طريق الموازنة بين العرض والطلب. ووصل إنتاج الحبوب في البلاد عام 2018 إلى 657.89 مليون طن. في حين أن هذا الرقم عام 1949 كان 113.18 مليون طن. يمكنها الصين اليوم أن تنتج 95 بالمائة من احتياجاتها من الحبوب بنفسها. لا تريد الصين خفض إنتاجها من الحبوب لما دون 600 مليون طن. لذلك، تهدف إلى الاستمرار في إنتاج الحبوب على مساحة قدرها 110 مليون هكتار على الأقل. يوجد الآن في البلاد 134.88 مليون هكتار من الأراضي الزراعية، منها 117 مليون هكتار تُزرع بالحبوب. زادت الصين كذلك من سعة التخزين لديها عن طريق إنشاء منشآت حديثة لتخزين الحبوب وتحديث المنشآت القديمة. عام 2018، بلغت سعة تخزين الحبوب الحديثة 670 مليون طن، في حين أن سعة التخزين العادية هي بجوار 240 مليون طن. ومنذ عام 1996 وحتى اليوم، ارتفع إجمالي سعة التخزين الفعالة بنسبة 31.9 بالمائة.
سيزداد استهلاك الحبوب
على الرغم من أنه يُتوقع بأن ينخفض استهلاك الفرد الواحد للحبوب والطلب على الحبوب بشكل طفيف، على المدى المتوسط والبعيد، مع التطور الاجتماعي والاقتصادي في البلاد، إلا أن التقديرات تشير إلى أن إجمالي استهلاك الحبوب سيرتفع بسبب الزيادة المستمرة في استهلاك الحبوب المستخدمة لأغراض صناعية وكأعلاف للحيوانات. بالإضافة لذلك، سترتفع أيضاً جودة الحبوب التي تشهد طلباً. وفي الوقت الذي تزداد فيه التكاليف الزراعية في إنتاج الحبوب، فلقد بدأ الأمر يزداد صعوبة بسبب القيود المفروضة على استخدام الموارد البيئية.
شهدت الصين أكبر زيادة في السنوات الأخيرة في تكاليف إنتاج المواد الغذائية، وذلك بسبب وباء أنفلونزا الخنازير الإفريقية الذي أثر بشكل كبير على إنتاج الخنازير. وأدى هذا الوباء إلى ارتفاع أسعار جميع البروتينات الحيوانية بشكل أو بآخر. وفي عام 2018، استوردت الصين 88.03 مليون طن من فول الصويا، و20.47 مليون طن من الحبوب. وهذا ما يعادل 5 بالمائة تقريباً من تجارة الحبوب العالمية. وبحسب إدارة الجمارك الصينية، جاءت الولايات المتحدة الأمريكية المركز الأول في قائمة أكثر الدول استيراداً للمنتجات الزراعية والأسماك ومنتجات الغابات لعام 2018، وجاءت البرازيل في المركز الثاني. وما بين عامي 2000-2018، كانت الصين هي أكثر دولة استيراداً لهذه المنتجات من الولايات المتحدة.
بعد عام 2018، انخفضت الصادرات الزراعية الأمريكية إلى الصين بسبب الضرائب الجمركية العالية، وحالة الارتياب وعدم الاستقرار في التجارة، وتباطؤ النمو الاقتصادي. وفي عام 2017، دفعت الصين 12.2 مليار دولار من أجل فول الصويا الذي يشكل أكثر من نصف وارداتها الزراعية من الولايات المتحدة. وقبل الحروب التجارية، كانت الصين تشتري أكثر من 60% من فول الصويا الذي تصدّره الولايات المتحدة. والصين التي تدفع 40 مليار دولار سنوياً من أجل واردات فول الصويا، تعتبر هذا المنتج كزيت للطعام وعلف للحيوانات. وتتجه الصين، التي غيرت سياستها الزراعية بعد الحروب التجارية مع الولايات المتحدة، إلى إنتاج المزيد من فول الصويا، وتهدف إلى الاستمرار في إستراتيجية الاكتفاء الذاتي في إنتاج القمح والأرز.
أكبر منتجة للقمح في العالم
تنتج الصين، البلد الرائد عالمياً في إنتاج القمح، 17% من إنتاج القمح في العالم كله.ويتم إنتاج 80 بالمائة من القمح الصيني في الهضاب الواقعة شمال البلاد. كما يتم إنتاج القمح أيضاً في ولاية غانسو، وفي منطقة شينجان أويغور أوزيرك غرب البلاد. وبحسب تقديرات وزارة الزراعة الأمريكية، سيصل إنتاج القمح في الصين في موسم 2019/20 إلى 131.5 مليون طن، بزيادة طفيفة بالمقارنة مع الموسم السابق.من المتوقع أن تبلغ واردات القمح حوالي 3.5 مليون طن في الفترة 2019/20. لدى صناع الطحين في الصين خيارات محدودة لاستيراد القمح من ناحية البلدان المصدّرة له.. تميل المطاحن الصينية في الغالب إلى قمح البحر الأسود وآسيا الوسطى بسبب الشكوك في السياسات التجارية لبكين.
| أرقام إنتاج واستهلاك واستيراد القمح في الصين (1000 طن) | أرقام إنتاج واستهلاك واستيراد القمح في الصين (1000 طن) | أرقام إنتاج واستهلاك واستيراد القمح في الصين (1000 طن) | أرقام إنتاج واستهلاك واستيراد القمح في الصين (1000 طن) |
|                                                        | 2017 / 2018                                            | 2018 / 2019                                            | 2019 / 2020                                            |
| الإنتاج                                                | 134334                                                 | 131430                                                 | 131500                                                 |
| الاستهلاك                                              | 121000                                                 | 125000                                                 | 124000                                                 |
| الاستيراد                                              | 4000                                                   | 3500                                                   | 3500                                                   |
| ألمصدر :- وزارة الزراعة الامريكية                      | ألمصدر :- وزارة الزراعة الامريكية                      | ألمصدر :- وزارة الزراعة الامريكية                      | ألمصدر :- وزارة الزراعة الامريكية                      |
| ------------------------------------------------------ | ------------------------------------------------------ | ------------------------------------------------------ | ------------------------------------------------------ |

ستصل واردات الأرز إلى 5 ملايين طن
الصين أكبر دولة في العالم إنتاجاً للأرز، وهو مصدر رئيسي للغذاء. ويتوقع أن يصل إنتاج الأرز في موسم 2019/20 إلى 207.1 مليون طن. ويُقدر بأن استهلاك الأرز في نفس الفترة سيكون بجوار 145 مليون طن. ويركز المسؤولون الصينيون على زيادة استخدام الأرز في إنتاج الإيثانول الصناعي ووقود الإيثانول. من المتوقع أن تصل واردات الأرز في موسم 2019/20 إلى 5 ملايين طن. وفي تقديرات لوزارة الزراعة الأمريكية لفترة 2018/19، ذُكر بأن الصين ستستورد 4.5 مليون طن من الأرز. وكان استمرار انخفاض أسعار الأرز في الأسواق العالمية عاملاً فعالاً في هذه الزيادة. لا يمكن للأرز الصيني بشكل عام المنافسة في الأسواق العالمية بسبب سعره المرتفع. وعلى الرغم من ذلك، بدأت الصين تطوير أسواق التصدير الخاصة بها في أفريقيا، وأمريكا اللاتينية، وأمريكا الشمالية، وبورتوريكو.
من المتوقع أن تصل واردات الأرز في موسم 2019/20 إلى 5 ملايين طن. وفي تقديرات لوزارة الزراعة الأمريكية لفترة 2018/19، ذُكر بأن الصين ستستورد 4.5 مليون طن من الأرز. وكان استمرار انخفاض أسعار الأرز في الأسواق العالمية عاملاً فعالاً في هذه الزيادة. لا يمكن للأرز الصيني بشكل عام المنافسة في الأسواق العالمية بسبب سعره المرتفع. وعلى الرغم من ذلك، بدأت الصين تطوير أسواق التصدير الخاصة بها في أفريقيا، وأمريكا اللاتينية، وأمريكا الشمالية، وبورتوريكو. تُعتبر الذرة أيضاً من الحبوب الأخرى الهامة في الصين إلى جانب القمح والأرز. وتعد الصين ثاني أكبر منتج للذرة في العالم. وفي عام 2018، أنتجت 257 مليون طن من الذرة. ويُتوقع أن ببقى إنتاج الذرة في موسم 2019/20 عند مستوى 255 مليون طن. ويرجع الإنخفاض في الإنتاج إلى زيادة مساحة الأراضي المزروعة بفول الصويا. أمااستهلاك الذرة في الفترة 2019/20 فمن المتوقع أن يكسر رقماً قياسياً بوصوله إلى 282 مليون طن. وبحسب التقديرات، سيكون هناك زيادة في كميات الذرة المعالجة، على الرغم من انخفاض كميات الذرة المستخدمة كعلف للحيوانات. ومن المتوقع أن تكون واردات الذرة في نفس الفترة أيضاً حوالي 5 ملايين طن.
| أرقام إنتاج واستهلاك واستيراد الارز في الصين (1000 طن) | أرقام إنتاج واستهلاك واستيراد الارز في الصين (1000 طن) | أرقام إنتاج واستهلاك واستيراد الارز في الصين (1000 طن) | أرقام إنتاج واستهلاك واستيراد الارز في الصين (1000 طن) |
|                                                        | 2017 / 2018                                            | 2018 / 2019                                            | 2019 / 2020                                            |
| الإنتاج                                                | 212676                                                 | 212129                                                 | 207143                                                 |
| الاستهلاك                                              | 142487                                                 | 143790                                                 | 145000                                                 |
| الاستيراد                                              | 5500                                                   | 4500                                                   | 5000                                                   |
| المصدر :- وزارة الزراعة الاميركية                      | المصدر :- وزارة الزراعة الاميركية                      | المصدر :- وزارة الزراعة الاميركية                      | المصدر :- وزارة الزراعة الاميركية                      |
| ------------------------------------------------------ | ------------------------------------------------------ | ------------------------------------------------------ | ------------------------------------------------------ |

| أرقام إنتاج واستهلاك واستيراد الذرة في الصين (1000 طن) | أرقام إنتاج واستهلاك واستيراد الذرة في الصين (1000 طن) | أرقام إنتاج واستهلاك واستيراد الذرة في الصين (1000 طن) | أرقام إنتاج واستهلاك واستيراد الذرة في الصين (1000 طن) |
|                                                        | 2017 / 2018                                            | 2018 / 2019                                            | 2019 / 2020                                            |
| الإنتاج                                                | 259071                                                 | 237330                                                 | 255000                                                 |
| الاستهلاك                                              | 263000                                                 | 28000                                                  | 282000                                                 |
| الاستيراد                                              | 3456                                                   | 5000                                                   | 5000                                                   |
| المصدر :- وزارة الزراعة الاميركية                      | المصدر :- وزارة الزراعة الاميركية                      | المصدر :- وزارة الزراعة الاميركية                      | المصدر :- وزارة الزراعة الاميركية                      |
| ------------------------------------------------------ | ------------------------------------------------------ | ------------------------------------------------------ | ------------------------------------------------------ |

صناعة الدقيق تتوحد
شهدت صناعة الدقيق في الصين تطوراً كبيراً في آخر عشر سنوات. فبينما تختفي المطاحن الصغيرة، تزداد عاماً بعد عام حصة المطاحن الكبيرة في إنتاج الدقيق. وعندما كان عدد مطاحن الدقيق في البلاد يتجاوز 10 آلاف مطحنة قبل 10 سنوات، انخفض عددها الآن إلى 7 آلاف مطحنة فقط. يقول الخبراء بأن عملية التوحيد هذه ستستمر كذلك في السنوات القادمة. لأن اتجاه تطور صناعة المطاحن في الآونة الأخيرة يظهِر بأن القطاع يتطور نحو نطاق أوسع وأكثر ذكاءاً. يتم في الصين معالجة 250 ألف طن تقريباً من القمح كمتوسط يومي. وتمتلك كل من Wudeli وYihai Kerry وCofco، الشركات الثلاث الأولى في صناعة المطاحن في الصين، قدرة معالجة يومية تبلغ 40 ألف و17 ألف و12 ألف طن على الترتيب. وهذه المجموعات الثلاث الكبيرة التي تلبي 30 في المائة تقريباً من إجمالي إنتاج الدقيق في الصين، تخطط لزيادة الإنتاج خلال الخمس سنوات القادمة.

## الزراعة الصحراوية تؤتي ثمارها في الصين
من زراعة الأرز بالمياه المالحة إلى إنتاج محاصيل متنوعة من الخضراوات، لم تتوان الشركات والمؤسسات الصينية عن بذل كل الجهد لتطوير تقنيات حديثة للزراعة الصحراوية، تتغلب بها على صعوبات نقص المياه وقلّة الأراضي الصالحة للزراعة بهدف توفير الأغذية للمواطنين. ولم تؤت هذه التقنيات والتجارب ثمارها داخل الصين فحسب، بل حققت أيضا نتائج طيبة في بعض الدول العربية التي توجد بها مساحات شائعة من الصحاري. في إحدى ضواحي محافظة شوله بإقليم كاشغر في منطقة شينجيانغ الويغورية ذاتية الحكم بشمال غرب الصين، تساعد قاعدة إنتاج الخضار والفاكهة «شوي فا»، على زيادة إنتاج المنتجات الزراعية بشكل كبير.

تحتوي القاعدة على صوبات زراعية زجاجية مقامة على مساحة 70 ألف متر مربع ومركز لزراعة الشتلات تبلغ مساحته 6480 مترا مربعا، ويعمل فيها أكثر من 1100 فرد من مجموعات عرقية مختلفة. ومن بين صوباتها الزراعية مجموعة يُزرع بداخلها البطيخ والشمام والطماطم باستخدام تقنية الزراعة بدون تربة. وأكد ني شيانغ شيانغ، مدير قاعدة الإنتاج، أن تقنية الزراعة بدون تربة لم تحل مشكلة نوعية التربة في أراضٍ صحراوية فحسب، بل ساهمت أيضا في ترشيد المياه، مشيرا إلى أن «هذه التقنية يمكنها أن تستخدم في أماكن أخرى ذات ظروف صحراوية». وحاليا، تباع منتجات القاعدة للزبائن في المنطقة. كما سلط مديرها ني الضوء على أنه بعد توسيعها إلى منطقة صناعية مجهزة بورش خاصة بصناعات التجهيز الزراعي ومستودعات لوجستية خاصة بسلسلة التبريد ومراكز خدمة شاملة أخرى، ستنتج القاعدة ما يقرب من 1.5 مليون طن من الخضراوات الطازجة سنويا، وستكون قادرة على تجهيز مليون طن من الخضراوات في الورش.

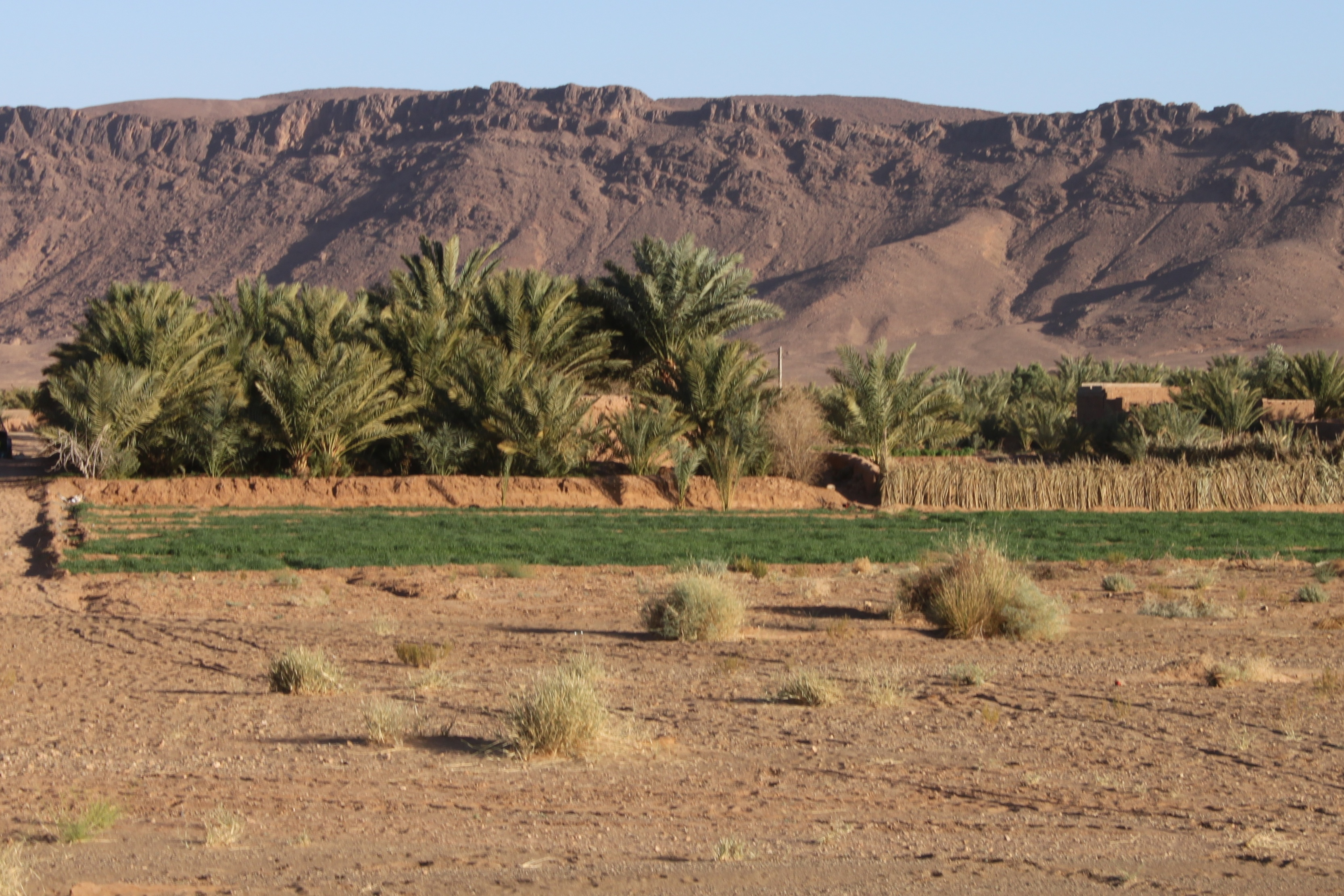
الزراعة الصحراوية - التمور و المحاصيل العلفية

### الزراعة الصحراوية تنتظرها مستقبل واعد في الدول العربية
وقد ساعد متخصصون صينيون في توجيه عاملين في مجال الزراعة بدول أخرى ومن بينها بعض الدول العربية إلى كيفية استخدام تقنية الزراعة بدون تربة. فعلى سبيل المثال، تقع إحدى المزارع المستخدمة لتقنية الزراعة الهوائية في الشارقة بالإمارات، وهي الوحيدة من نوعها في البلاد. تعني تقنية الزراعة الهوائية أن جذور النباتات تنمو في مكان مغطى وغير مكشوف وأن الأنظمة الهوائية تغذي النباتات عن طريق رش الجذور، حيث يتم رش المياه المحملة بالمغذيات بشكل متقطع ومتساوٍ برشاشات مصممة خصيصا لهذه الوظيفة على الجذور لإمدادها بما يلزم من ماء ومغذيات لنمو النبات، وهو نوع جديد من الزراعة بدون تربة. وقد نقلت لي هوا، الخبيرة التي قامت بتأسيس المشروع، هذه التكنولوجيا إلى الإمارات في عام 2015. وتم إطلاق المشروع رسميا في عام 2017، ومن منتصف عام 2018 بدأ الإنتاج التجريبي مع التغلب على الصعوبات الناجمة عن قلّة الأراضي ونقص المياه، وفي النهاية تحقق الإنتاج الضخم التجاري هذا العام.
وتتمثل مزايا التقنية في ثلاثة جوانب وهي: توفير المياه، وثبات درجة الحرارة، وكونها صديقة للبيئة.
وفي «مزرعة الفردان» في قطر، وهي إحدى البلدان الصحراوية، ساهمت التكنولوجيا الزراعية الصينية الفائقة في تحسين الفوائد الاقتصادية. وفي تلك المزرعة التي تبلغ مساحتها مليون متر مربع، تُستخدم تكنولوجيا الزراعة المائية الصينية عالية التقنية بدون تربة على مساحة 6 آلاف متر مربع فقط، ولكن الجدوى الاقتصادية لهذا الجزء تتجاوز القيمة الإجمالية التي تحققها المساحة المتبقية. وقال قاو يون تاو، شريك مزرعة الفردان والرئيس التنفيذي لمشاتل الزراعة المائية بالمزرعة، إنه نظرا للقبول واسع النطاق لتكنولوجيا ومنتجات الزراعة المائية بدون تربة، فقد زادت منتجات الخضراوات في المزرعة من نوعين قبل ثلاث سنوات إلى أكثر من 30 نوعا في الوقت الحالي، ونجحت المنتجات الزراعية، التي تستخدم هذه التكنولوجيا الصينية، في دخول جميع مراكز التسوق الكبرى وفنادق الخمس نجوم في قطر. ويثق فردان فهد الفردان صاحب المزرعة، وهو رجل أعمال قطري، بأن التكنولوجيا الزراعية الصينية الفائقة لا تمثل فقط الضمان الأكثر أهمية لتطوير المزرعة، بل تقود أيضا اتجاه التنمية الزراعية في قطر ومنطقة الخليج. ■

## صناعة البذور في الصين
البذرة هي أم الزراعة كما أنها الرقاقة الإلكترونية للتقنيات الزراعية، ومصدر إنتاج الحبوب. وتلعب التنمية المستدامة السليمة لصناعة البذور دورا هاما في ضمان الأمن الغذائي. منذ تأسيس الصين الجديدة في عام 1949، ظلت الصين تتخذ أعمال البذور كالشغل الشاغل لتنمية الزراعة، وخاصة منذ تنفيذ سياسة الإصلاح والانفتاح في ثمانينات القرن العشرين، حققت الصين تقدما جبارا في زراعة المحاصيل وإنتاج الحبوب، وحققت هدف إطعام 20% من سكان العالم باستخدام 7% من مساحة الأرض الزراعية في العالم، فحققت بذلك منجزات ملحوظة.
إنتاج «الحبوب الصينية» باستخدام «البذور الصينية»
بعد تأسيس الصين الجديدة، كانت بذور الحبوب الصينية منخفضة الإنتاجية ورديئة النوعية وضعيفة في مقاومة الأمراض، بسبب تواضع مستوى تقنية تربية البذور حينذاك وغيرها من العوامل. الأرز أكبر محاصيل الحبوب في الصين، ويشكل حجم إنتاجه حوالي 40% من إجمالي حجم إنتاج الحبوب في البلاد. في خمسينات القرن العشرين، كانت معظم سلالات الأرز رفيعة الساق، يبلغ ارتفاع ساقه حوالي 5ر1 متر، وانتشرت ظاهرة رقاد النباتات وخاصة مع استخدام الكثير من المياه والأسمدة، مما حال دون تحقيق مردود عال. بدأ هوانغ ياو شيانغ، خبير تربية بذور الأرز يقود فريقه لبحث تربية بذور الأرز القصير الساق، ونجح في تربية سلالاته، إذ يتراوح ارتفاع ساقه بين 80 سم و90 سم، ويتمتع بأداء أفضل في التسميد ومقاومة الرقاد ويحقق مردودا عاليا، حيث ارتفع إنتاج المو (الهكتار يساوي 15 مو) من 250 كيلوغراما إلى أكثر من 350 كيلوغراما.
قال وان جيان مين، نائب رئيس الأكاديمية الصينية للعلوم الزراعية وعضو الأكاديمية الصينية للهندسة: «إن ذلك يعتبر اختراقا هاما في تاريخ تربية بذور الأرز في العالم، ويسمى بـ’الثورة الخضراء الأولى‘». أما الثورة الخضراء الثانية، فهي التحول من الأرز العادي إلى الأرز الهجين. منذ ستينات القرن العشرين، بدأ فريق الخبراء تحت قيادة يوان لونغ بينغ بحث الأرز الهجين، ونجح في تربية بذور الأرز الهجين في عام 1973، وعممه على نطاق واسع في الصين في عام 1976، فارتفعت إنتاجية المو من 350 كيلوغراما إلى أكثر من 400 كيلوغرام.
قال يانغ يوان تشو، خبير الأرز الكبير لشركة يوان لونغ بينغ المساهمة المحدودة للعلوم والتكنولوجيا العالية الزراعية، ورئيس مركز ياهوا لأبحاث علم البذور بمقاطعة هونان، إن فريق يوان لونغ بينغ نجح في تطوير طريقة جديدة لتبسيط عمليات تربية البذور وزيادة الإنتاجية في عام 1994، وبلغت إنتاجية المو أكثر من 450 كيلوغراما، وقد دفع تطوير هذا النوع من الأرز الهجين ولادة الأرز الهجين السوبر، فوصلت إنتاجية المو إلى سبعمائة كيلوغرام، ثم إلى ثمانمائة كيلوغرام ثم إلى تسعمائة كيلوغرام قبل أن تصل إلى ألف كيلوغرام. حاليا، يبلغ مردود المو الواحد من الأرز في الصين 71ر1 ضعف المعدل العالمي.
القمح ثاني أكبر محاصيل الحبوب في الصين، وأهم محاصيل الحبوب في شمالي الصين. قاال خه تشونغ هو، الباحث في مؤسسة أبحاث علوم المحاصيل التابعة للأكاديمية الصينية للعلوم الزراعية ومدير المكتب الصيني للمركز الدولي لتحسين الذرة والقمح: «شهدت تربية بذور القمح في الصين ثلاث مراحل بعد تأسيس الصين، وهي مقاومة الأمراض واستقرار مردود المحصول والنضوج المبكر، وتقصير الساق ومكافحة الرقاد وزيادة المردود، وتحقيق المردود العالي والجودة الممتازة والفعالية المرتفعة. زادت إنتاجية القمح ثمانية أضعاف من عام 1949 حتى الآن. وشهدت المناطق الرئيسية لإنتاج القمح ثماني أو تسع مرات من تجديد السلالات على نطاق واسع، مما قدم مساهمات هامة في رفع الإنتاجية وزيادة المردود الإجمالي.». بالإضافة إلى الأرز والقمح، حققت الصين منجزات كبيرة أيضا في تربية بذور الذرة والذرة الرفيعة والبطاطس وغيرها، ونجحت في تربية آلاف السلالات الجديدة والتركيبات الجديدة للمحاصيل العالية المردود والممتازة الجودة، وحققت تجديد وترقية البذور على نطاق واسع مرات عديدة.
الابتكار المستقل يساعد على رفع مستوى تربية البذور
لا ينفصل رفع مستوى تربية البذور عن الابتكار المستقل. وقد اتخذت الصين مختلف الإجراءات لدفع القدرة على الابتكار المستقل في تربية سلالات محاصيل الحبوب. قال يوي شين رونغ، نائب وزير الزراعة والأرياف في الصين: «بفضل دفع إصلاح حقوق ومصالح ثمار الأبحاث العلمية لصناعة البذور، ارتفعت حماسة الباحثين العلميين للابتكار جليا وازدادت بشكل واضح سرعة تحول ثمار الأبحاث العلمية إلى منتجات. وفي نفس الوقت، ركزت الحكومة القوة على دفع إصلاح إدارة صناعة البذور، حيث حفزت حماسة المؤسسات الاقتصادية في الابتكار من خلال تفويض الصلاحيات للتصديق والموافقة إلى مستويات أدنى وإلغاء بعض إجراءات التصديق والموافقة وإصلاح نظام إدارة السلالات وفتح الممر الأخضر للسلالات وغيرها من الأساليب.» في عام 2011، أصدر مجلس الدولة الصيني ((اقتراحات مجلس الدولة بشأن تسريع دفع تنمية صناعة سلالات المحاصيل الحديثة)) التي طالبت المؤسسات الاقتصادية بأن تتسارع في إقامة منظومة البحث والتطوير المستقل وتكثيف البحوث الموجهة نحو التجارة في تقنيات تربية البذور. فتسابقت المؤسسات الاقتصادية في تنمية البحث والتطوير المستقل، وأصبحت المؤسسات الاقتصادية قوام الابتكار في تربية السلالات الآن.
باعتبارها مؤسسة رائدة في صناعة البذور، تولي شركة يوان لونغ بينغ المساهمة المحدودة للعلوم والتكنولوجيا العليا الزراعية، اهتماما بالغا بالبحث والتطوير والابتكار المستقل. قال تسنغ يون، من قسم إدارة الشؤون الشاملة للشركة، إن شركته تخصص 10% من دخل المبيعات للاستثمار في البحث والتطوير كل سنة. وفي عام 2018، بلغ استثمار الشركة في البحث والتطوير 449 مليون يوان (الدولار الأمريكي يساوي 7 يوانات حاليا). منذ عام 2015، حققت سلالات الأرز الهجين التي أتمت الشركة بحثها وتطويرها بشكل مستقل، رواجا في السوق بسبب مزاياها في المردود العالي والمقاومة للأمراض والجودة الممتازة، في عام 2018، تجاوز حجم مبيعاتها 22 مليون كيلوغرام وتمت زراعة مليوني هكتار في الصين بتلك البذور.
التبادل والتعاون يدفعان التنمية المشتركة لصناعة البذور في العالم
التبادل الدولي لموارد البذور عنصر هام آخر لدفع تقدم تربية البذور. قال يانغ يوان تشو: «نجاح الصين في بحث الأرز الهجين يرتبط بالتعاون الدولي ارتباطا وثيقا، ويستفيد من البذور الأصلية التي وفرها المركز الدولي لأبحاث الأرز.» بفضل الجودة الممتازة، يشهد أرز الياسمين التايلاندي ترحيبا في سوق الأرز المرتفعة المستوى في الصين. وفي الوقت الحالي، يقود يانغ يوان تشو فريقه لتربية السلالات الممتازة الجودة والمرتفعة المستوى من خلال تهجين سلالات الأرز الممتازة المستوردة من باكستان مع سلالات الأرز المحلية. وقد تجاوزت جودة السلالات الهجينة الجديدة جودة أرز الياسمين التايلاندي، ويبلغ مردود المو الواحد منها أكثر من 500 كيلوغرام، ما يساوي ضعفي مردود أرز الياسمين التايلاندي. وقد تم بحث وتطوير هذه السلالات بنجاح، ودخلت إلى مرحلة الزراعة التجريبية حاليا.
بينما تستورد الصين موارد البذور، تصدر تقنيات تربية البذور، وقدمت مساهماتها في تقدم صناعة بذور الحبوب العالمية. تم تعميم واستخدام سلالات الأرز الهجين الصيني في أكثر من 40 دولة ومنطقة في العالم، ووقعت الصين اتفاقية لنقل تقنيات تهجين الأرز مع الولايات المتحدة الأمريكية، وتتجاوز مساحة زراعة الأرز الهجين في الولايات المتحدة الأمريكية 50% من إجمالي مساحة زراعة الأرز بها حاليا. وتُزرع سلالات القمح المقاومة للصدأ والتي أنجزت الصين بحثها وتطويرها على نطاق واسع في أنحاء العالم. بالإضافة إلى ذلك، تدرب الصين متخصصين في الأرز الهجين من مختلف دول العالم. منذ ثمانينات القرن العشرين، وبفضل دعم حكومة الصين، درب يوان لونغ بينغ أكثر من عشرة آلاف متخصص على تقنيات تهجين الأرز من نحو 80 دولة نامية من خلال الدورة التدريبية الدولية لتهجين الأرز. وفي السنوات الأخيرة، تُعلّم الصين الدول الواقعة على طول الحزام والطريق طريقة تربية بذور الأرز وطريقة زراعته لمساعدة المحليين على رفع مردود الأرز، استفادة من المشروعات في إطار مبادرة «الحزام والطريق».

## الاستزراع المائي

شعار منظمة "فاو" (منظمة الاغذية و الزراعة للامم المتحدة)

تمتلك الصين تاريخاً طويلا في ممارسة الاستزراع المائي. وعلى الرغم من ذلك لم يبدأ إنتاج الاستزراع المائي على نطاق كبير إلا بعد تأسيس جمهورية الصين الشعبية في عام 1949. وقد شهد هذا القطاع نمواً هائلا في السنوات الأخيرة خاصة بعد انفتاح الصين على العالم الخارجي في الثمانينيات، حتى أصبح أحد أسرع القطاعات الزراعية نموا في الصين. فقد أنتجت الصين 30.28 مليون طن من الاستزراع السمكي في عام 2003، تمثل 64.34% من إجمالي إنتاج قطاع المصايد الوطني. كما وصل متوسط الاستهلاك السنوي للفرد من المنتجات السمكية 36.2 كجم. كما يشكل تصدير الجمبري، ثعبان السمك، البلطي، القواقع والأعشاب البحرية العمود الفقري لصادرات الأطعمة البحرية في الصين، حيث تمثل هذه الأنواع حوالي 50% من قيمة صادرات الأطعمة البحرية الصينية. وقد أدت التنمية السريعة لصناعة الاستزراع المائي في الصين إلى تحسين الإمداد الغذائي وكذلك إلى خلق مزيد من الوظائف وزيادة في الدخل للشعب الصيني، إذا يقدر عدد العاملين الريفيين الذين يعملون بشكل مباشر في تربية الأحياء المائية بحوالي 4.3 مليون نسمة، يبلغ الدخل السنوي لكل منهم 8.667 يوان (Yuan).
يرجع تاريخ ممارسة الاستزراع المائي في المياه الداخلية في الصين إلى 2400 عام مضت. أما تربية الأسماك والقواقع والرخويات البحرية فهي أكثر حداثة، إذ يعود تاريخها إلى 1700 - 2000 عام مضت. ويعتبر كتاب فان لي (Fan Li) أقدم عمل في الصين حول تربية الأسماك. كما أنه كذلك أول عمل مكتوب في العالم عن زراعة الأسماك، حيث يضم الخبرة الثرية والمتراكمة عن تربية أسماك الكارب في الأحواض في القرن الخامس قبل الميلاد. ولطالما اعتبر الاستزراع السمكي في الصين من الأعمال الأسرية التي تعتمد على الخبرة المتراكمة عبر الأجيال، حيث كانت الممارسات تعتمد على تقنيات بدائية وإنتاج قليل مقارنة بالتقنيات الحديثة المتطورة. وقد بدأت الحكومة الصينية بعد الخمسينيات في استخدام طرق جديدة للاستزراع تتميز بتقنيات عالية في التفريخ الصناعي لأنواع الكارب الصيني الرئيسية، مما أدى إلى إنتاج هذه الأنواع من البويضة وحتى السوق في الأسر. وفى عام 1978 أدخلت سلسلة من التغييرات على السياسات الاقتصادية الصينية، حيث حل اقتصاد السوق تدريجيا محل التخطيط المركزي. وقد أدى كسر احتكار السوق وإزالة الحواجز التجارية بين الأقاليم الصينية إلى خلق بيئة قادرة على تنمية سوق الاستزراع المائي. كما مهدت التطورات العلمية والتكنولوجية، في نفس الوقت، الطريق إلى الإنتاج التجاري لتربية للأحياء المائية على نطاق تجاري كبير. كما أدى نجاح التفريخ الصناعي لأسماك الكارب في أواخر الخمسينيات إلى التطور الكبير في استزراع هذه الأسماك، حتى أصبحت تمثل 46.4% من إجمالي إنتاج الاستزراع المائي في الصين، أو ما يعادل 78.58% من الإنتاج الوطني من تربية الأحياء المائية في المياه الداخلية في عام 2004. ويأتي بعد الكارب العديد من الأنواع الأخرى مثل الأعشاب البحرية، الرخويات، القشريات والأسماك، التي شهدت طفرات هائلة في الإنتاج بعد الثمانينيات. ومعظم زريعة الأنواع المستزرعة يتم الحصول عليها من المفرخات فيما عدا ثعبان السمك، والذي يتم الحصول على زريعته من المصادر الطبيعية أو عن طريق الاستيراد من الدول الأخرى.

### ألموارد البشرية
لقد ساعدت تنمية الاستزراع المائي في الصين في خلق فرص عمل في مناطق المصايد الصينية والمناطق الريفية. فقد بلغ عدد العاملين الدائمين في الاستزراع المائي حوالي 4.3 مليون نسمة في عام 2003 (يعملون أكثر من 6 شهور في العام). كما يضاف لهذا العدد حوالي 6 ملايين عامل يعملون بشكل جزئي في هذا القطاع (من 3-6 شهور في العام)، ويمثلون حوالي 3.5 مليون أسرة. ومعظم المزارع إما مزارع خاصة أو مزارع تعاونية. ففي عام 2002 كان إنتاج المزارع المملوكة للدولة 179.686 أو 1.48% من إنتاج المزارع البحرية الكلية، 1.144.394 طنا أو 6.75% من الإنتاج الكلى لمزارع المياه الداخلية. وتشارك النساء بشكل كبير في المزارع الصغيرة والمزارع العائلية. ويكتسب المزارعون خبراتهم، في معظم الأحيان، من محطات الإرشاد التي أسستها الدولة عند مستويات متعددة، بحيث تقوم بتدريب هؤلاء المزارعين، أو من النشرات الفنية التي توزع من قبل الحكومة من خلال «برنامج إدخال العلم والتكنولوجيا للمناطق الريفية».

### الانواع المستزرعة

#### أنواع المياه العذبة
يستزرع في الصين حوالي 50 نوعاً مهما من أنواع المياه العذبة بصورة تجارية. وأهم هذه الأنواع الكارب، الدنيس الصيني والدنيس ذو الأنف المفلطح. ومع ازدياد الطلب المحلى والعالمي على الأسماك منذ الثمانينيات، ثم استزراع العديد من الأنواع المحلية أو المستجلبة من الخارج بشكل تجارى في الصين. ومن هذه الأنواع: ثعبان السمك الياباني (الإنكليس) (Anguilla japonica)، المسمار النهري (river-nail)، سمك الماندارين (Siniperca chuatsi)، الحفش (الاسترجون) (Acipenser sturio) السلحفاة ملساء الصدفة (Trionyx sinensis)، السرطان الصيني النهري (Eriocheir sinensis)، سمك اللول (loach)، السمك ثعبانى الرأس (snakehead; Channa argus)، جراد البحر (الاستاكوزا) (crawfish)، الجمبري النهري العملاق (Macrobrachium rosenbergii)، البلطي (tilapia) التراوت (Oncorhynchus mykiss)، السمك البدال (paddlefish)، السمك القطي (catfish)، الضفادع (frog) وثعبان السمك الأوروبي (Anguilla anguilla). وقد بلغ إنتاج الصين من الاستزراع المائي في المياه العذبة 17.782.734 طن في عام 2003 . وقد كانت نسبة كل نوع من هذه الأنواع من الإنتاج الكلى كما يلي:
| النوع                                                | النسبة المئوية |
| الكارب الفضي والكارب ذو الرأس الكبير                 | 30.10          |
| كارب الحشائش                                         | 20.20          |
| الكارب العادي                                        | 13.20          |
| الكارب الكروسى (Crucian carp)                        | 10.00          |
| الكارب الأسود                                        | 1.30           |
| الدنيس الصيني والدنيس ذو الأنف المفلطح               | 3.30           |
| البلطي                                               | 4.20           |
| السرطان النهري الصيني، جمبري المياه العذبة والسلحفاة | 3.40           |
| ثعبان السمك                                          | 1.0            |
| الأنواع الأخرى                                       | 13.40          |

### أنواع المياه المالحة والمياه متوسطة الملوحة
يستزرع في الصين حوالي 40 نوعاً بشكل تجارى في المياه المالحة والمياه معتدلة الملوحة. ولكن تقتصر الزراعة المالحة بشكل أساسي على أربعة مجموعات من الرخويات: المحار، البطلينوس (الإكلام)، الكوكل الأحمر (Anadara granosa)، وإكلام مانيلا وقد تطورت تربية الإسكالوب (Chlamys livida) والأبالون خلال الثمانينيات. أما إنتاج الأعشاب البحرية فقد جري تطويره خلال الخمسينيات. وقد كانت صناعة تربية الجمبري أهم الصناعات التي تدر ربحاً في الثمانينيات. ويعتبر أنواع الجمبري:Penaeus chinensis ، Penaeus japonicus ، Penaeus monodon ، Penaeus vannamei ، Penaeus merguiensis ، Penaeus penicillatus ، Metapenaeus ensis أهم الأنواع المستزرعة في الصين، وإن كان النوع (Penaeus vannamei) هو النوع السائد حاليا من حيث الإنتاج. وقد حدثت طفرة في إنتاج الأسماك البحرية في التسعينيات. ويعتبر الدنيس، سمك اللبن (Chanos chanos)، اللفش البحري (sea perch)، الفلوندر الياباني (Japanese flounder)، البوري (mullet)، الكروكر الأصفر (yellow croaker; Larimichthys polyactis)، الوقار (الهامور) (grouper)، والبوفر (puffer) أهم الأنواع البحرية المستزرعة. كما أن الأنواع التي أدخلت من الخارج مثل القاروص ، القاروص ذو الفم الكبير (large mouth bass) ، الطوربوت (turbot; Psetta maxima)، السمك الأحمر (Centroberyx affinis) قد تم استزراعها بنجاح. وقد بلغ إنتاج الاستزراع البحري في عام 2003 في الصين12.533.061 طنا موزعة كما يلي:
| الأسماك البحرية | 4.1  |
| القشريات        | 5.3  |
| الرخويات        | 78.6 |
| الأعشاب البحرية | 11   |

### ممارسات وانظمة الاستزراع

#### استزراع المياه العذبة
يعتبر الاستزراع في الأحواض الطينية أشهر وأهم أنظمة الاستزراع المائي في الصين، حيث يمثل 70.54 % من إجمالي إنتاج الاستزراع المائي في عام 2003. ومعظم المزارع الأرضية تنتشر بطول حوض نهر يانجتسى وحوض نهر اللؤلؤ، وتغطي 7 مقاطعات هي: جواندونج جيانجسو، هوباى، هونان، أنهوى، جيانجسى، وشنغهاي. ويشكل إنتاج المزارع السمكية الأرضية في هذه المقاطعات 67.62% من إجمالي إنتاج الصين. وفى المناطق التي كانت اقل تطوراً في السابق، خاصة في الشمال، الشمال الشرقي والشمال الغربي، مثل مناطق بكين تيانجن، هيبى، شاندونج، شانسى، منغوليا الداخلية، لياوننج، جيلين، هيلونججيانج، جانشو، ننجكسا، وزنجيانج، فقد ارتفعت مساهمة استزراع المياه العذبة من 2.8% من إجمالي الإنتاج الكلى في عام 1979 لتصل إلى 15.42% في عام 2002.
وإضافة إلى الأحواض الأرضية، يشكل الاستزراع المائي في المياه المفتوحة معظم باقي الإنتاج. فبجانب ممارسة الاستزراع المائي المكثف في الأحواض الترابية، يمارس الاستزراع المائي في المياه المفتوحة مثل الخزانات المائية، البحيرات، الأنهار والقنوات في الأقفاص العائمة، والحظائر والحواجز الشبكية. وقد ارتفع متوسط إنتاج المزارع الأرضية من 297 كجم/هكتار/عام في عام 1979 إلى 3185 كجم/هكتار في عام 2003، بزيادة قدرها 2 888 كجم (أي تضاعف الإنتاج 10.72 مرة). ويوضح الجدول الآتي إنتاج الأنظمة المختلفة في الصين.
| إنتاج الوحدة من أنظمة الإنتاج المختلفة | إنتاج الوحدة من أنظمة الإنتاج المختلفة | إنتاج الوحدة من أنظمة الإنتاج المختلفة | إنتاج الوحدة من أنظمة الإنتاج المختلفة | إنتاج الوحدة من أنظمة الإنتاج المختلفة |
| العام                                  | الخزانات                               | البحيرات                               | الأحواض                                | المتوسط (كجم/هكتار)                    |
| -------------------------------------- | -------------------------------------- | -------------------------------------- | -------------------------------------- | -------------------------------------- |
| 1979                                   | 279                                    | 724                                    | 155                                    | 84                                     |
| 2003                                   | 3 185                                  | 5 217                                  | 1 124                                  | 1 109                                  |

المصدر: كتاب الإحصاءات السنوي للمصايد الصينية لعامي 1979 و 2003.
وقد بدأ الاستزراع السمكي في حقول الأرز يتطور من نشاط محدود ليصبح نشاطاً تجاريا هاما.فقد ارتفعت مساحة حقول الأرز المنزرعة بالأسماك لتصبح 1.56 مليون هكتارا في عام 2003، تعطى إنتاجا قدره 1.024  مليون طن. وتعتبر أسماك الكارب هي أهم الأنواع. ولكن تربية السرطان النهري الصيني (Eriocheir sinensis) في حقول الأرز بدأت تنتشر أيضا بسبب قيمته الربحية العالية. وقد بدأ الاستزراع السمكي في حقول الأرز يتطور من نشاط محدود ليصبح نشاطاً تجاريا هاما.فقد ارتفعت مساحة حقول الأرز المنزرعة بالأسماك لتصبح 1.56 مليون هكتارا في عام 2003، تعطى إنتاجا قدره 1.024  مليون طن. وتعتبر أسماك الكارب هي أهم الأنواع. ولكن تربية السرطان النهري الصيني (Eriocheir sinensis) في حقول الأرز بدأت تنتشر أيضا بسبب قيمته الربحية العالية.

### الاستزراع المائي البحري
لقد تطور الاستزراع المائي في المياه المالحة والمياه معتدلة الملوحة تطوراً كبيرا في الصين خلال العقدين الماضيين. كما تنوعت كذلك أنظمة الاستزراع لتشمل الأحواض الأرضية، الأطواف العائمة، الحظائر، الأقفاص (القريبة من الشاطئ، البعيدة عن الشاطئ والغاطسة)، النظام الدائري الداخلي، الاستزراع على قاع البحر والمرابي البحرية. وقبل عام 1980، كانت الأنواع المستزرعة أساساً هي اللاميناريا (kelp)، البورفيرا (Porphyra) والقواقع، حيث كان يشكل إنتاجها 98% من إجمالي إنتاج الاستزراع البحري. ولكن تم إدخال وتطوير استزراع العديد من الأنواع البحرية الأخرى. ولذلك ارتفعت مساحة المزارع البحرية من 117.000 هكتار في عام 1979 إلى 1.53 مليون هكتار في عام 2003. كما ارتفع الإنتاج من 415.900 طن إلى 12.53 مليون طن خلال نفس الفترة. ويوضح الجدول التالي المساحات المنزرعة والإنتاج للمناطق المائية المختلفة في عام 2003.
| المساحات المنزرعة والإنتاج للأنظمة المائية المختلفة في عام 2003 | المساحات المنزرعة والإنتاج للأنظمة المائية المختلفة في عام 2003 | المساحات المنزرعة والإنتاج للأنظمة المائية المختلفة في عام 2003 | المساحات المنزرعة والإنتاج للأنظمة المائية المختلفة في عام 2003 |
|                                                                 | الخلجان                                                         | المسطحات الطينية                                                | البحار الضحلة                                                   |
| --------------------------------------------------------------- | --------------------------------------------------------------- | --------------------------------------------------------------- | --------------------------------------------------------------- |
| المساحة (هكتار)                                                 | 590.455                                                         | 676..184                                                        | 265.513                                                         |
| الإنتاج (طن)                                                    | 6.318.026                                                       | 5.091.330                                                       | 1.123.705                                                       |

المصدر: كتاب الإحصاءات السنوي للمصايد الصينية لعام 2003.

### أداء القطاع

#### الإنتاج
لقد بلغ إنتاج الاستزراع المائي في الصين 30.28 مليون طن في عام 2003، مقارنة ب 1.23 مليون طن في عام 1979. كما ارتفعت مساهمة الاستزراع المائي من إجمالي إنتاج قطاع المصايد الصيني من 29% في عام 1979 إلى 64.33% في عام 2003. وكذلك ارتفعت مساحة المزارع المائية من 2.854 مليون هكتار عام 1979 إلى 7.104 مليون هكتار في عام 2003. وبذلك حلت تربية الأحياء المائية محل المصايد الطبيعية لتصبح النشاط السمكي الأكثر أهمية في الصين. ويعتبر الاستزراع المائي في المياه الداخلية جزءاً هاما في صناعة الاستزراع المائي في الصين. ففي عام 1979 كانت هذه المزارع تغطى 2.74 هكتار بإنتاج قدره 813.320 طنا، ثم ازدادت هذه المساحة لتصل إلى 5.57 مليون هكتار لتعطى إنتاجا قدره 74.17 مليون طن. ويوجد في الصين في الوقت الحاضر 11 مقاطعة يزيد إنتاج استزراع المياه الداخلية في كل منها على 500.000 طن. كما شهد قطاع استزراع المياه المالحة نموا وتطورا سريعا ليزيد إنتاجه من 415.900 طن في عام 1979 إلى 12.13 مليون طن في عام 2003. وتعتبر أسماك الكارب أهم الأسماك المستزرعة في الصين، حيث يمثل إنتاجها حوالي 44% من إجمالي إنتاج الاستزراع المائي. ففي عام 2002 بلغ إنتاج المبروك (الكارب) الفضي والكارب ذو الرأس الكبير5.102.895 طن، يليه كارب الحشائش (3.419.593 طن)، الكارب العادي (2.235.634 طن)، الكارب الكروشى (1.697.217 طن) والكارب الأسود (224.529 طن). كما يستزرع كذلك الدنيس الصيني والدنيس ذو الأنف المفلطح على نطاق كبير حيث يبلغ الإنتاج السنوي لهما 564.086 وكذلك تشكل الرخويات جزءًا هاماً من الإنتاج يصل إلى 33.2% من إجمالي إنتاج الاستزراع المائي. ففي عام 2002 بلغ إنتاج المحار 3.63 مليون طن، يليه الإكلام (2.3 مليون طن)، الاسكالوب (935.585 طن)، بلح البحر (866.663 طن) واكلام رازور (635.486 طن). وبجانب التطوير في استزراع الأنواع التقليدية، فقد ازداد الاتجاه لتربية الأنواع ذات القيمة التجارية العالية، مثل سرطان البحر القفاذي (mitten crab)، الجمبري ثعبان السمك، الضفادع، جراد البحر، السلاحف، الحفش (الاسترجون)، الهاليبوت، الفلوندر الياباني، الوقار (الهامور)، اللؤلؤ، الأبالون، خيار البحر، الخ. وتمثل هذه الأنواع حاليا حوالي 30% من إجمالي إنتاج الاستزراع المائي مقارنه بنسبة 1% فقط في عام 1979.

#### السوقوالتجارة
على عكس منتجات المصايد الطبيعية، يتم تسويق معظم منتجات الاستزراع المائي حية داخل الصين، نظراً لتفضيل المواطن الصيني للأسماك والمنتجات البحرية الحية. ولذلك فإن حوالي 4.7% فقط من إنتاج الاستزراع المائي هي التي تجرى معالجتها للاستهلاك المحلى أو التصدير للأسواق الخارجية. فعلى سبيل المثال، يباع الدنيس والبلطي منزوع الأحشاء في المحلات الكبرى في مدن الصينية الكبيرة. كذلك تباع كميات قلية من أسماك الكارب المعلبة في هذه المحلات الكبرى. وتستهلك أسماك الكارب والبلطي والأنواع الأخرى منخفضة الأسعار محليا وفى معظم مطاعم الطبقات الدنيا. أما الأنواع مرتفعة القيمة مثل سرطان البحر، السلحفاة، الأسماك البحرية والجمبري فإنها في معظم الأحيان تستهلك في المطاعم التي يوجد بها أحواض للإبقاء عليها حية حتى يستطيع المستهلك أن يختار منها ما يشاء. ويوجد في الصين حوالي 340 سوقاً للجملة توجد بها أكشاك مؤجرة من قبل تجار الأسماك سواء أكانوا تجار جملة أو تجار تجزئة. وقد ادخل نظام السوبر ماركت إلى الصين حديثا وأصبح وسيلة هامة لبيع منتجات الاستزراع المائي الحية والمعالجة. فعلى سبيل المثال، أنشأ " الكارفور" (Carrefour) الفرنسي 5 فروع له في بكين. وطبقاً للتغير في أسعار منتجات الاستزراع في سلسة التسويق، فإن تجارة الجملة تمتلك حوالى 8-50% بينما تجار التجزئة يستقبلون 10-100% طبقا لنوع وحجم وجودة المنتج. كما أن المطاعم عادة تستقبل 100% من المستهلكين. ويوجد في الصين كذلك مستهلكون يشترون الأسماك مباشرة من المزارع القريبة من أسواق التجزئة، بأسعار أرخص من أسعار أسواق الجملة. كما يقوم المزارعون كذلك بإنشاء منافذ للبيع في الأسواق المفتوحة.
ويعتبر الاستزراع المائي هو القوة الديناميكية الرئيسية وراء الزيادة السريعة لتصدير المأكولات البحرية الصينية. ففي عام 2003 بلغت صادرات تربية الأحياء المائية للولايات المتحدة الأمريكية 643.637 طنا بلغت قيمتها 2.45 مليار دولار. وأهم المنتجات المصدرة هي الجمبري (المجمد أو المقدد)، الثعبان المخبوز، البلطي (منزوع الأحشاء ومجمد أو شرائح)، الكروكر الأصفر (حي أو مجمد)، سرطان البحر (حي، مجمد أو قطع)، الأعشاب البحرية ومنتجاتها، الأسماك (حية أو مثلجة) والقواقع. والولايات المتحدة الأمريكية هي السوق الرئيسي للجمبري والبلطي الصيني، بينما اليابان هي أكبر أسواق ثعبان السمك المخبوز وكذلك الجمبري وسرطان البحر. أما كوريا الجنوبية فهي السوق الرئيسي للكروكر الأصفر، الأعشاب البحرية والأسماك الحية وسرطان البحر. كذلك تقوم الصين بتصدير القواقع والرخويات إلى الولايات المتحدة واليابان. أما فيما يتعلق بالاتحاد الأوروبي فقد كان هناك حظر على دخول منتجات الاستزراع المائي الصيني منذ يناير 2002، ولكن تم رفع هذا الحظر في 16 يوليو 2004. ومع نهاية عام 2002 بدأت وزارة الزراعة الصينية في تنفيذ برنامج أطلق عليه «الإنتاج الزراعي الآمن من المخاطر الآدمية (Non Human Hazard Agriculture production)». ويهدف هذا البرنامج إلى إمداد المزارعين ومزارعي الأسماك بالإرشادات التي تساعدهم على زراعة محاصيلهم طبقاً للإجراءات والمعايير المطلوبة. ويجرى تقييم جودة هذه المنتجات على أنها «منتجات خالية من المخاطر الآدمية». ويجري تنفيذ هذا البرنامج الآن بشكل تطوعي.

#### المساهمة في الاقتصاد
لقد أثرت تنمية الاستزراع السمكي تأثيرا إيجابيا على التطور الاقتصادي والاجتماعي في المناطق الريفية في الصين. فقد ازداد إنتاج الأسماك من المصايد والاستزراع المائي كنسبة من الإنتاج الحيواني الكلى (لحوم، بيض، لبن وأسماك) من 20% في عام 1985 إلى 32% في عام 2002. ولا يتوقف دور الاستزراع المائي على إمداد الغذاء للمناطق الريفية، بل انه يعتبر وسيلة هامة لإزالة الفقر.فقد تم توفير 4.3 مليون فرصة عمل مستديمة للمزارعين الريفيين بين أعوام 1985-2003. كما وصل الدخل السنوي للفرد من مزارعي الأسماك إلى 4.474 يوان في عام 1999، وهو دخل أعلى بكثير من دخل الفرد في الدول الفقيرة والمحددة في الصين بمبلغ 1.347 يوان / فرد/ عام. وقد استهدف مزارعو الأسماك في حقول الأرز في أطار برنامج إزالة الفقر مما أدى إلى نجاح عظيم. ويمارس الاستزراع السمكي في حقول الأرز في الوقت الحاضر في المناطق الريفية الفقيرة بصورة أساسية، وهذا بسبب المدخلات القليلة المطلوبة بالإضافة إلى العائد الاقتصادي المرتفع.

### تطوير وإدارة القطاع

#### الهيكل المؤسسي
يعتبر مكتب المصايد (Bureau of Fisheries)، التابع لوزارة الزراعة هو الجهاز الإداري الرئيسي لقطاع المصايد والاستزراع المائي. ويقوم هذا المكتب بصياغة الخطط، الاستراتيجيات، والسياسات والبرنامج المتعلقة بتنمية المصايد، تطبيق ومتابعة قوانين المصايد والاتفاقيات الدولية والثنائية وتدعيم إدارة المصايد بهدف الاستغلال الأمثل للمصايد والموارد المائية، وكذلك حماية بيئة المصايد ودعم التدريس والبحث العلمي في مجال المصايد وصناعة معالجة الأسماك. وتقع المدن، المراكز والمقاطعات في نطاق الولايات أو المناطق ذات الحكم الذاتي. وتختص أقسام المصايد في المقاطعات، مناطق الحكم الذاتي، البلديات والمراكز تقريبا بنفس الوظائف التي يقوم بها مكتب المصايد في هذه المناطق. كما يقوم مكتب المصايد بالإشراف على هذه الأقسام. وتشمل الهياكل الأخرى المعاونة في قطاع الاستزراع المائي مركز الإرشاد التكنولوجي الوطني للمصايد (National Fisheries Technology Extension Centre)، وهو المؤسسة الوطنية المعنية بالإرشاد السمكي، و 18.462 محطة إرشادية للمصايد تكون شبكة للإرشاد في قطاع المصايد منتشرة في ربوع الصين. ويتم تمويل الإرشاد السمكي من قبل الحكومات المحلية والحكومة المركزية معا.ً وتختص الأكاديمية الصينية للمصايد، وهي أكاديمية وطنية، بالبحوث في مجالات محددة مثل بيولوجيا الحيوانات المائية، الموارد السمكية والجوانب الاجتماعية والاقتصادية للمصايد. وجميع هذه الأنشطة يتم تنسيقها بواسطة المكتب الوطني للمصايد.

#### اللوائح المنظمة
لقد تم تبني «قانون المصايد» لجمهورية الصين الشعبية في عام 1986 ، ثم روجع في عام 2000 . ويحدد هذا القانون الأسس الإرشادية المعنية بتطوير الاستزراع المائي، الصيد وصناعة التجهيز والمعالجة. وينص القانون على أن تتبنى الدولة سياسة تدعو إلى التطوير المتزامن للاستزراع المائي، الصيد والتجهيز والمعالجة، مع التركيز على الاستزراع المائي. ويجري تطبيق القانون من خلال اللائحة التنفيذية لقانون المصايد (1987). تتولى الحكومة الشعبية عند أو فوق مستوى المقاطعة، طبقاً لقانون المصايد ولائحته التنفيذية، إعطاء الترخيص باستخدام المياه المملوكة للدولة والمسطحات المدية للاستزراع المائي. ويجب حماية التفريخ الطبيعي، أماكن التناسل والتغذي للأسماك، الجمبري، سرطان البحر، الرخويات (القواقع) والطحالب الموجودة في المياه المملوكة للدولة وكذلك يجب عدم استخدام هذه الأماكن في الاستزراع المائي. ويمكن إلغاء التصريح إذا أهمل المسطح المائي أو المدي لمدة 12 شهراً دون سبب منطقي (كما في حالة نقص الماء عن المعدل المحلي المطلوب). ويتم حل النزاعات بشأن استخدام أو ملكية المسطحات المائية ومناطق المد عن طريق الحوار. وفي حالة عدم الوصول لاتفاق بين الأطراف، تتولي محكمة الحكومات الشعبية عند مستوى أو فوق مستوى المقاطعة حل هذه النزاعات.
وينظم استخدام الأرض المملوكة للدولة أو للجمعيات طبقاً لقانون إدارة الأرض (Land Administration Law) لعام 1998. وقد تم تعديل قانون المصايد في عام 2000. وتقوم الدولة برسم الخطط لاستخدام المناطق المائية وتحديد المسطحات المائية، المناطق البين مدية والقيعان الطينية للاستخدام في الاستزراع المائي. وعلي الأفراد والوحدات الراغبة في استخدام هذه المناطق في الاستزراع المائي التقدم بطلب لاستخراج التصريح اللازم من خلال إدارة المصايد عند أو فوق مستوى المقاطعة. وتقوم الحكومة الشعبية عند نفس المستوى بمنح التصاريح اللازمة لاستخدام المنطقة المعنية في الاستزراع المائي. يحكم قانون استخدام العقاقير البيطرية (Regulation for the Administration of Veterinary Medicines) لعام 1988 إنتاج، تسجيل، استيراد وتصدير الأدوية البيطرية. وقد تم تعديل هذا القانون في عام 2004 ليتضمن تحديد مفهوم الأدوية الموصوفة (التي يحددها أو يصفها الطبيب) والأدوية غير الموصوفة. ويمكن للعملاء شراء الأدوية غير الموصوفة من محلات الأدوية، واستخدامها طبقاً للمعايير والمواصفات المذكورة. أما شراء الأدوية الموصوفة فإنه يتطلب وصفة (روشتة) من طبيب بيطري. كما يضع القانون أيضاً نظماً لمراقبة الأدوية الجديدة وكذلك لمتابعة ورصد السلامة الدوائية. وينص القانون كذلك على أن إدارات المصايد عند أو فوق مستوى المقاطعة هي المسئولة عن تنظيم وإدارة استخدام العقاقير، وعن اختبارات مخلفات وبقايا العقاقير المستخدمة في الاستزراع المائي.
يحتوي قانون استخدام العلف والمضافات العلفية (Regulation for the Administration of Feed and Feed Additives) لعام 1999 على المتطلبات والإجراءات اللازمة لتقييم، تسجيل، استيراد، تعبئة، ترقيم وتخزين الأعلاف والمضافات العلفية. كما يحدد هذا القانون كذلك الشروط اللازمة لإنشاء مشروعات الأعلاف والمضافات العلفية. وتقع هذه المؤسسات تحت إدارة " مكتب الإنتاج الحيواني والصحة التابع لوزارة الزراعة. وقد جرى تطبيق القانون من خلال "إجراءات تطبيق تسجيل الأعلاف والمضافات العلفية المستوردة لعام "2000 . وتلزم هذه الإجراءات الشركات الأجنبية على التقدم لوزارة الزراعة بطلب لتسجيل الأعلاف والمضافات العلفية إذا كانت ستباع داخل الصين. كما يجب كذلك الحصول على شهادة بتسجيل هذا الإنتاج. يهدف قانون إدارة الزريعة المائية (Aqua Seeds Management Directive) لعام 1992 (والمعدل في عام 2001) إلى حماية المواد الوراثية المائية، وتطوير الانتخاب الوراثي والتناسل لضمان التنمية المستدامة لتربية الأحياء المائية. ويضع القانون القواعد والشروط اللازمة لتسجيل المزارع المتخصصة بالعمل في إنتاج الزريعة، الحجر البيطري للزريعة، تصدير واستيراد الزريعة المائية. كما ينص القانون على أن "لجنة تعريف وتحديد الأسماك " التابعة للمجلس الوطني للمصايد، هي المسئولة عن تحديد وتعريف المواد الوراثية وتكوين المخزون والزريعة وإنشاء مزارع التناسل وإنتاج الزريعة.
يهدف قانون «إدارة الجودة والسلامة للاستزراع المائي لعام 2002» إلى تشجيع مزارعي الأسماك على تبني الممارسات الجيدة في تربية الأسماك بهدف إنتاج منتج جيد وآمن للاستخدام الآدمي. ويضع القانون معايير صارمة بهدف تحسين الجودة والسلامة للمنتجات المائية الصينية المستزرعة. كما أنه يدقق النظر في كل جانب من جوانب الاستزراع السمكي بدءًا من جودة الماء والزريعة، الأعلاف، التقنية، العقاقير البيطرية وحتى التسويق. كما يحتم على المزارعين استخدام ماء خال من التلوث طبقاً للمعايير الموضوعة لمياه الاستزراع المائي. ويهدف هذا، بالإضافة إلى استخدام زريعة خالية من الأمراض، إلى منع انتشار الأمراض. كما يؤكد القانون على حصول المزارع على تصاريح، وعلى عمل سجل يومي بالإنتاج واستخدام العقاقير، وكذلك على وجوب فحص المنتجات وترقيمها (وضع ملصق عليها) قبل بيعها. لمزيد من المعلومات عن تشريع الاستزراع المائي في الصين، يمكن الرجوع إلى [ استعراض تشريع الاستزراع المائي في الصين ] في النت.

#### ألبحوث التطبيقية، التدريب والتعليم

##### 1) البحوث
يتكون النظام البحثي أساساً من المعاهد البحثية الوطنية والمحلية للمصايد وكذلك الجامعات. ففي عام 1999 كان يوجد في الصين 210 معهداً بحثيا للمصايد. وتعتبر المعاهد البحثية والجامعات هي القوة الرئيسية الدافعة لأبحاث وتكنولوجيا الاستزراع المائي. ويجري تمويل المعاهد البحثية الوطنية من قبل الحكومة المركزية، وهي تتبع الإدارة المباشرة للأكاديمية الصينية لعلوم المصايد التابعة لوزارة الزراعة. أما الجامعات فإنها تقع تحت إدارة وزارة التعليم أو حكومات الأقاليم. وتهتم المعاهد المحلية بحل المشاكل الفنية التي توثر محليا على تنمية الاستزراع المائي. وهذه المعاهد أكثر توجها للمنتج، كما أنها تكون أحيانا أكثر استجابة لاحتياجات المزارعين من الجامعات والمعاهد الوطنية. كما أنها أكثر تقدما فيما يتعلق بالتطورات التكنولوجية، ويجرى تمويلها بواسطة الحكومات المحلية و/ أو البلدية. كما تقوم الشركات التجارية الخاصة غير العاملة في مجال المصايد بتمويل بحوث الاستزراع المائي، خاصة في مجالات الأعلاف السمكية، العقاقير (المستخدمة في علاج أمراض الأسماك) وتقنيات تناسل وتربية الأنواع عالية القيمة الاقتصادية.

##### 2) التعليم
يتم تمويل التعليم والتدريب الحقلي بواسطة الحكومة المركزية والحكومات المحلية. وهناك ما يربو على 30 جامعة تقبل حوالي 1000 طالب جامعي سنويا في مجال الاستزراع المائي. كما تمنح 5 جامعات ومعاهد بحثية درجة الدكتوراه، و 9 تمنح درجة الماجستير في الاستزراع المائي والتخصصات المرتبطة به. كما يوجد بالصين أيضاً حوالي 10 مدارس فنية حرفية مهمتها الأساسية هي تدريب العمالة الفنية في مجال الاستزراع السمكي والمصايد. كما تقوم محطات الإرشاد عند مستويات مختلفة بتدريب مسئولي الإرشاد والمزارعين في مواقعهم. ففي عام 2002 ثم تدريب 1.8 مليون فرد من مسئولي الإرشاد أو المزارعين المحليين تحت مظلة «المركز الوطني لتكنولوجيا إرشاد المصايد» (National Fisheries Technology Extension Centre). كما تقوم شركات الأعلاف أيضاً بتدريب مزارعي الأسماك المحليين.

### التوجهات، القضايا والتنمية
لقد ازداد إنتاج تربية الأحياء المائية من 9.57 مليون طن في عام 1993 إلى 30.28 مليون طن في عام 2003. ويرجع النمو والتطور السريع لهذا القطاع إلى السياسة الفعالة للحكومة فيما يتعلق بتنمية الاستزراع المائي وكذلك إلى تحرير إنتاج وتجارة الأسماك. كذلك تلعب التطورات العلمية والتكنولوجية دوراً هائلاً في زيادة إنتاج الاستزراع المائي في الصين. ويسهل النظام التعليمي والإرشادي الجيد نقل التكنولوجيا إلى حيز التطبيق للمزارعين الريفيين. ولكن النمو والتوسع السريع في الاستزراع المائي قد أتى ببعض المشاكل مثل التلوث، انتشار الأمراض، التدهور الوراثي والزيادة الموسمية للمعروض من المنتج.ويشكل الصرف الزراعي والصناعي تهديدا للاستزراع المائي وصناعة السياحة. كما تمثل قضايا سلامة الأسماك وعدم إغراق السوق تهديدا جديدا لصناعة الاستزراع المائي في الصين. ولمواجهة هذه القضايا والمشاكل، فقد اتخذت الحكومة الصينية بعض الإجراءات لتحسين الإطار التنظيمي والقانوني، مثل مراجعة قانون المصايد عام 2000. كما وضعت الحكومة القواعد واللوائح المتعلقة به بما في ذلك لائحة إدارة الزريعة المائية عام 2001، وكذلك لائحة إدارة الجودة والسلامة في عام 2002. ويهدف هذا التشريع إلى دعم وتقوية إنتاج الاستزراع السمكي بصورة مستدامة، مسئولة وصحية. كما أطلقت الحكومة في نهاية عام 2002 خطة عمل «الإنتاج الزراعي (بما فيه الاستزراع المائي) الخالي من المخاطر الآدمية». وقد تم وضع حوالي 100 معيار (شرط) يجب على المزارعين أن يتبعوها ويعملوا في إطارها. ونظراً للنقص الحالي في إنتاج المصايد البحرية الطبيعية، فإن الاستزراع المائي سيلعب الدور المستقبلي الرئيسي في تنمية قطاع المصايد. ومع استمرار السياسات الحكومية الفاعلة، التخطيط المتطور، استخدام التكنولوجيا في الإنتاج والإدارة الصحيحة، فإن الاستزراع المائي في الصين يمكن أن يصبح مستقراً، مستداماً منصفا ومربحاً.

## الكورونا والتحديات الأخرى التي تواجه الزراعة الصينية[59]
دعت الصين خبراء العلوم والتكنولوجيا إلى تحسين خدماتهم المتعلقة بالزراعة الربيعية واستئناف الإنتاج الزراعي، للمساعدة على مواجهة تداعيات فيروس كورونا المستجد «كوفيد-19». وبحسب وكالة الأنباء الصينية "شينخوا" قال خه ده فانغ نائب سكرتير عام وزارة العلوم والتكنولوجيا، إن خبراء العلوم والتكنولوجيا ساعدوا في إقامة 11.5 ألف شركة في مناطق ريفية حتى الآن. وأضاف فانغ، خلال مؤتمر صحفي، الجمعة، إنه يتم نقل نحو 26 ألف تكنولوجيا متطورة سنويا ويستفيد منها أكثر من 65 مليون مزارع. وأطلق خبراء في بلدية تشونغتشينغ جنوب غربي الصين مشروعا بحثيا طارئا لحماية الإمدادات من الأغذية والفواكه والخضراوات الطازجة فضلا عن حصاد شاي الربيع. وعينت حكومة مقاطعة قوانغدونغ جنوبي الصين نحو ألف خبير في العلوم والتكنولوجيا لتقديم الإرشاد التكنولوجي الخاص بالزراعة الربيعية وسط تفشي الوباء، إلى آلاف المزارعين المحليين في قرى فقيرة. وقدم خبراء في مقاطعة تشجيانغ شرقي الصين كتيبات في مجال العلوم والتكنولوجيا للمزارعين المحليين، لنشر معلومات حول كوفيد-19 وتسريع تطبيق التكنولوجيات المتقدمة في الإنتاج الزراعي وساعد نظام إرسال خبراء في مجال العلوم والتكنولوجيا إلى مناطق ريفية، والذي يجري تطبيقه منذ ما يزيد على 20 عاما، في نشر السياسات المثلى للزراعة والمناطق الريفية والمزارعين. ويعمل هذا النظام على تعميم العلوم والتكنولوجيا الزراعية، ودفع الابتكار العلمي والتكنولوجي وريادة الأعمال في المناطق الريفية وانتشال القرى من براثن الفقر.

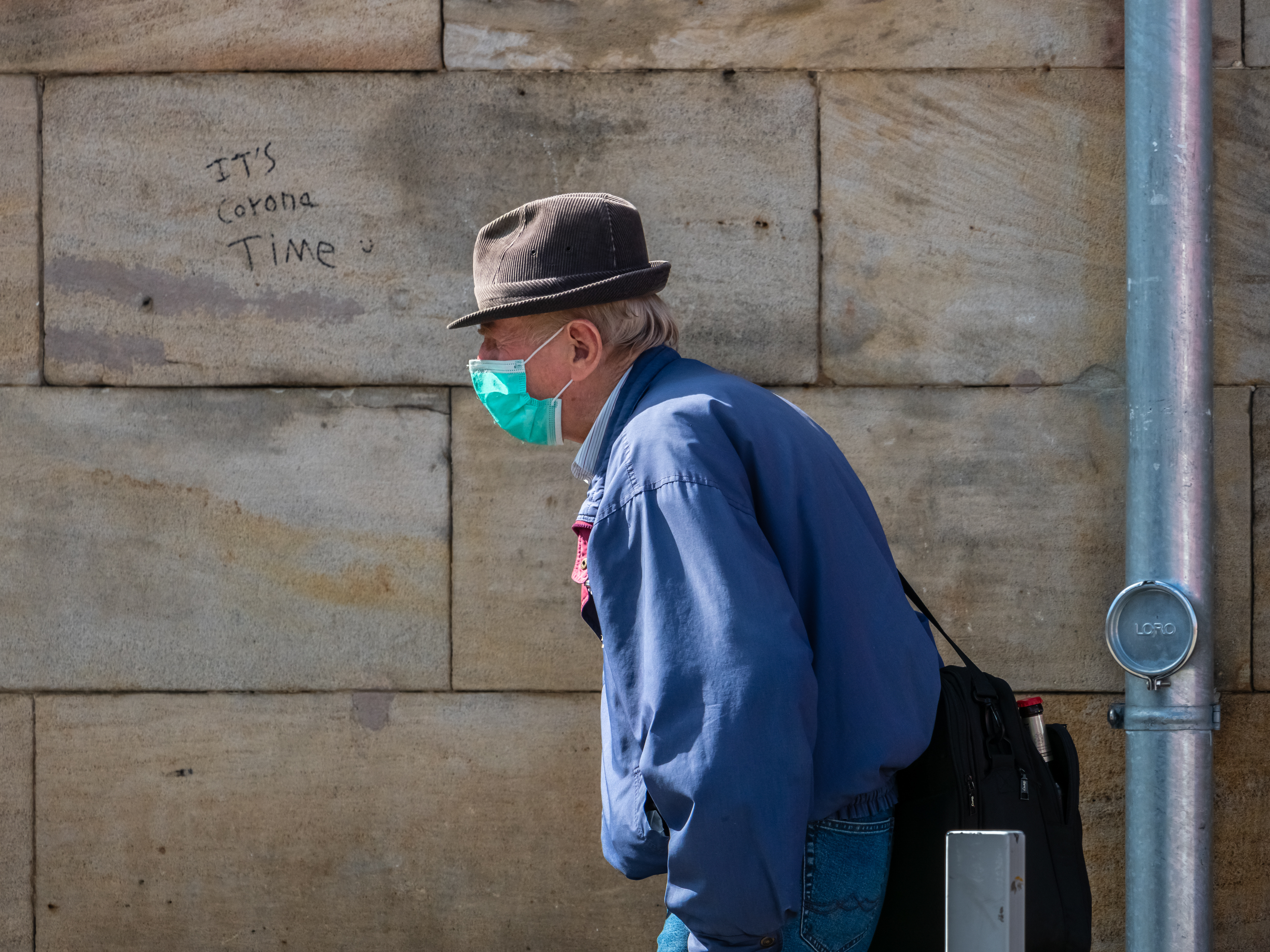
صورة تعبيرية عن الكورونا

فخلال الأسابيع الأولى من تفشي وباء كورونا، كانت صور الأرفف الفارغة في المتاجر الكبرى ومحال البقالة في البلدان المتقدمة، مثيرة للفزع والقلق ليس فقط للمستهلكين، بل وللحكومات في البلدان المتقدمة والنامية على حد سواء. وحذر مسؤولون كبار في مؤسسات دولية عالمية، خلال أزمة فيروس كورونا، من احتمالات تعرض البشرية أو بعض البلدان على الأقل لخطر المجاعة إذا استمرت جائحة كورونا لأشهر طوال، وكانت تلك التوقعات أو التقديرات مفزعة للجميع. بالنسبة لدولة بحجم الصين وتاريخها مع المجاعات كان الأمر أكثر قلقلا وخطورة. فالصين دولة وبكل المعايير موبوءة تاريخيا بالمجاعات، وتلك المجاعات ليست جزءا من ذكريات تاريخية تجدها في كتب التاريخ أو الكتب المدرسية، إنما جزء من الذاكرة الحية لأبناء أكبر شعوب الأرض، الذين عانوا مجاعات الخمسينيات والستينيات من القرن الماضي، عندما دفعهم عدم توافر الطعام إلى تناول لحاء الأشجار والأحزمة والأحذية الجلدية. نظرا لهذا التاريخ القاسي وعدد سكانها الهائل، فإن قضية الأمن الغذائي قضية محورية للصينيين. وفي العقدين الماضيين باتت قضية الأمن الغذائي الصيني قضية تخرج من نطاق المحلية إلى نطاق العالمية.
يشير بعض الخبراء الاقتصاديين إلى أن متابعة تطورات القطاع الزراعي الصيني، والتعرف على تفاصيل تطوره الفصلي، تعد قضية تتجاوز في أهميتها وخطورتها ترف التعرف على الأوضاع الاقتصادية في الصين، أو استكشاف قدرتها على النمو، أو الإلمام بالجوانب المختلفة لمستقبلها ومساعيها لتعزيز مكانتها الاقتصادية. وتدهور إنتاجية القطاع الزراعي الصيني وتراجع معدلات نموه، لها من التأثيرات ما يتجاوز حدود الاقتصاد الصيني بمراحل، إذ يمكن أن تطلق شرارة أزمة غذائية عالمية بكل ما تتضمنه الأزمة من ارتفاع في أسعار المحاصيل الزراعية وزيادة في أعداد الجوعى في العالم.
لا تمتلك الصين إلا 7 في المائة من الأراضي الصالحة للزراعة في العالم، في الوقت ذاته عليها عبء توفير الغذاء لـ22 في المائة من سكان الكرة الأرضية. ويزداد التحدي الذي تواجهه وربما معها العالم أيضا، في أن تحسن مستويات المعيشة بها منذ الثمانينيات أدى إلى تغير وتحسن الأنماط الغذائية للملايين من مواطنيها، سواء تتضمن ذلك زيادة في كمية الغذاء المستهلك أو في نوعيته، فعلى سبيل المثال يستهلك الصينيون اليوم مزيدا من البروتين الحيواني، وقد أضحوا أكبر مستهلك في العالم للحوم والحبوب، بما يعنيه ذلك من ضرورة إدخال تحسينات متواصلة على السلسلة الغذائية، وما يوجده هذا التغير في البنية الغذائية للمجتمع من ضغط أكبر على الرقعة الزراعية لإيجاد التوازن – إن أمكن – بين الرقعة المخصصة للمحاصيل والمخصصة للعلف الحيواني. بدوره، يقول لـ«الاقتصادية»، الدكتور إتش هيلير أستاذ الاقتصاد الزراعي في جامعة شيفيلد، «السياسات والتقنيات الزراعية المحسنة أعطت الصين مستوى عاليا من الاكتفاء الذاتي والنمو، إلا أن بعض الأصوات تتعالى حاليا من داخل هيئة التخطيط الاقتصادي، حيث تحذر من صعوبة الحفاظ على ذلك الوضع، فقد أعاق الافتقار إلى الإعانات الزراعية بشكل كاف، ومصادرة الأراضي الزراعية للتوسع العمراني، وانتقال مزيد من المزارعين إلى المدن تحت إغراء الحياة الحضرية، سلسلة الإمدادات الغذائية وباتت أكثر هشاشة، والتوازن الحالي بين العرض والطلب توازن قسري متحقق من خلال تدخل حكومي قوي، وليس عبر آليات السوق، ومن ثم، فإن التوازن القائم ربما يكون توازنا هشا يمكن كسره بسهولة». ولعقود رفعت الصين شعار الاكتفاء الذاتي، خاصة من الحبوب مثل القمح والأرز والذرة، وكانت جائحة كورونا فرصة لإعادة تجديد الصين لهذا الشعار مرة أخرى، لكنه سيكون من الصعب عليها إعادة عقارب الزمن إلى الوراء، فالصين الآن عضو في منظمة التجارة الدولية، وسياساتها المفرطة في الانغلاق الاقتصادي التي تبنتها في الماضي يستحيل عليها إعادة تبنيها في الوقت الحالي، والاعتماد على الأسواق الخارجية مثل الولايات المتحدة والبرازيل والأرجنتين، التي أضحت عمليا وسيلتها الوحيدة لتوفير عديد من المنتجات الغذائية الضرورية مثل فول الصويا أو اللحوم.
من جهتها، تقول لـ«الاقتصادية» الدكتورة إلين راسل أستاذة الاقتصاد الآسيوي في جامعة مانشستر، «النمو السكاني في الصين سيؤدي إلى استمرار نمو استهلاك الغذاء في الأعوام العشرة المقبلة، ومن المتوقع أن يرتفع إجمالي الاستهلاك المحلي من الأرز والقمح 2.4 في المائة و11.8 في المائة على التوالي». وتضيف «تكلفة تحقيق طموحات الماضي أمر باهظ التكلفة على الصين الآن، فلن تستطيع تحقيق الاكتفاء الغذائي في جميع المنتجات الزراعية الرئيسة، ولن يكون أمام القيادة الصينية من حل سوى انفتاح القطاع الزراعي بشكل أكبر على العالم الخارجي، وستكون التجارة الدولية في المنتجات الزراعية أكثر أهمية ونشاطا في الأعوام المقبلة، وستظل الصين أكبر مستورد للمنتجات الزراعية في العالم، وهذا الوضع يتطلب أن تكون اتجاهات التسعير القائمة على آليات السوق أكثر وضوحا، وعليها أن تبتعد عن المنتجات كثيفة الاستخدام للأراضي مثل فول الصويا، مع زيادة الربط بين أسعار الداخل والأسعار العالمية لتشجيع القطاع الزراعي». وفي الواقع، فإن الإنجاز الزراعي الصيني، الذي يستحيل إنكاره، جاء بتكلفة بيئية باهظة، إذ إن معدل استخدام الأسمدة الزراعية في الصين أربعة أضعاف المعدل العالمي، وتضافر ذلك مع استخدام كثيف ومجهد للأرض والمياه، ما أدى إلى تدهور التربة وندرة في الموارد المائية. من الواضح أن تلك التكلفة أثمرت خلال أشهر جائحة كورونا، إذ إن أداء القطاع الزراعي الصيني مطمئن حتى الآن على الأقل، حيث حقق نتائج قوية في الربع الأول من العام الجاري، وسجلت الصين زيادة 3.5 في المائة على أساس سنوي في القيمة المضافة في القطاع الزراعي.
لكن هذا النجاح يصطدم بالحرب التجارية بين الولايات المتحدة والصين، التي احتلت فيها الضغوط الأمريكية على الصين لزيادة وارداتها من المحاصيل الزراعية الأمريكية بنحو 40 مليار دولار أهمية خاصة. الباحث في مجال التجارة الدولية آر. دي روسندال يؤكد لـ«الاقتصادية» أن الضغوط العنيفة التي يمارسها الرئيس الأمريكي دونالد ترمب على الصين لفتح أسواقها للسلع الزراعية الأمريكية ربما تأتي بالعكس، إذ عززت من توجهات التيارات المحافظة في القيادة الصينية، التي ترى أن الابتعاد عن سياسة الاكتفاء الذاتي والاعتماد على التجارة الدولية لإشباع الصينيين ستكون عواقبها وخيمة للغاية على أمة يقترب عدد سكانها من المليار ونصف المليار نسمة، ويجعلها رهينة لخصمها الأساسي الولايات المتحدة الأمريكية، وهذا يعني عمليا عدم تحرير القطاع الزراعي الصيني. بينما يعتقد الدكتور ديفيد روجر أستاذ التنمية الزراعية في جامعة أكسفورد، أن التجربة الزراعية الصينية وعلى الرغم ما بها من ثغرات، تظل تجربة ملهمة لعديد من المجتمعات النامية، مبينا أن الصين لن يكون لها من خيار غير بناء اكتفائها الغذائي من خلال الموازنة المستمرة بين الإنتاج الداخلي، والاعتماد على المصادر الدولية. ويقول لـ«الاقتصادية»: فيما يتعلق بنسبة المكون الخارجي من إجمالي المكون الغذائي الصيني تظل تلك هي المعضلة الأكبر، فالصين لا يزال لديها حساسية كبيرة من قضية التوجه إلى الخارج، وقد سعت إلى الاستحواذ على مساحات ضخمة من الأراضي في قارة إفريقيا وأماكن أخرى وشحن الإنتاج إلى الداخل الصيني، إلا أن هذا الأمر لم يحظ بشعبية كبيرة في عديد من بلدان إفريقيا.
ويضيف «على الرغم من مراهنة بعض الخبراء في المجال الزراعي على أن توجه الصين إلى المحاصيل المعدلة وراثيا يمكن أن يكون الخيار المستقبلي الأمثل لضمان تحقيق درجة مقبولة من الاكتفاء الذاتي في المجال الزراعي، فإن أكثر من 90 في المائة من جميع المزارع في الصين أقل من 2.5 فدان، ومتوسط حجم المزرعة الصينية من بين الأصغر في العالم، وأراضي الصين الزراعية مقسمة إلى 200 مليون مزرعة، وعليه فإن إجمالي الأراضي الصالحة للزراعة في الصين 334 مليون فدان منها نحو 37 مليون فدان ملوثة جار إصلاحها». ويشير إلى أن المحاصيل المعدلة وراثيا، ولكي تحقق فروقات حقيقية في مجال الإنتاج الزراعي تتطلب مزارع عملاقة على النمط الأمريكي أو الكندي، وهذا شبه مستحيل في الصين نتيجة التضاريس الصينية، وما بها من جبال أو صحارى، هذا كله يجعل من الصعب للغاية تطوير الهيكل الزراعي الصيني. ويؤكد أن الطبيعة المجزأة الصغيرة للمزارع الصينية هي الاختلاف الحاسم مع المزارع الغربية، وتكلفة تغيير النمط الزراعي الصيني عن طريق توسيع المزارع الصغيرة أمر يصعب تحقيقه على أرض الواقع، فدمج الملكية الزراعية للمزارعين مستحيل من الناحية اللوجيستية، ويعيد هذا التحدي القيادة الصينية إلى المربع الأول، حيث إن ضمان توفير الاحتياجات الغذائية لنحو ربع سكان الكرة الأرضية، لا يمكن أن يعتمد فقط على الاكتفاء الذاتي، إنما يتطلب منها مزيدا من الإدراك بأهمية التجارة الدولية في المجال الزراعي.